# Romanico abruzzese

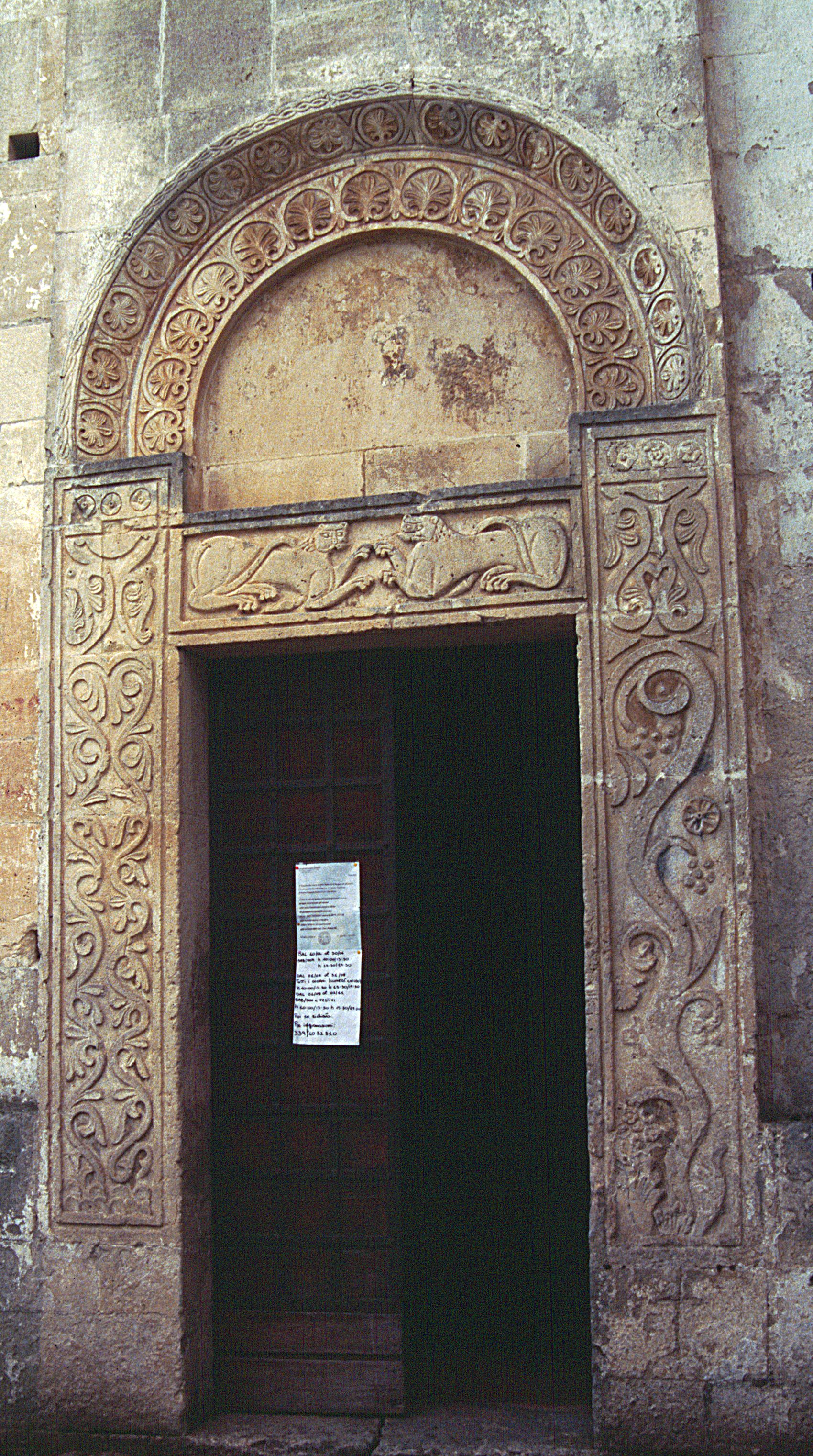
Portale principale dell'abbazia di San Liberatore a Maiella (Serramonacesca, PE)

L’arte romanica in Abruzzo fu una corrente della storia dell'arte, che ebbe sviluppo dall' XI secolo al XV secolo circa, abbracciando i settori dell'architettura, della scultura, e in parte la pittura. Principalmente abbracciò le architetture delle abbazie, cattedrali e monasteri, ebbe l'apogeo nella metà  del XII secolo, per poi venire assorbita dallo stile gotico internazionale (il tardo gotico  italiano) a partire dalla metà del Duecento, che poi si diffuse ampiamente nel Trecento. 
Per la moderna critica della storia dell'arte (tra i più  autorevoli Bindi, Gavini, Bertaux, Moretti), il "romanico abruzzese", seppe coadiuvare nei cantieri della regione (abbazie, conventi, chiese, cattedrali, castelli) le influenze nordiche lombarde, ma anche romane e umbre, dandone un'originale interpretazione sincretica, specialmente per le botteghe degli amboni e cibori abbaziali.

## Le fonti
La fonte primaria è Vincenzo Bindi, che ha raccolto gran parte delle notizie storico-artistiche nel suo voluminoso Monumenti storici e artistici degli Abruzzi (1889), con citazioni di autorevoli font, come la Cronaca di San Clemente a Casauria, Muzio Muzii, Nunzio Federigo Faraglia, Ferdinand Gregorovius, Giacinto Pannella, Ferdinando Ughelli, Muzio Febonio e altri. Il Bindi, avendo studiato la storia dell'arte, fu prima di Carlo Ignazio Gavini l'autorevole storico che si occupò di descrivere i monumenti abruzzesi.
Il lavoro bindiano tuttavia si concentra soltanto sulle principali architetture abruzzesi, e non le descrive tutte. Sicché il Gavini, quando viaggiò in Abruzzo tra la fine dell'800 e il primo decennio del '900 per restaurare anche alcune chiese ammalorate dall'abbandono, o da cattivi restauri tardo barocchi e neoclassici (restaurò infatti parzialmente Santa Maria Assunta di Assergi e Santa Giusta di Bazzano), compose infine i 2 volumi della Storia dell'architettura in Abruzzo (1927), ristampata poi da Adelmo Polla editore. Gavini si proponeva di tracciare una storia generale dell'architettura romanica, gotica e tardo gotica in Abruzzo, dal VI secolo, quando inizia con la trattazione dell'ex cattedrale di Santa Maria Aprutiense, l'attuale chiesa di Sant'Anna dei Pompetti di Teramo, fino alla basilica di San Bernardino all'Aquila, spaziando dunque nella ricerca fino al Rinascimento.
Benché l'opera gaviniana risultasse obsoleta già all'epoca del soprintendente Mario Moretti, altra autorevole fonte per la storia dell'architettura in Abruzzo (anni '60), a causa di nuovi lavori di restauro e scoperte di lapidi, datazioni diverse intercorsi tra gli anni '50 e gli anni '60, resta tuttavia ancora una buona fonte per quanto riguarda la documentazione storica, che Gavini raccolse a riguardo di ciascuna chiesa, come Pietro Piccirilli, suo contemporaneo, Giuseppe Celidonio per le chiese sulmonesi, il Faraglia, il Muzii, il Bindi, Aniceto Chiappini per i monasteri e conventi francescani, anche in parte Antonio De Nino per il suo Sommario dei monumenti abruzzesi (1904). Inoltre il manuale di Gavini rimane come fonte per conoscere la storia dei restauri di alcune chiese che all'epoca sua si presentavano in forme ancora barocche, oppure neoclassiche, malgrado originalmente fossero medievali (e i restauri furono effettuati negli anni '60 o più tardi), come nei casi di Santa Maria Assunta di Bominaco, di Santa Maria delle Grazie di Civitaquana (restauri effettuati nel 1935), di San Liberatore alla Maiella, che addirittura all'epoca di Gavini si trovava in completo abbandono e con il tetto sfondato, idem per Santa Maria di Cartignano a Bussi, di Santa Maria Assunta di Assergi, di San Giovanni in Venere, anch'essa in stato di semi-abbandono, delle chiese dell'Aquila che avevano subito un forte restauro barocco dopo il terremoto del 1703, come San Pietro di Coppito e San Marciano, che non avevano ancora beneficiato del restauro morettiano negli anni '60 (San Marciano fu restaurata come ricorda Francesco Verlengia negli anni '40), ecc.
A parte studi successivi al nuovo manuale di Mario Moretti, come quelli di Francesco Gandolfo, le tre fonti principali ancora oggi di riferimento per la storia del romanico abruzzese sono Gavini, Bindi e Moretti.

## Contesto

### Fioritura delle abbazie benedettine
Bisogna capire che oggigiorno la lettura delle varie architetture abruzzesi, soprattutto per le chiese, i monasteri, i castelli, è completamente stratigrafica, in quanto tali monumenti furono oggetto di saccheggi, distruzioni e rifacimenti attraverso i secoli; e per comprendere il passaggio da uno stile all'altro nell'ambito architettonico, è necessario conoscere le vicende storiche della regione d'Abruzzo. Nell'ambito chiesastico dunque, nel IX-X secolo abbiamo la fioritura dei grandi monasteri benedettini e poi cistercensi, quali l'abbazia di San Clemente a Casauria, la chiesa di San Clemente al Vomano, la chiesa di Santa Maria di Propezzano, l'abbazia di San Pietro ad Oratorium (prima metà dell'VIII secolo), il complesso benedettino di Santa Maria a Bominaco con il celebre pittoresco oratorio di San Pellegrino. Ma moltissimi altri furono i monasteri, oggi non più esistenti, che vennero fondati, testimoniati dei regesti dei monasteri di Farfa, San Vincenzo al Volturno e Montecassino, che prima dell'872, con la fondazione di San Clemente a Casauria, si spartivano il territorio ecclesiastico abruzzese. A causa, dunque dei rifacimenti, soprattutto a partire dall'XI-XII secolo con l'ingresso dell'arte romanica, non è possibile stabilire con certezza quale fosse il tipico stile dell'epoca franco-longobarda, e restano solo scarne testimonianze da documenti, come ad esempio la presenza di un pavimento a mosaico presso la chiesa di San Maurizio a Lanciano, stessa presenza riscontrata a Santo Stefano in Rivomaris, on in torri di avvistamento, comunque restaurate e manomesse nei secoli successivi alla loro costruzione.

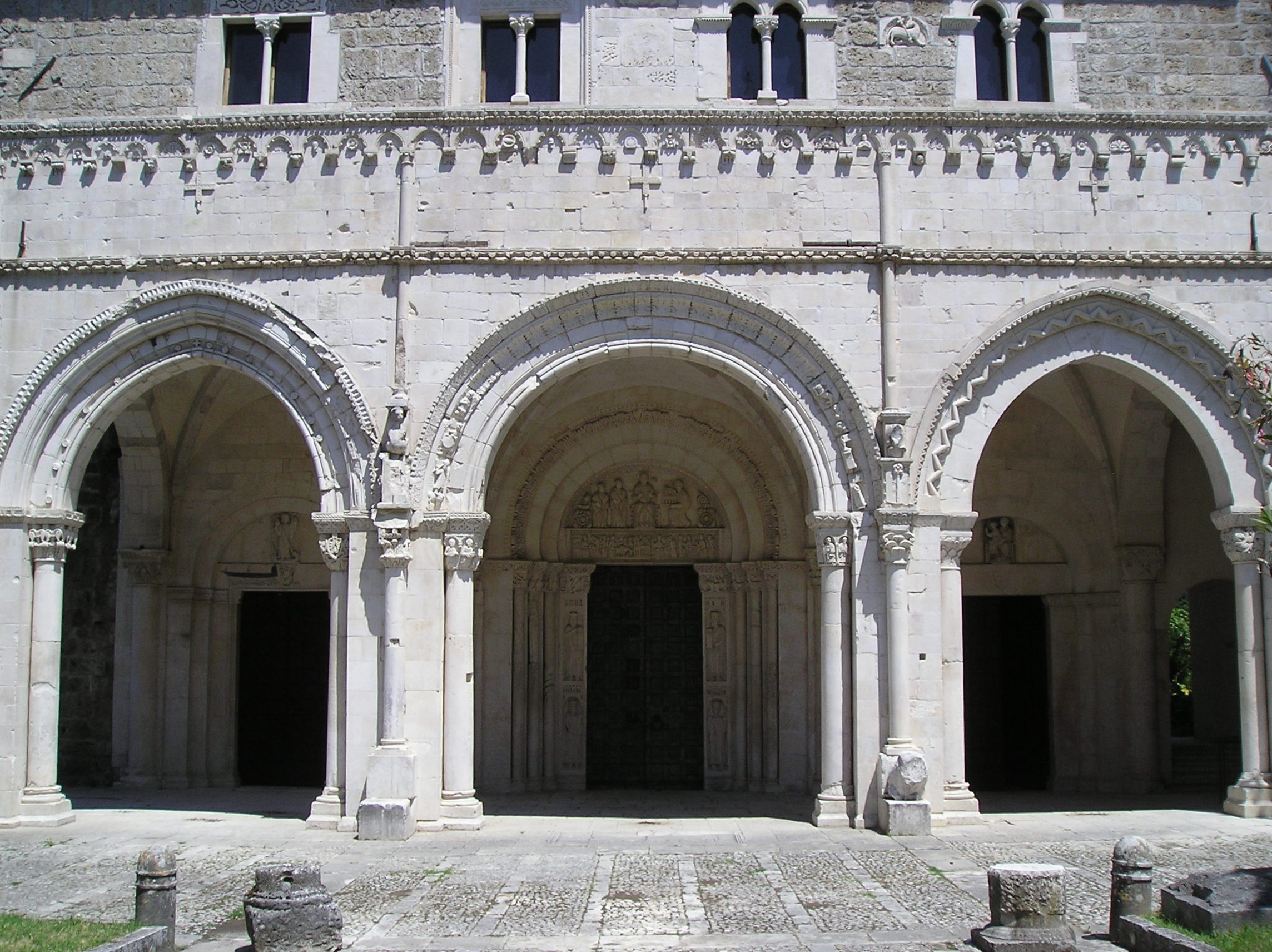
Facciata di San Clemente a Casauria.

L'architettura ecclesiastica primaria, come si è visto, specialmente durante la ricostruzione delle antiche città romane di Teate, Histonium, Interamnia, Anxanum, durante l'arrivo dei Longobardi e poi dei Franchi, si è mostrata attraverso la conversione degli antichi templi pagani in cenobi e cappelle votive dedicate alla Madonna, a San Michele Arcangelo (protettore dei Longobardi), a Santissimo Salvatore, o a San Pietro. E questi sono gli esempi della chiesa di San Giorgio, poi San Biagio di Lanciano, eretta sopra il tempio di Minerva (altri esempi in città si hanno con la chiesa di Santa Lucia sopra Giunone, Santa Maria Maggiore sopra Apollo), San Paolo di Chieti sopra il tempio dei Dioscuri, Santa Maria Aprutiensis in San Getulio sopra la domus romana del I secolo, San Pietro di Vasto sopra Cerere, Santa Maria Intus di Sulmona (oggi San Gaetano). Insomma, non solo per i centri, ma la colonizzazione e la riconversione cristiana degli antichi templi si sparse anche in quei piccoli santuari presenti lungo i tracciati antichi della via Valeria, della via Claudia Nova, della via Traiana, come ad esempio è stato dimostrato per Santa Maria a Vico nel teramano, da Francesco Savini e confermato dal Moretti

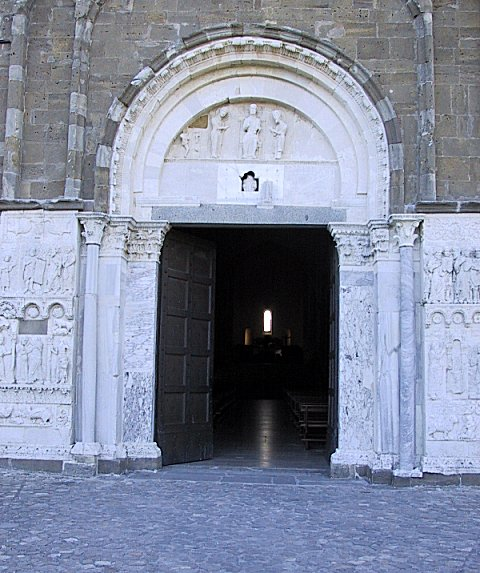
Portale della Luna di San Giovanni in Venere.

## Caratteristiche del romanico in Abruzzo
Come ha ben evidenziato il Gavini nella parte finale del suo primo volume sulla Storia dell'architettura in Abruzzo, tirando le somme delle varie tipologie di maestranze che si sparsero in Abruzzo, si possono individuare tre "scuole", come lui le definì, attirandosi le successive critiche di Moretti per la troppo facile categorizzazione di scuole d'arte ben definite in assenza di documenti precisi.
- La scuola aprutina: che agì nel teramano, in particolare a Teramo, fino al nord della Pescara, con maestranze marchigiano-umbre.[5]
- La scuola della Maiella o di San Liberatore, i cui maestri originari del Lazio attorno Montecassino furono chiamati dall'abate Desiderio per i cantieri di San Liberatore alla Maiella, San Clemente a Casauria,San Pietro ad Oratorium, San Pelino e San Panfilo
- Alcuni maestri lombardi che posero mano alle chiese di Santa Maria delle Grazie a Civitaquana, Sant'Angelo di Pianella, nonché a chiese del teramano, come San Giovanni ad Insulam (Isola del Gran Sasso) e Santa Maria di Ronzano
- La scuola aquilana[6]: che come di recente ha affermato orlando Antonini, ex vescovo dell'Aquila, si affermò tra la fine del XIII secolo e il XIV secolo, influenzata dalla presenza umbro-laziale, ma anche dai maestri di Sulmona, che dettero avvio ai cantieri della basilica di Santa Maria di Collemaggio.

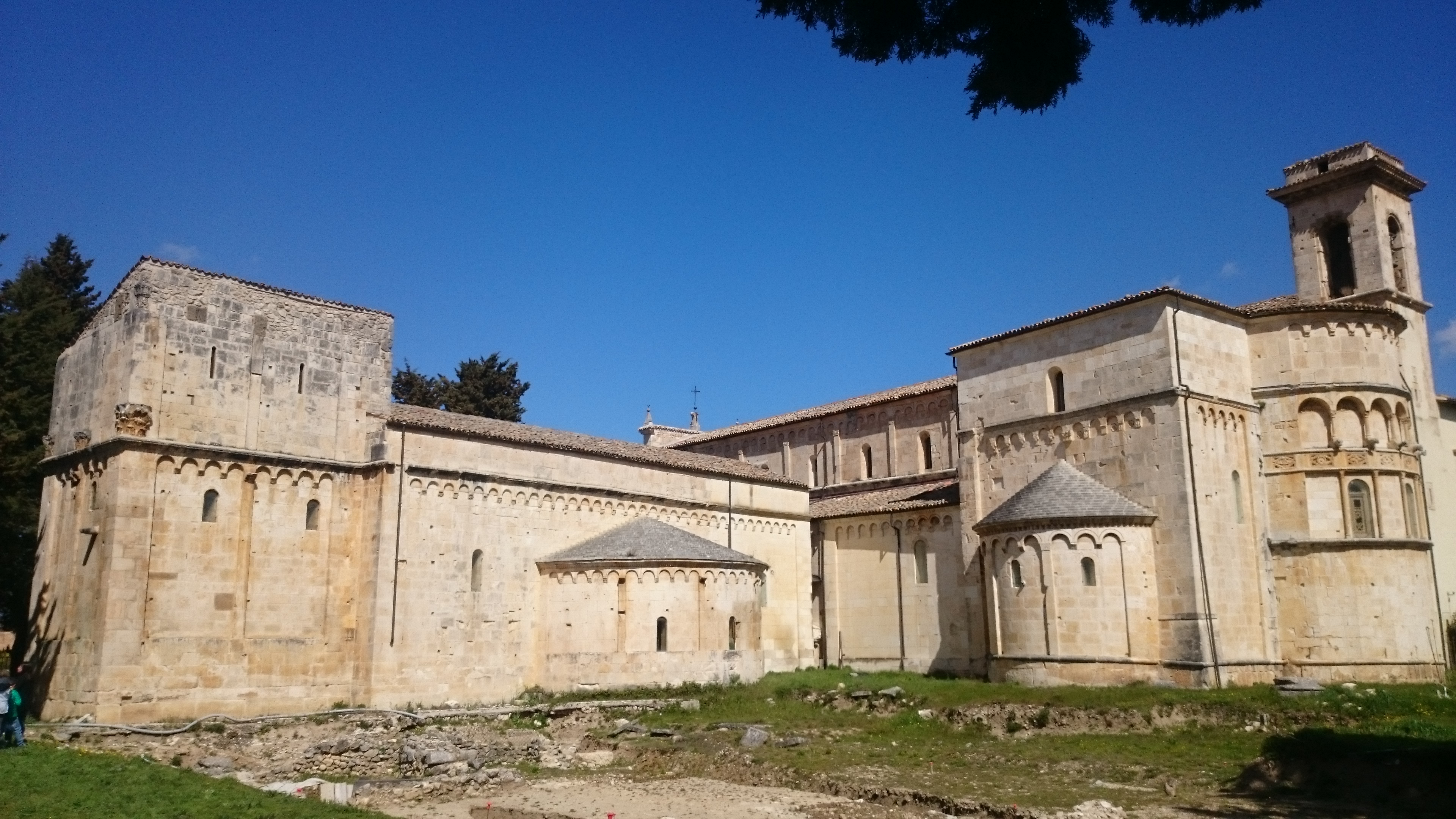
Prospetto laterale e posteriore della cattedrale di San Pelino a Corfinio (a sinistra l'oratorio incompiuto di Sant'Alessandro con la torre), sul retro si vede l'ordine di arcate cieche e fregi tardi longobardi sulla tribuna

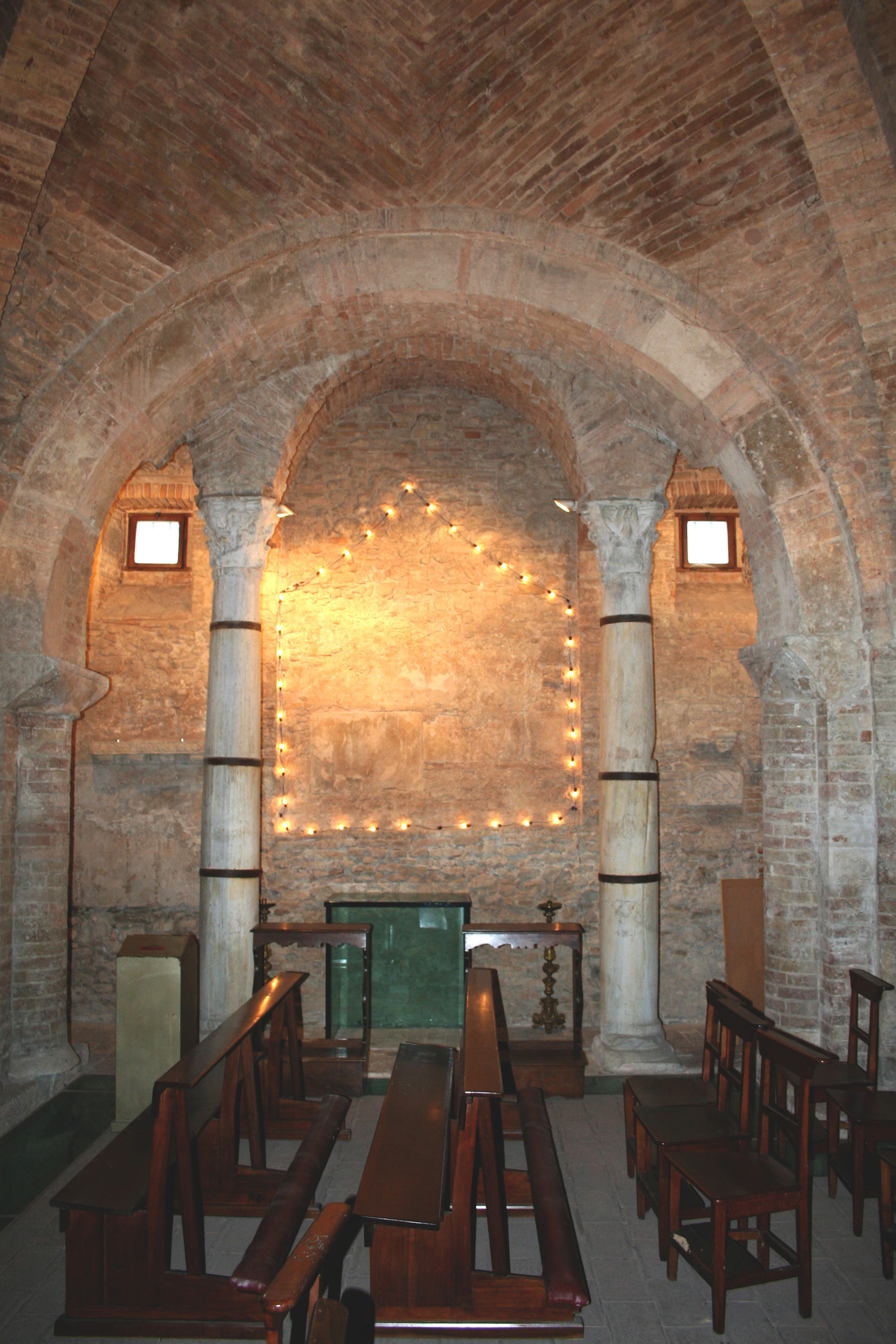
Nicchia laterale della chiesa di Sant'Anna dei Pompetti a Teramo, parte rimanente dell'antica cattedrale di Santa Maria Aprutiense

- Impianto: la chiesa-abbazia è massiccia, a pianta rettangolare, in alcuni casi irregolare, come Santa Maria Aprutiensis, e il duomo di Santa Maria Assunta a Teramo, o anche San Pietro di Coppito all'Aquila. Robusti pilastri o contrafforti a volte proteggono la chiesa, come la basilica di Sant'Eusanio Forconese. Gran parte delle chiese esistenti già nell'VIII-IX secolo, le cattedrali e le abbazie, presentano il presbiterio rialzato per lasciare spazio alla cripta, sacello antico della chiesa originaria, che presenta quasi sempre un impianto irregolare, quasi ottagonale, con scansione in campate da ordini regolari di colonne, quasi sempre materiale di spoglio da templi romani, come i sacelli di San Clemente a Casauria, Santa Maria Aprutiensis, San Giovanni in Venere, San Massimo di Penne, San Panfilo.

- Finestre e rosone: eccezion fatta per San Liberatore alla Maiella, la cui facciata in parte fu ricostruita negli anni '60 per l'apertura sciagurata di un finestrone rettangolare nell'epoca barocca, ci sono due scuole individuate da Gavini: la scuola lombarda, che sul modello della basilica di Sant'Ambrogio realizzò delle facciate a salienti, tripartire, e con finestre semplici al posto dei rosoni, e poi la scuola umbro-laziale che realizzò le monumentali facciate a salienti con i rosoni,oppure gli oculi (in alcuni casi erano dei rosoni, le cui colonne caddero con i terremoti, o che furono riutilizzate per altre costruzioni). Eccezion fatta per San Pelino a Corfinio, il cui cantiere rimase incompiuto (la facciata doveva essere impostata sul modello, forse, di San Paolo a Ripa d'Arno di Pisa), queste facciate sono tripartire, mostrano alla base tre portali, quelle pi+ felicemente riuscite, come appunto San Liberatore alla Maiella (malgrado la ricostruzione della parte di sopra), mostrano la decorazione in cornice di arcatelle cieche, sul modello lombardo e toscano.[7]

- Portale: quasi sempre le grandi chiese abruzzesi, eccezion fatta per le cattedrali, e qualche abbazia (San Giovanni in Venere, San Bartolomeo di Carpineto, San Pietro ad Oratorium, Santa Maria Assunta di Bominaco) mostrano un'impostazione di tre portali, dei quali quello centrale è più grande. Non esiste un modello specifico, perché il caso di San Clemente a Casauria, riccamente decorato da scene di "Bibbia parlante", fu un caso sui generis voluto dall'abate Leonate. L'impostazione più convenzionale si rifece al romanico lombardo, con il portale a tutto sesto lunettato, decorato da fregi e girali vegetali e animali. Soltanto a San Liberatore alla Maiella abbiamo tutti e tre i portali riccamente decorati, mentre sembra che le altre chiese abbiano preferito la decorazione solo nel portale maggiore. La decorazione del fregio e la scelta dei modelli, secondo Gavini, fu di determinante importanza per datare e distinguere i diversi stili usati nel romanico abruzzese.

- Capitello: il capitello romanico all'inizio, come propone Gavini, prese il modello classico del blocco trapezoidale capovolto, sopra cui incidere i fregi naturali, animali, fantastici e umani. Molti capitelli dell'area sulmontina e non (San Liberatore, San Panfilo, cripta, Santa Maria del Lago, San Getulio) dimostrano di essere stati legati, nella prima fase del romanico, molto alle sculture fitomorfe dell'epoca franco-longobarda per la grossolanità delle figure realizzate, che danno l'idea di immagini molto tozze e abbozzate, non adeguatamente rifinite, in cui prevale un ideale di "horror vacui", cioè di una intenzione di ricoprire l'intero spazio con disegni, piuttosto che di concentrarsi sulla perfetta resa del disegno. Tipicità di questi colpi di coda longobardi sono i vasti girali geometrici a ventagli, tipici. Nella seconda fase del romanico (tardo XII secolo-XIII sec) abbiamo dei capitelli più compositi e ricchi di soggetti, specialmente al tralcio vegetale viene preferito l'elemento fantastico o bestiale e la figura umana, che emergono nei capitelli dei colonnati di San Clemente a Casauria, San Pelino e Santa Maria del Lago, con maggiore tridimensionalità.

- Tribuna: le tribune classicamente, a ispirazione delle basiliche romane, sono tre per le cattedrali e le abbazie, ciò dipende principalmente dall'importanza della chiesa, dato che quelle minori ne hanno solo una. Le tribune, eccettuate quelle sperimentali del tardo romanico aquilano (le tribune all'interno semicircolari, e fuori semiottagonali, come a Santa Giusta, San Domenico e San Flaviano), sono semicircolari, quella centrale come i portali, è maggiore, e sono decorate da piccole finestre. Le tribune romaniche rispecchiarono quelle già esistenti delle antiche cripte longobarde, eccezion fatta per la cattedrale di San Giustino di Chieti, che mostra nell'impianto vari rifacimenti, e solo la cripta denuncia la presenza originaria di tre tribune.

## San Clemente a Casauria, la prima abbazia romanica
Parlando del romanico, si sviluppò in Abruzzo nel XII secolo circa, quando i monasteri, danneggiati da incursioni e da terremoti, dovettero essere restaurati. Dal Chronicon Casauriense di San Clemente si può ben comprendere il periodo di ricostruzione dell'abbazia da parte dell'abate Leonate, che nel 1075 volle restaurare questo cenobio, insieme alla Cattedrale di San Panfilo a Sulmona e la Basilica di Corfinio. A questo periodo risale la facciata monumentale con il portico ad arcate che precede l'ingresso dato da tre portali, riccamente scolpiti con le scene di vita iniziale del monastero, che rievocano la sua fondazione da parte di Ludovico II il Giovane.
Dall'esempio di Casauria, uno dei più eminenti del romanico abruzzese, questo stile si diffuse, in maniera piuttosto eterogenea in tutto l'Abruzzo oggi conosciuto. Nel territorio della Maiella i monasteri vennero restaurati con la pietra bianca della montagna, venendo arricchiti nell'ambito scultoreo e monumentale seguendo le orme dei monasteri di Roma e della Lombardia, con impianti rettangolari ad abside posteriore semicircolare, facciata tripartita ornata da archetti, lesene logge cieche, e portali a tutto sesto con lunette riccamente decorate, e grandi torri di guardia come campanile.

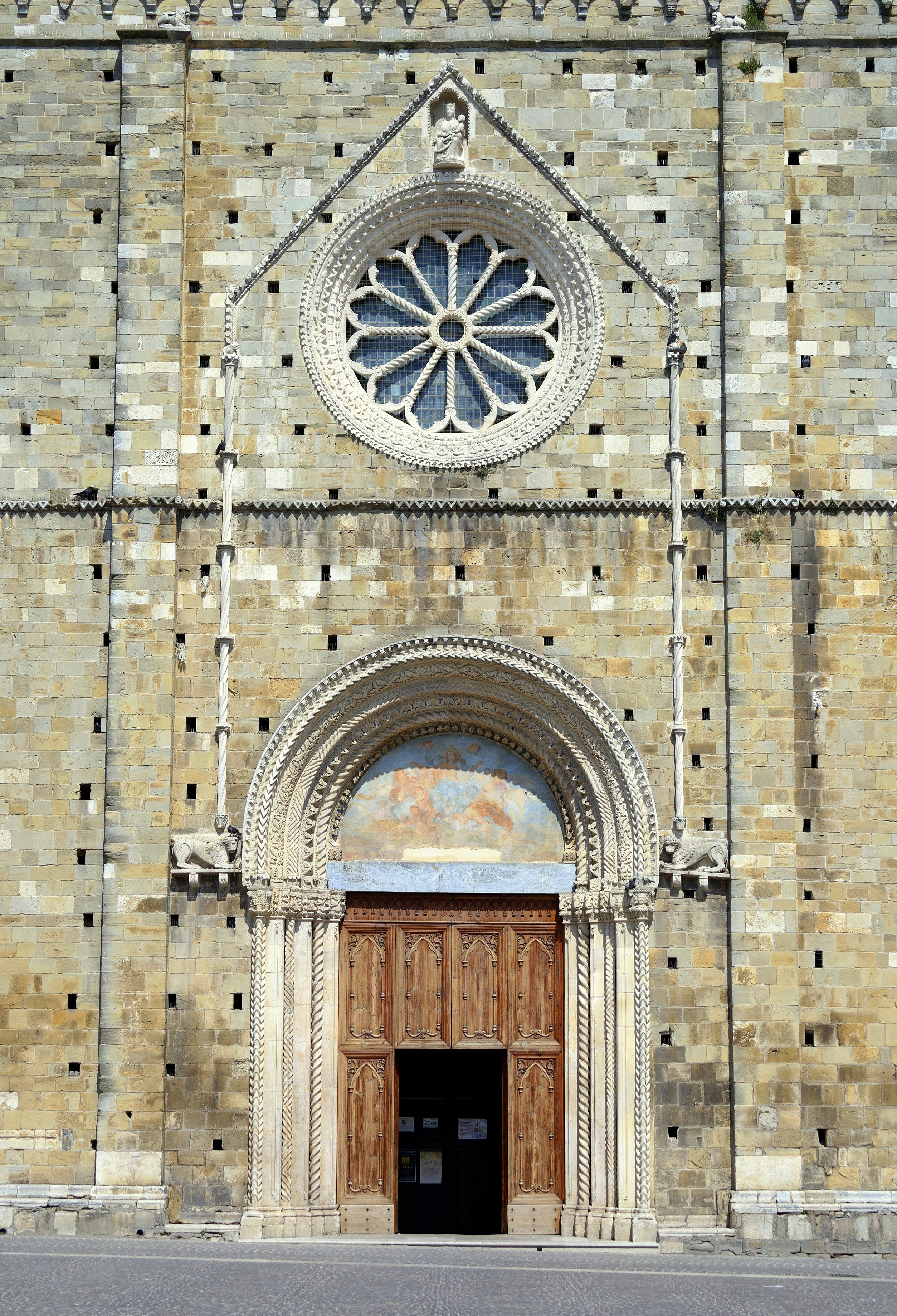
Dettaglio della facciata del Duomo di Atri.

## Scuola della Maiella
Per quanto è possibile desumere dalle chiese, che ancora in parte conservano l'aspetto romanico, lo stile della Maiella si differenziò notevolmente dalle altri correnti romaniche dell'Aquila, di Teramo e di Chieti. Nel teramano venne impiegata sia la pietra sia il mattone, e il romanico risentì dell'influsso umbro-marchigiano, come è visibile dalla facciata della Cattedrale di San Berardo a Teramo, dalla chiesa dei Cappuccini e, prima del suo restauro neogotico, dal santuario della Madonna delle Grazie, in cui l'impianto della facciata era o a salienti, tripartito da pilastri, oppure a coronamento orizzontale dalla forma quadrata, con ampio nartece di base porticato, e oculo centrale, solitamente ornato da rosone. Romanica è anche la facciata della Basilica di Santa Maria Assunta di Atri, che rappresenta il più felice esempio del tardo-romanico teramano (XIII secolo), che è a coronamento orizzontale, quadrata, con portale a tutto sesto strombato, che riporta già quelle decorazioni a tralci e fitomorfe più care allo stile gotico, così come la decorazione molto fine ed elaborata della raggiera del rosone.

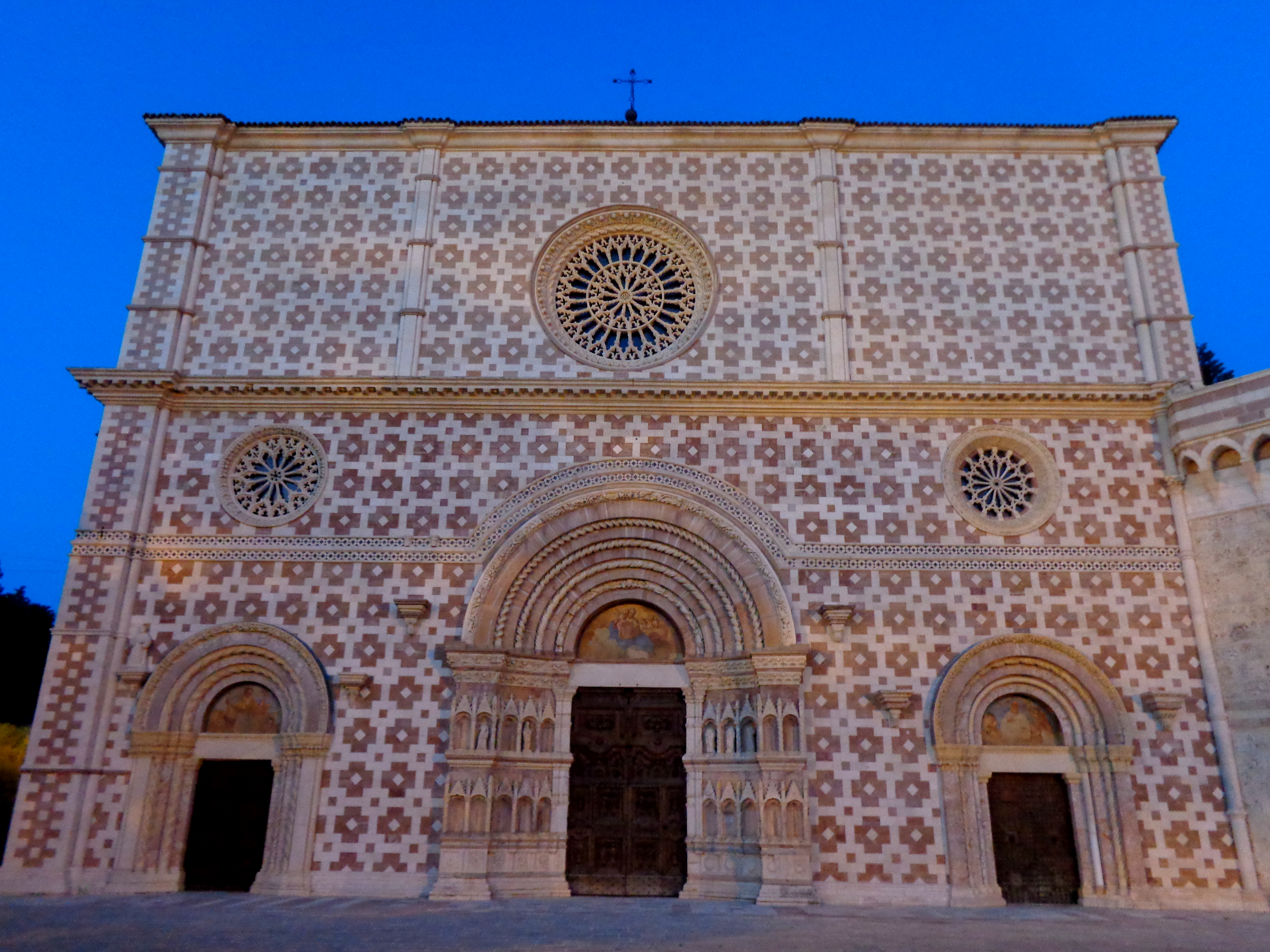
Facciata di Santa Maria di Collemaggio.

## Romanico nell'Abruzzo Citeriore
Del romanico a Chieti in provincia si hanno pochi esemplari, poiché la città fu più volte ricostruita, sino alla completa trasformazione barocca, benché l'antica Cattedrale di San Giustino, riconsacrata nel 1069, all'epoca avesse dovuto mostrare, come ipotizza Gaviniun aspetto romanico, cosa che oggi è in parte rintracciabile dell'abside della cripta ridatta poi nel gotico. All'epoca a Chieti esistevano monasteri dall'aspetto romanico quali Sant'Agata de' Goti, San Salvatore e Santa Maria sopra San Pietro,  nel rione Trivigliano, ma oggi non è giunta alcuna traccia architettonica medievale causa rifacimenti barocchi,  se non una lastra della vecchia chiesa di Santa Maria de Contra, poi di san Francesco di Paola, rimontata all'ingresso della sagrestia. Lo stesso vale per Ortona, anche se la martoriata Cattedrale fu più volte distrutta e ricostruita fino al restauro del 1949, e oggi restano i pochi resti rintracciabili  nell'impianto, se si escludono i portali gotici, e tracce della basilica di San Marco in contrada San Donato di Ortona, del IX secolo. 
Tra gli esempi più rilevanti figura l'abbazia di San Giovanni in Venere sulla costa dei Trabocchi, fondata dall'abate Trasmondo II di Chieti sopra un piccolo tempio, molto importante per comprendere l'eterogeneità del romanico abruzzese, poiché mostra chiari influssi d'arte siculo-pugliese, specialmente per quanto concerne la triplice abside semicircolare, con motivi decorativi del tutto assenti nelle altre abbazie abruzzesi, che rievocano paesaggi d'Oriente. Tipicamente abruzzese invece è il "portale della Luna" della facciata, dove è rappresentata la Deesis, insieme con delle scene dell'Antico Testamento, in un conglomerarsi di personaggi e natura tipico della regione.

## Romanico marsicano
Nella Marsica, a causa dei disastrosi terremoti, l'ultimo del 1915, resta poco dell'architettura antica, sia romanica, sia gotica o barocca, e i pochi esempi rimasti sono la Basilica dei Santi Cesidio e Rufino, in particolare il "portale degli Uomini", posto sul lato Piazza Umberto I di Trasacco, la facciata della chiesa di San Giovanni di Celano, la chiesa di San Pietro d'Albe ad Alba Fucens e l'interno della chiesa di Santa Maria in Valle Porclaneta a Rosciolo dei Marsi. Si tratta di un romanico molto simile a quello della Maiella, ma che riprende più che altro il romanico laziale, e soprattutto quello aquilano, per lo stile delle facciate, dei portali e delle rose.

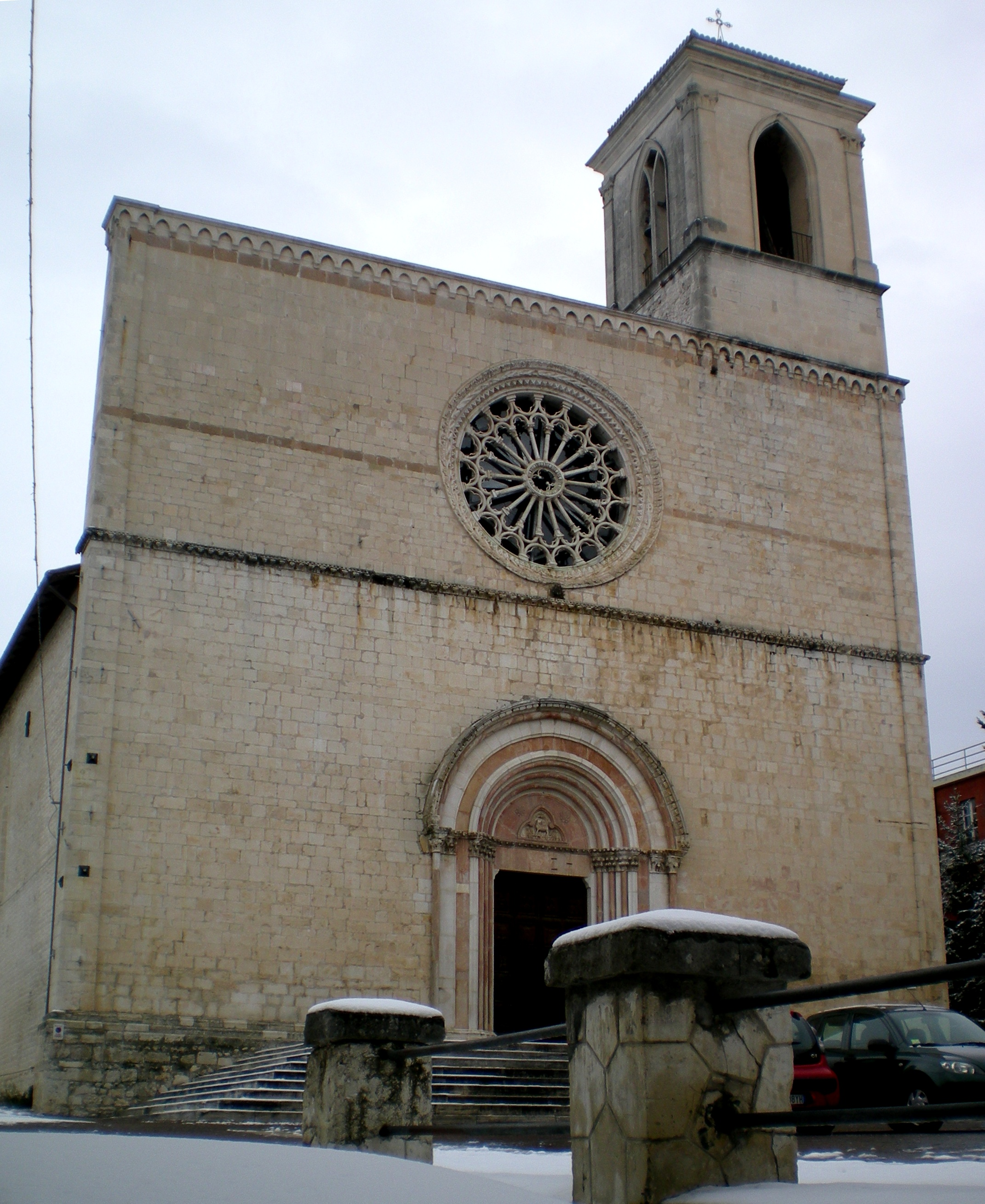
San Silvestro all'Aquila.

## Romanico aquilano
Parlando del romanico aquilano, costituisce un caso a sé, che ha fatto scuole per i centri limitrofi della valle d'Aterno e del Gran Sasso. La presenza di chiese è attestata sin dalla fondazione della città nel 1254, anche se a causa della distruzione di Manfredi di Svevia nel 1259, e del terremoto del 1349, si possono avere solo delle idee sullo stile primario dei principali edifici religiosi del centro. Lo stesso vale per il monumento simbolo del romanico abruzzese e aquilano: la Basilica di Santa Maria di Collemaggio, completata nel 1288, ma sicuramente più volte restaurata. Dunque il romanico all'Aquila prese avvio molto tardi, e risentì sicuramente degli influssi del nascente gotico. E la differenza tra questo romanico e quello di chiese di villaggi già esistenti prima della fondazione, come Camarda, Paganica, Arischia e Bazzano, è molto evidente in templi come la chiesa di San Giustino extra moenia di Paganica o la chiesa di Santa Giusta fuori le mura di Bazzano: il romanico è molto più sobrio, che si addice alle piccole chiese, con un semplice portale a tutto sesto lunettato, e una rosa di dimensioni minuscole, ma comunque molto ben ornata nella raggiera, tanto che si è parlato di collegamento con le altre strutture della chiesa di San Paolo di Peltuinum, dell'oratorio di San Pellegrino con la chiesa di Santa Maria a Bominaco, dell'abbazia di San Pietro ad Oratorium a Capestrano; lo stesso vale per Santa Giusta fuori Bazzano, risalente al XII-XIII secolo, mostrante tutti i tipici aspetti dell'antico romanico abruzzese primario.
L'Aquila invece, nelle facciate di Collemaggio, di Santa Maria Paganica, di San Silvestro, di San Pietro di Coppito (post restauro 1974), di Santa Giusta, di San Marciano, di San Pietro di Sassa, di Santa Maria di Roio, Santa Maria di Forfona, mostra lo stesso schema, adottato anche nelle chiese di alcune frazioni, di cui si parlerà: una facciata quadrata a coronamento orizzontale di archetti pensili, suddivisa da cornici, con una grande rosa centrale a raggiera a colonnine tortili che culminano in un piccolo cerchio baricentrico, e portale fortemente strombato ad arco a tutto sesto, con doppia cornice, e lunetta ornata da affreschi oppure da sculture, come nei casi di San Silvestro, Santa Maria di Roio e Santa Maria Paganica, che solitamente rappresentano l'incoronazione della Vergine col Bambino.

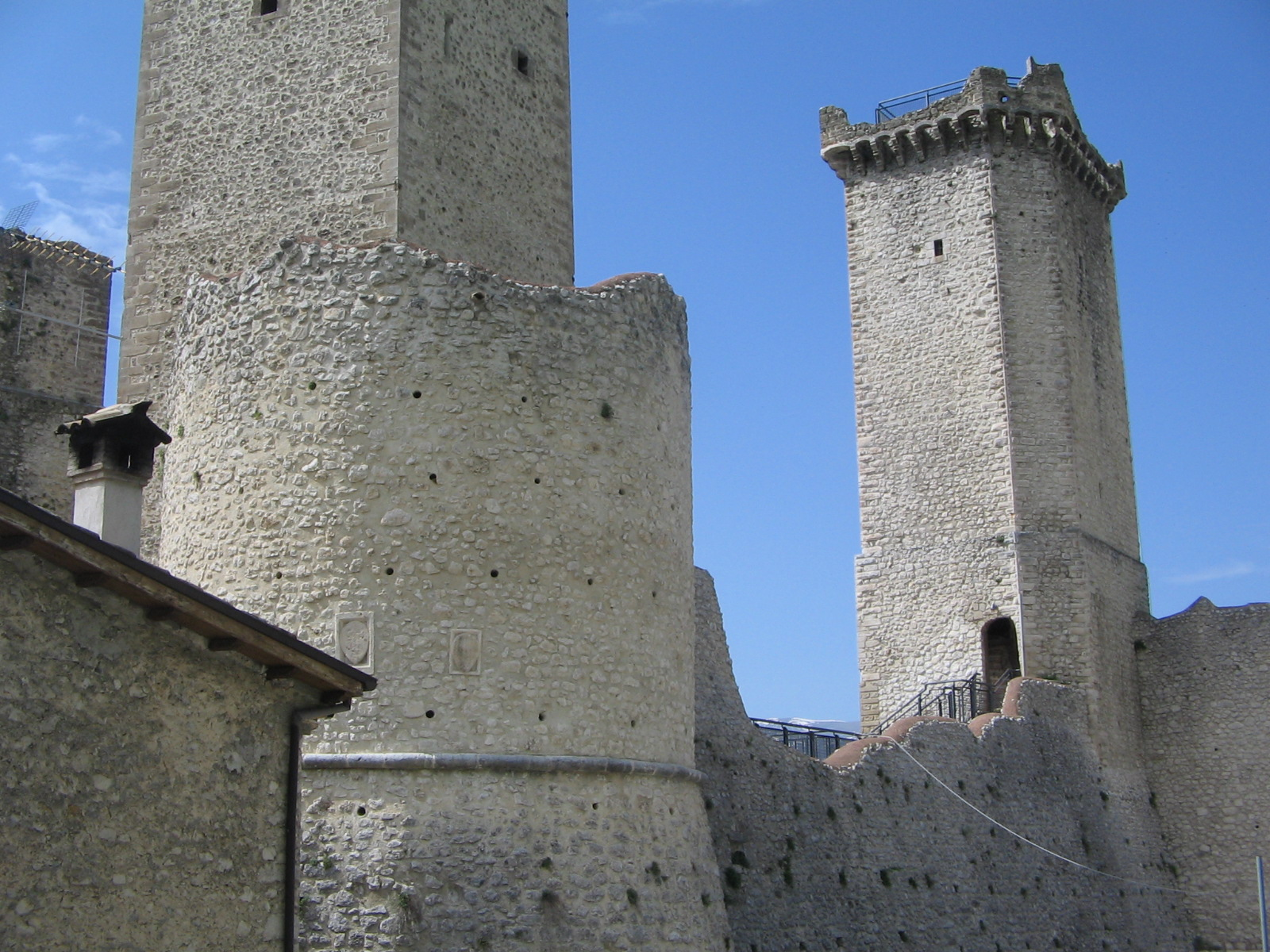
Il castello Caldora di Pacentro.

### La scuola aquilana nel circondario
Questo stile rappresentò all'Aquila e nella vallata il modello da seguire per la costruzione, e per la ricostruzione stessa delle chiese, visto che la zona è da secoli soggetta a terremoti. Il carattere romanico aquilano è stato così forte da resistere ai secoli delle trasformazioni rinascimentali e barocche, tanto che esempi eclatanti di chiese completamente barocche all'interno e romaniche all'esterno si riscontrano in quasi tutte le contrade della città e dei borghi circostanti. Una bell'esempio di romanico è dato dalla facciata della chiesa di Santa Maria Assunta di Assergi, con uno dei più elaborati rosoni della vallata, mentre il romanico più modesto del modello Santa Giusta fuori Bazzano e San Giustino si riscontra più o meno nei centri di Camarda, Lucoli, Tornimparte, Aragno, Ocre, Calascio, e ogni chiesa mostra il classico inconfondibile schema aquilano.
Per quanto concerne l'architettura civile, militare e monumentale, si hanno purtroppo sparuti esemplari, sempre per via di distruzioni e trasformazioni. Parlando dell'architettura militare medievale, essa comparve con i Longobardi sotto forma di torri di avvistamento e di difesa, alcune delle quali ancora esistenti, come la torre di Picenze a Barisciano, la torre di Sutrium a Bussi sul Tirino, la torre della Fara a Celenza sul Trigno, la torre di Goriano Valli. Si tratta di strutture realizzate senza particolare criterio artistico, molto spoglie, a pianta quadrata, triangolare o circolare, suddivise a più piani. Si conserva in Abruzzo solo un caso di strutture castellata d'epoca longobarda, ossia il castello di Spoltore, che domina il centro, a pianta quadrata irregolare con torri angolari rompitratta.

## Architettura dei castelli nell'era normanna
Nel X-XII secolo con il passaggio dai Franchi ai Normanni, l'Abruzzo divenne una serie di contadi e comitati amministrati da diverse città. Nella Marsica si ha la contea di Celano dei Marsi-Berardi, a Chieti il comitato omonimo, all'Aquila un insieme di baronie gestite da Carapelle Calvisio e dal Celano stessa. I conti dei Marsi, insieme con i loro parenti conti di Valva nella valle Peligna, tessettero una rete di fortificazioni di piccola taglia, perlopiù torri di guardia, sopra i picchi di montagna, a guardia della Marsica tutta, della valle del Fucino e della Piana del Cavaliere al confine col territorio pontificio a Carsoli, e lo stesso venne fatto nel territorio di Sulmona, con castelli e torrette che erano sotto la giurisdizione di Corfinio e San Clemente a Casauria. Nella terra d'Aquila abbiamo gli esempi più classici del castello-recinto a pianta poligonale o triangolare, ossia un reticolato di mura alternato da torri rompitratta angolari, con la torre puntone situata nel punto più elevato, esempi sono il castello di San Pio delle Camere, il castello di Barisciano, il castello di Bominaco, il castello di Ocre. Questi castelli divennero inservibili, soprattutto dopo l'assedio di Braccio da Montone 1424 nella guerra contro L'Aquila, e gli abitati si svilupparono più a valle.

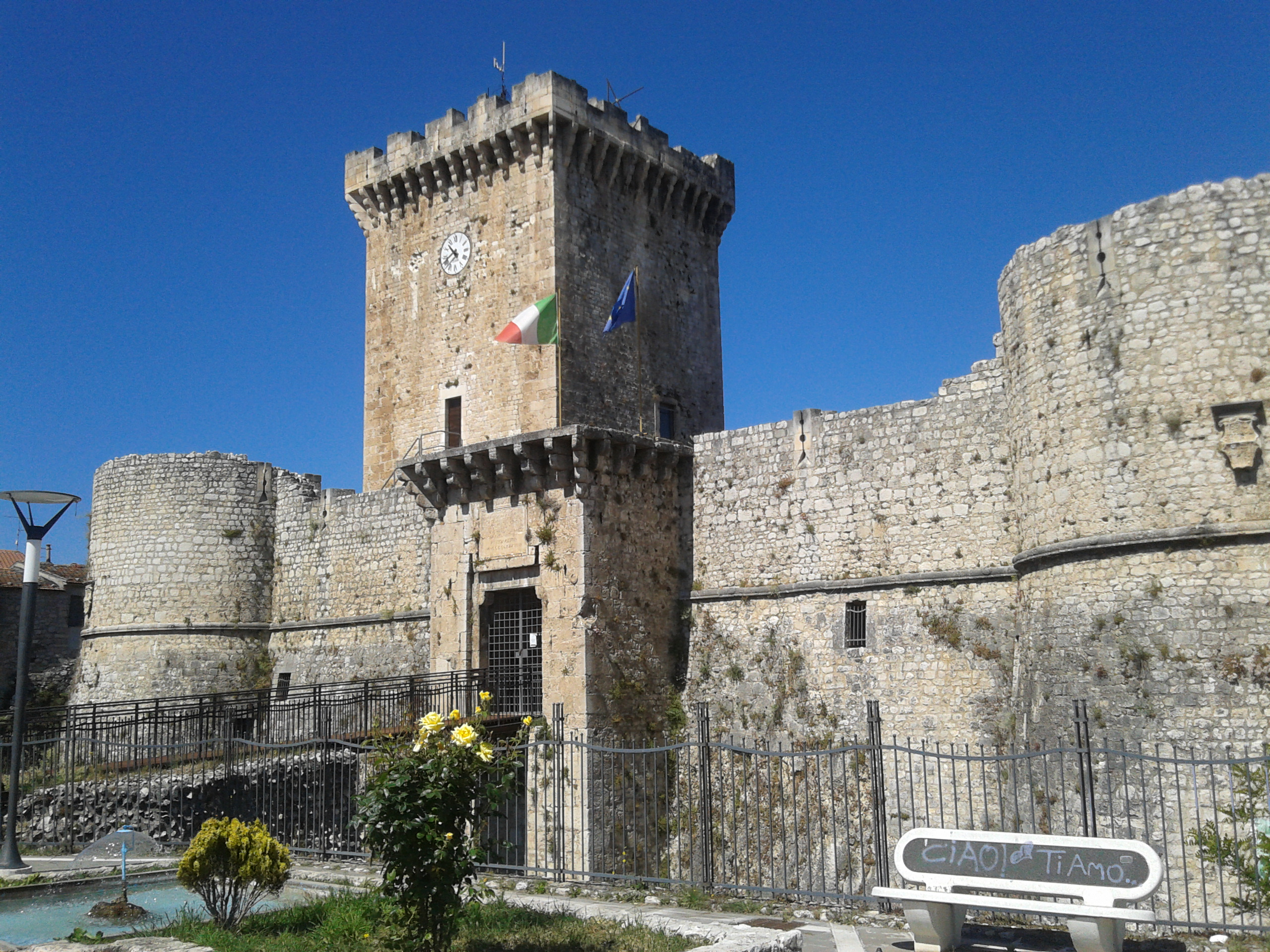
Il castello Piccolomini di Ortucchio.

## Impianto dei castelli
Nell'epoca normanna, dall'XI secolo al XIII, i castelli si moltiplicarono, e da antichi presidi-fortezza, come l'esempio di Rocca Calascio, divennero delle vere e proprie strutture gentilizie, mantenendo comunque la funzione militare. Scarni sono gli esempi, a causa delle corpose ristrutturazioni del XIV secolo, e specialmente nei secoli XVI-XVIII, quando molti castelli divennero delle residenze principesche, perdendo ogni carattere difensivo. Con il passaggio di Federico II di Svevia in Abruzzo, alcune strutture vennero restaurate, anche se la svolta vera e propria ci fu con Jacopo Caldora, Giacomo Cantelmo, Alfonso I d'Aragona, la famiglia Orsini, e Antonio Piccolomini. Il Caldora fortificò il castello di Pacentro, il castello Caldoresco a Vasto, il fortino di Ortona, il castello di Civitaluparella, e anche fortificazioni che oggi però portano il nome dei Cantelmo di Popoli, che soppiantarono la dinastia, modificando le strutture di Pettorano sul Gizio, Popoli stessa, Roccacasale, spartendosi il territorio della Maiella con i feudatari De Sangro. 
Il miglioramento delle tecniche apportate dal Caldora, come il sistema di bastioni lanceolati del castello di Vasto, fu ripreso dai Cantelmo, che ampliarono il castello di Pettornao dall'antica torre puntone normanna, con recinto circondato da mura alternate a torri di guardia, così come a Popoli, dove alla classica torre quadrata rompitratta, venne sostituita la torre circolare aragonese con base a scarpa e coronamento a merlature sulla sommità.
Nella Marsica gli Orsini di Avezzano e d i Piccolomini di Celano e Ortucchio dettero notevole contributo alla modernizzazione delle strutture militari, basandosi l'uno sul modello romano, l'altro su quello napoletano, con ampio recinto a fossato, muratura doppia alternata da torri angolari, spesso cilindriche con coronamento a merlature e beccatelli, inglobando le grandi torri pentagonali rimasuglio delle antiche fortificazioni dei Berardi di Celano.

## Periodizzazione del romanico
Nell'843 la subregione dell'Abruzzo Citeriore, facente parte dell'antico Sannio, si staccò dal ducato di Spoleto, formando vari territori: la Contea dei Marsi, articolata nei gastaldati di Rieti, Amiternum, Forcona, Marsica, Valva, Penne e Chieti, trasformati poi in comitati longobardi, che poi vennero conquistati dai Normanni, Nel 1076 Roberto I di Loritello conquistò il comitato di Chieti, il suo capitano Ugo Malmozzetto si impossessò del comitato di Penne, istituì una signoria a Manoppello, e poi penetrò anche nel comitato di Valva, occupando l'abbazia di San Clemente a Casauria. Nel corso dell'Alto Medioevo si verificò una saldatura perfetta fra assetto diocesano e amministrativo degli ex comitati longobardi nel riunito Giustizierato d'Abruzzo (1233) con capitale Sulmona; infatti ai sette gastaldati dell'ex Contea dei Marsi corrispondono infatti altrettante diocesi, coincidenti con l'estensione dei confini. Meno vincolato a queste rigide forme amministrative è il fenomeno di fondazione dei cenobi dell'Ordine Benedettino, incidendo in forma più capillare e profonda nelle realtà socio economiche dei castelli e dei feudi.

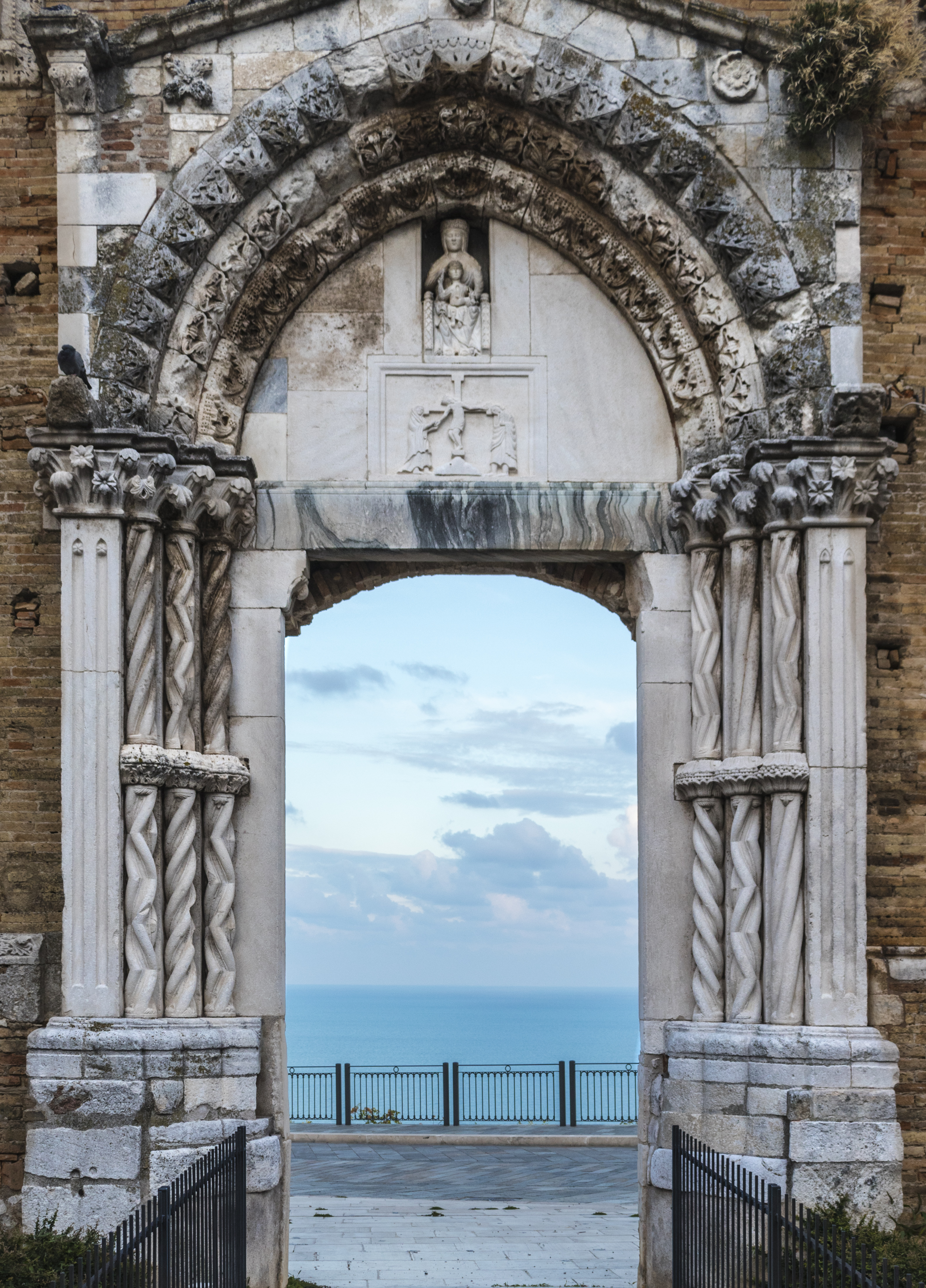
Portale della chiesa di San Pietro a Vasto

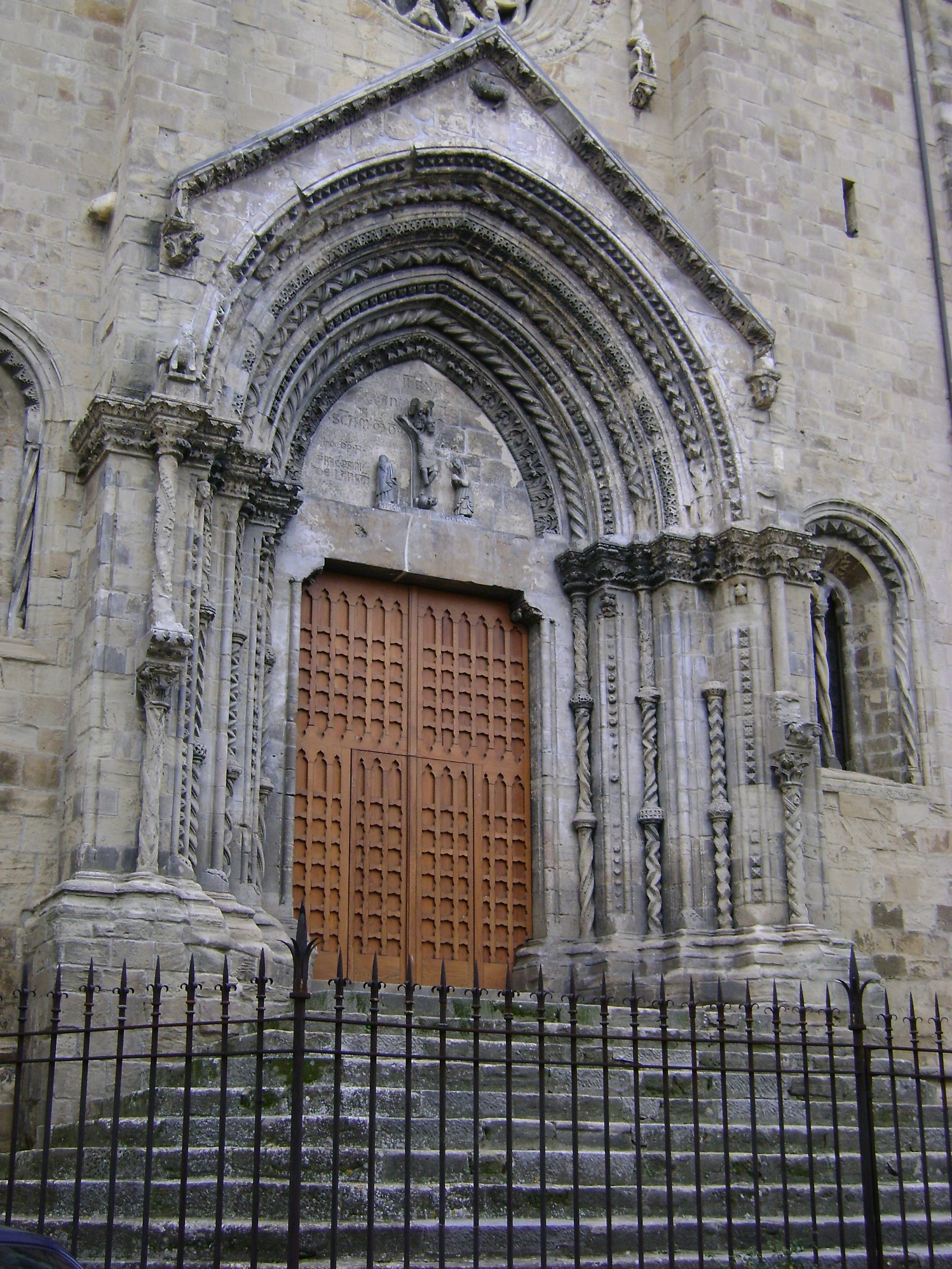
Portale della chiesa di Santa Maria Maggiore a Lanciano

### Abbazie dipendenti da Montecassino e Farfa
La rete di fondazioni è fitta, basti pensare che alcuni monasteri erano dotati di possedimenti dentro e fuori dai confini dell'Abruzzo, quali l'abbazia di San Clemente a Casauria, indipendente dalle abbazie storiche di Montecassino e Farfa, che venne realizzata sopra un'isoletta lungo il fiume Pescara, presso le gole della Maiella e del feudo di Popoli, posta in posizione strategica per controllare i traffici commerciali e fluviali, e per questo occupata anche dal conte Ugo Malmozzetto, dato che si innestava sul tracciato dell'antica via Tiburtina Valeria, che dal porto di Aterno, lambendo Chieti, andava raggiungere Sulmona, oppure la Marsica attraverso la forca di Cocullo.
Con il dominio angioino (XIII secolo), l'Abruzzo divenne passaggio obbligatorio tra Napoli e il nord Italia, tanto che si andò a definire una "via degli Abruzzi", ricalcante le direttrici dell'età romana, che passavano da Castel di Sangro a Sulmona e L'Aquila, mentre seguendo la via Claudia Nova, si raggiungevano l'alto Lazio, l'Umbria e la Toscana.
Con l'eccezione della chiesa di Santa Maria a Vico nel teramano, una delle più antiche dell'Abruzzo, fondata nell'XI secolo, in questo contado retto dai Conti Aprutini sino all'inglobo nel Giustizierato Abruzzese, a cui dette anche il nome, in Teramo esisteva la storica cattedrale di Santa Maria Aprutiense. Prima del Mille, oltre alle già citate San Pietro in Oratorium (prima metà dell'VIII secolo) e San Clemente a Casauria (871), si conosce la fondazione di altri monasteri, oggi non pervenuti integralmente o addirittura scomparsi, che vennero fondati nell'epoca di transizione dal potere longobardo al franco, con la discesa in Italia di Ottone I di Sassonia: vale a dire i monasteri di Sant'Angelo in Barregio a Villetta Barrea, dipendente da Montecassino, Santa Maria in Propezzano a Morro d'Oro, San Vincenzo de Flaturno ad Anversa degli Abruzzi (oggi cex chiesa della Madonna delle Grazie in via Vittorio Emanuele), la collegiata di San Michele a Città Sant'Angelo, il monastero di Santo Spirito alla Maiella presso Roccamorice, la chiesa benedettina di San Salvatore alla Maiella, sopra Rapino (il portale del cenobio scomparso è stato rimontato presso la chiesa di Sant'Antonio di Rapino), che ebbe in possedimento sino al XV secolo varie chiese del territorio guardiese, la chiesa di Sant'Agata di Chieti.
Appare significativo l'apporto delle testimonianze archeologiche al problema della diffusione del cristianesimo, se in base alle sole fonti la presenza delle comunità cristiane non può farsi risalire anteriormente al V secolo. In base alle evidenze offerteci dai cimiteri, dalle catacombe e dalla iscrizioni parietali, può fissarsi al massimo al IV secolo, e tralasciando i centri di Forcona, Amiterno, Priferno, San Clemente in Fratta, si ricordano le catacombe di San Vittorino d'Amiterno presso la chiesa di San Michele fuori dall'Aquila, di Santa Giusta presso la chiesa di contrada Bazzano, e infine della catacomba di Saupraequum sotto il convento di San Francesco a Castelvecchio Subequo, che scoperta nel 1943, per il materiale rinvenuto, rappresenterebbe il luogo cristiano più antico d'Abruzzo.

### Dall'epoca longobarda ai primi cenobi
Di importazione romana sarebbero invece i due sarcofagi di Clemente I papa presso la cripta di San Clemente a Casauria e quello della chiesa di San Pietro in Campovalano: il primo fu usato per accogliere appunto il corpo del papa dedicatario del cenobio, concesse da papa Adriano II a Ludovico il Giovane quando era abate Leonate, il secondo di Aurelio Ausonio, fondatore della chiesa di San Pietro nel V secolo, sopra l'abitato italico di Campovalano. Sarcofagi e fronti d'epoca più tarda si hanno nella chiesa di San Pietro di Alba Fucens, del VI secolo, del vescovo Albino già nella cattedrale di San Massimo presso Forcona (L'Aquila), che attestano il diramarsi di una produzione plastica di radice locale,ma informata a livello di scelte tipologiche, iconografiche e formali. Non esente è il sarcofago rinvenuto nel piazzale antistante la basilica di San Pelino a Corfinio, con dispositivo a loggette, che condivide la morfologia caratterizzante di un gruppo di sepolture barbariche diffuse in Italia, nel bacino del Mediterraneo
Le sculture d'epoca alto medievale riguardano la cattedrale di Forcona, con un portale scandito in tre pannelli a rilievo ritraenti un grifo, un leone e una leonessa, dalla formulazione plastica, non facilmente databile; poi si conservano transenne di finestre a San Pietro di Campovalano, conservate nel Museo Nazionale dell'Aquila, accostabili al IX secolo. Elementi di reimpiego, come plutei e arredi liturgici, sono conservati all'Aquila e provengono dalla chiesa di San Giustino di Paganica, Alba Fucens, San Pietro ad Oratorium, Santa Maria Aprutiense di Teramo, San Giovanni in Venere e San Massimo di Penne, resti di un ciborio di San Giustino di Paganica, un davanzale di ambone proveniente da San Michele a Città Sant'Angelo.

## Avvio del romanico abruzzese

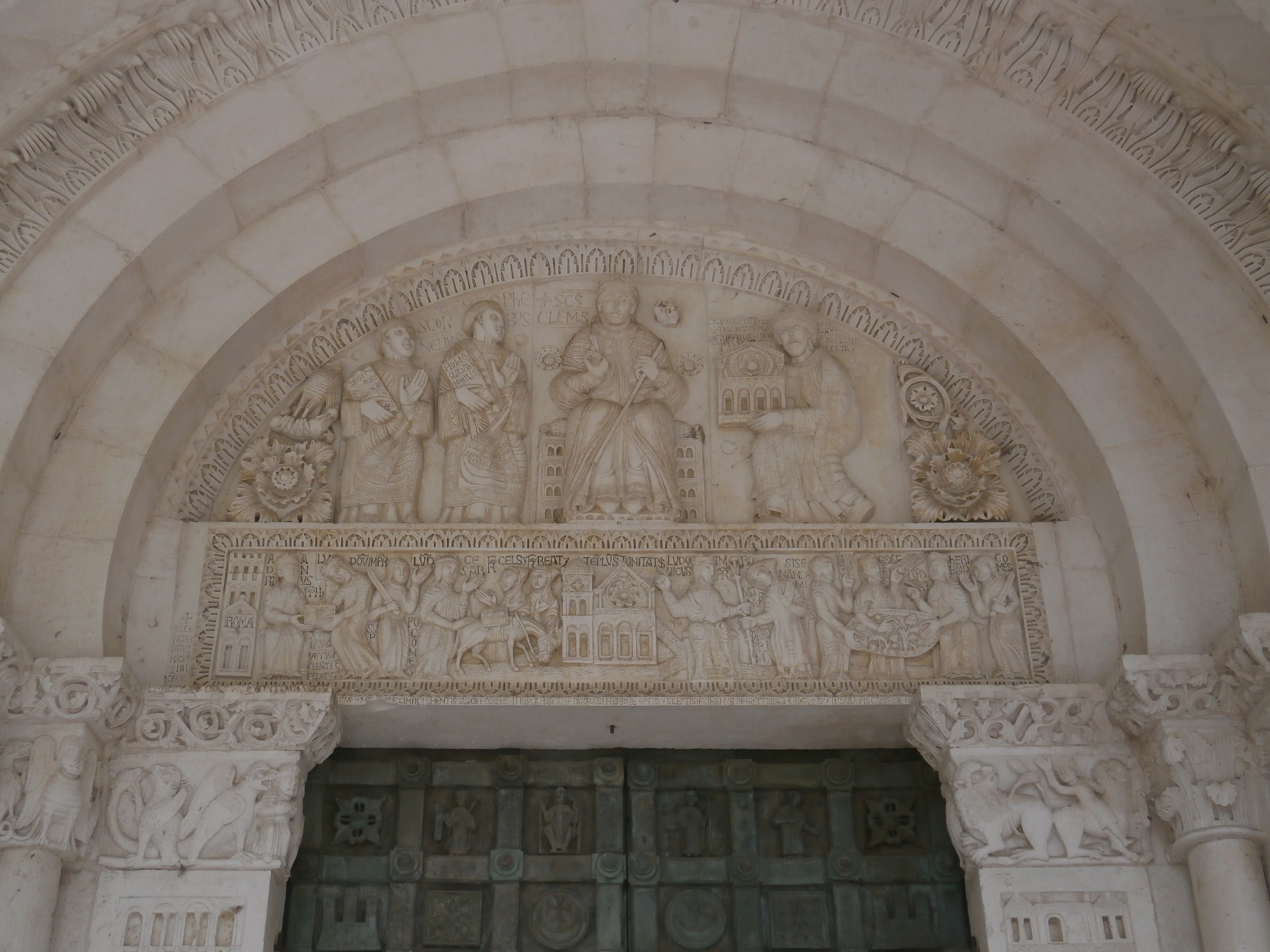
Portale monumentale di San Clemente a Casauria

L'inizio di questa parabola avviene con la costruzione di tre grandi cenobi: San Pelino in Valva (Corfinio) con l'annesso oratorio di Sant'Alessandro Papa (1075) da parte dell'abate Trasmondo, la Cattedrale di San Panfilo a Sulmona e l'abbazia di San Liberatore a Maiella nel 1080, rifatta sopra un monastero voluto da Carlo Magno. Nel giro di alcuni decenni segue a ruota di compimento una nutrita serie di edifici fondarti ex novo o su siti preesistenti, la chiesa di Santa Maria Assunta di Bominaco nel 1092-1130, San Pietro ad Oratorium nel 1100, San Clemente al Vomano nel 1108, Santa Maria in Valle Porclaneta a Rosciolo dei Marsi nell'XI secolo, e San Pietro di Alba Fucens nel 1123-26 Il tratto incisivo della Campania e di Roma va riconoscendosi principalmente nell'impulso provocato dalla ridefinizione dall'ampliamento dell'assetto diocesano, e delle sedi monastiche, non senza il concorso della nobiltà normanna in cerca di consenso. Gli abati e vescovi preposti furono indotti a sollecitare una massiccia campagna di riedificazione dei cenobi già esistenti, sia per causa naturali come distruzioni telluriche, sia per le invasioni, o semplicemente per convenzioni politiche e ragioni di Stato.

### I modelli di San Clemente, San Liberatore, San Giovanni in Venere
Tale fattore prese avvio con il rifacimento dell'abbazia di Montecassino da parte dell'abate Desiderio, che fu d'esempio per la spinta al rinnovamento edilizio dei monasteri benedettini; dato che Cassino da secoli aveva in feudo la Marsica, oggi alcuni elementi dei siti romanici, come la chiesa di Santa Maria in Valle Porclaneta, presentano notevoli affinità. Quanto a questa chiesa è da sottolineare l'affinità dell'iconostasi cosmatesca, insieme a quella di San Pietro di Alba Fucens, con quella di Montecassino, insieme alle ante lignee del portale, alle stesse formelle del portale di San Clemente a Casauria con i riquadri dei castelli e dei feudi in possedimento.

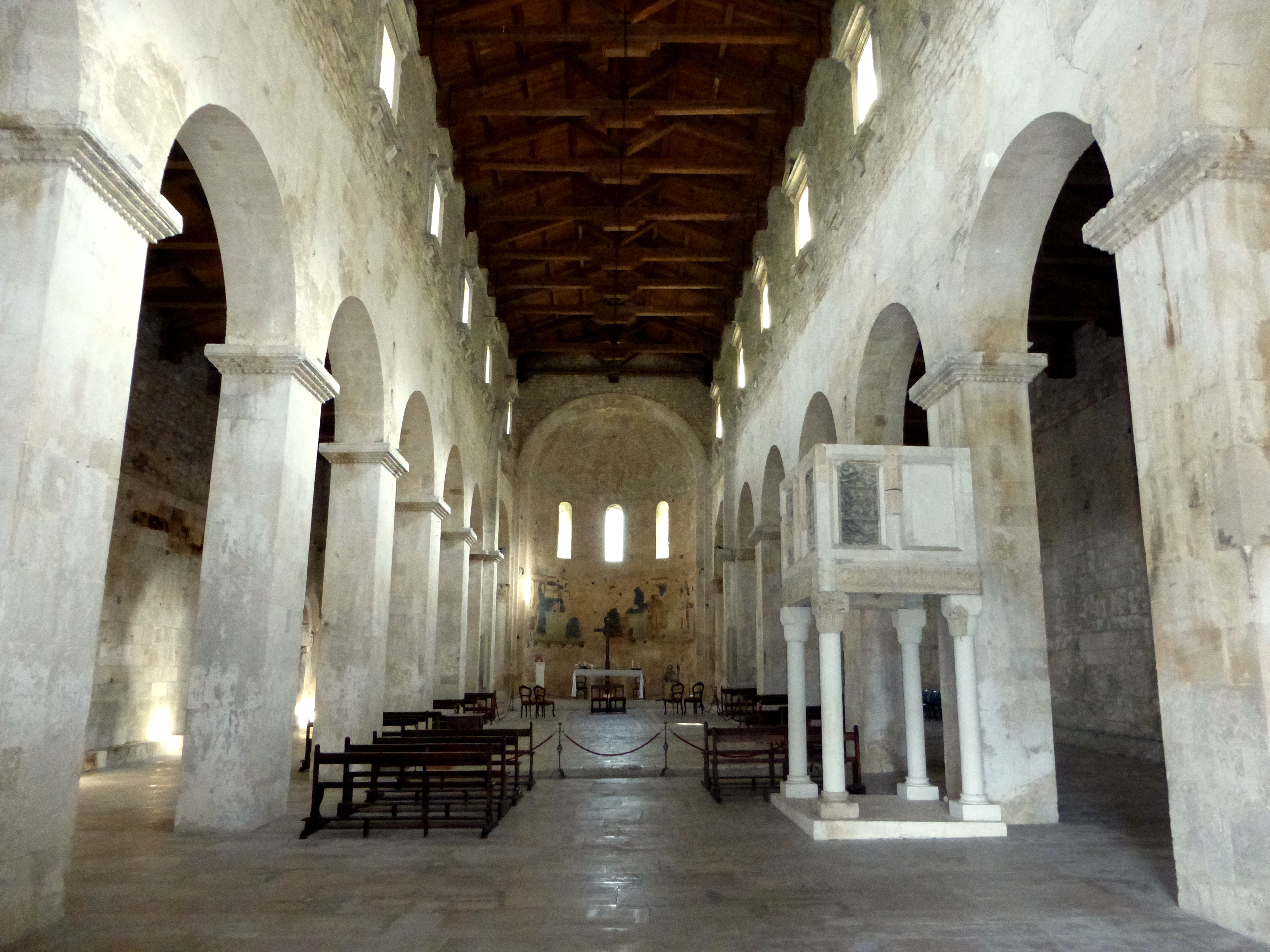
Interno dell'abbazia di San Liberatore alla Maiella

Abbazia di San Liberatore a Maiella
In un passo della Cronaca Cassinese di Pietro Diacono, si fa riferimento all'esistenza di San Liberatore alla Maiella, rifatta dal preposto Adenulfo per volere di Desiderio abate nel 1080, stile ancora oggi visibile secondo lo schema dell'invasivo restauro del 1968, quando l'abbazia era da anni in abbandono, e oggetto di vari rifacimenti per via dei terremoti. La chiesa ha tre navate, senza transetto, con la copertura lignea del soffitto a capriate, all'esterno a destra la grande torre campanaria, mentre scomparso è il portico iniziale. San Liberatore rappresenta la fusione degli schemi architettonici dell'arte campana quanto a impianto, e lombardi quanto a impaginazione della decorazione, che si ispira alla radice bizantina per la rielaborazione degli stipiti, degli archivolti, dei portali della facciata, mentre benedettina è la matrice dei singoli elementi ornamentali come ovoli, fuseruole, tortiglioni delle colonne.
L'intelaiatura è esaltata dall'uso del pilastro, invece che dalla più plastica colonna, chiusi entro una griglia metrica di prensilità visiva,, la lunghezza dell'edificio è pari al doppio della larghezza, e il medesimo rapporto è riproposto fra l'ampiezza della navata centrale e le laterali. L'invaso spaziale raggiunge la qualità del pensiero architettonico singolare, seppur ricco di addentellati sul piano della trafila paradigmatica dei singoli elementi, tra l'altro assimilati, sicché il pensiero architettonico di San Liberatore si discosta in parte dal progetto desideriano di Montecassino.
Abbazia di San Clemente a Casauria

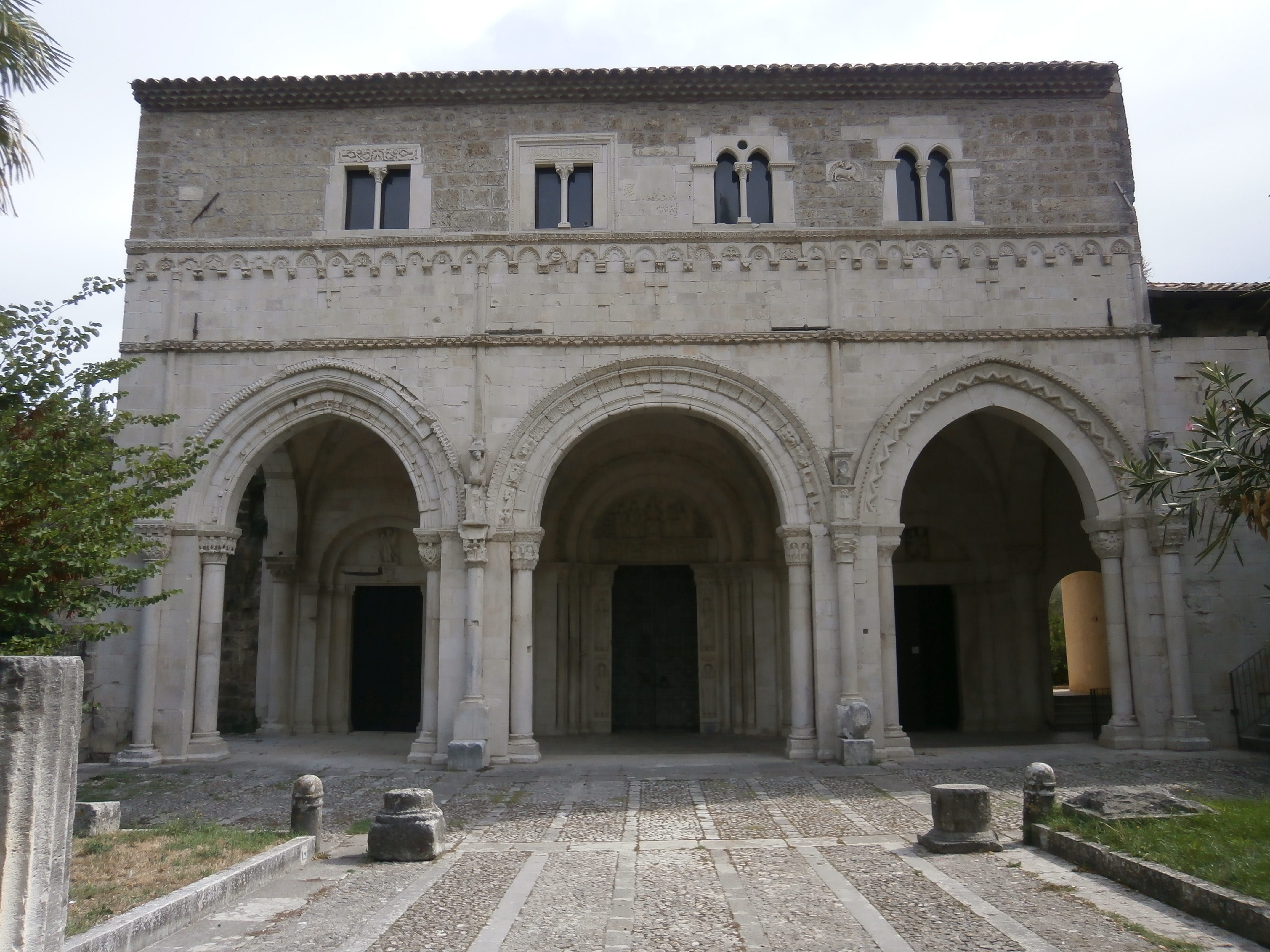
Facciata del monastero di San Clemente a Casauria

La chiesa è stata sempre vista come il modello ufficiale del romanico abruzzese, che in parte farebbe riferimento al romanico pugliese come i cenobi di Castel Castagna e Pianella. Nel 1176 l'abate Leone fece rifare la chiesa, e i lavori si conclusero nel 1182. L'atrio antistante è sovrastato da una cappella, aperta grazie a un mirabile loggiato verso la navata centrale, pur rimandando ai modelli borgognoni, trova il suo corrispondente nella chiesa del Santo Sepolcro di Barletta. La facciata è divisa da una cornice che la divide orizzontalmente: in alto c'è un attico coronato con quattro bifore architravate e ogivali, collocate con i restauri del dopo terremoto 1448. Il portico di base è riccamente decorato nelle tre arcate di accesso, con costoloni prismatici: il portale maggiore ha l'archivolto formato da tre archi a ferro di cavallo, concentrici e gradualmente rientranti, figure a rilievi che rappresentano la storia dell'abbazia: San Clemente Papa seduto al centro con a sinistra i santi Fabio e Cornelio e alla sinistra l'abate Leonate che mostra il modellino dell'abbazia. Nel grosso architrave sono raffigurate in ordine di successione le storie relative alla fondazione dell'abbazia da parte dell'imperatore Ludovico il Giovane, e quelle successive sino al XII secolo, di cui esiste anche la fonte cartacea della Cronaca di Casauria. I battenti bronzei del portale centrale apparterrebbero alla committenza dell'abate Ioele nel 1192, sono suddivisi in 72 riquadri occupati da formelle con le croci, figure di abati, rosoni e i Castelli posseduti dall'abbazia, sparsi per l'Abruzzo e il Molise (oggi si conservano 14 formelle originali, le altre sono state rifatte).
L'interno è a pianta a croce latina, anche se i bracci del transetto sono spariti, con abside semicircolare, e presbiterio preceduto da arco trionfale, leggermente rialzato per consentire l'accesso alla cripta sotterranea. L'interno è diviso da tre navate da pilastri quadrangolari e archi leggermente ogivali, il soffitto è a capriate lignee. Sulla destra è da ammirare l'ambone romanico a lettorino con riquadri decorati a fioroni e con scene tratte dall'Antico Testamento, opera di frate Giacomo da Popoli.
Abbazia di San Giovanni in Venere
Rimanda invece a modelli campani, con accenni alla facciata tardo romanica del duomo di Monreale, la soluzione adottata nelle absidi di San Giovanni in Venere presso Fossacesia (1180-1190), ornate da archi e dischi colorati negli spazi di risulta Nella configurazione dell'architettura medievale, prima dei dettami cassinesi, il pugliese influenzò di molto i cenobi situati sulla costa regionale, e le absidi di San Giovanni in Venere rappresentano l'esempio più felice, oltre al fatto di aver rimaneggiato, per il colonnato della cripta, elementi di spoglio in granito e marmo policromo e nervato dal tempio di Venere preesistente. L'interno a tre navate con pilastri ad arcate a tutto sesto è stato manomesso dagli attacchi turchi del 1566, e dai rifacimenti, e dai restauri degli anni '50, che hanno cambiato il pavimento originario.

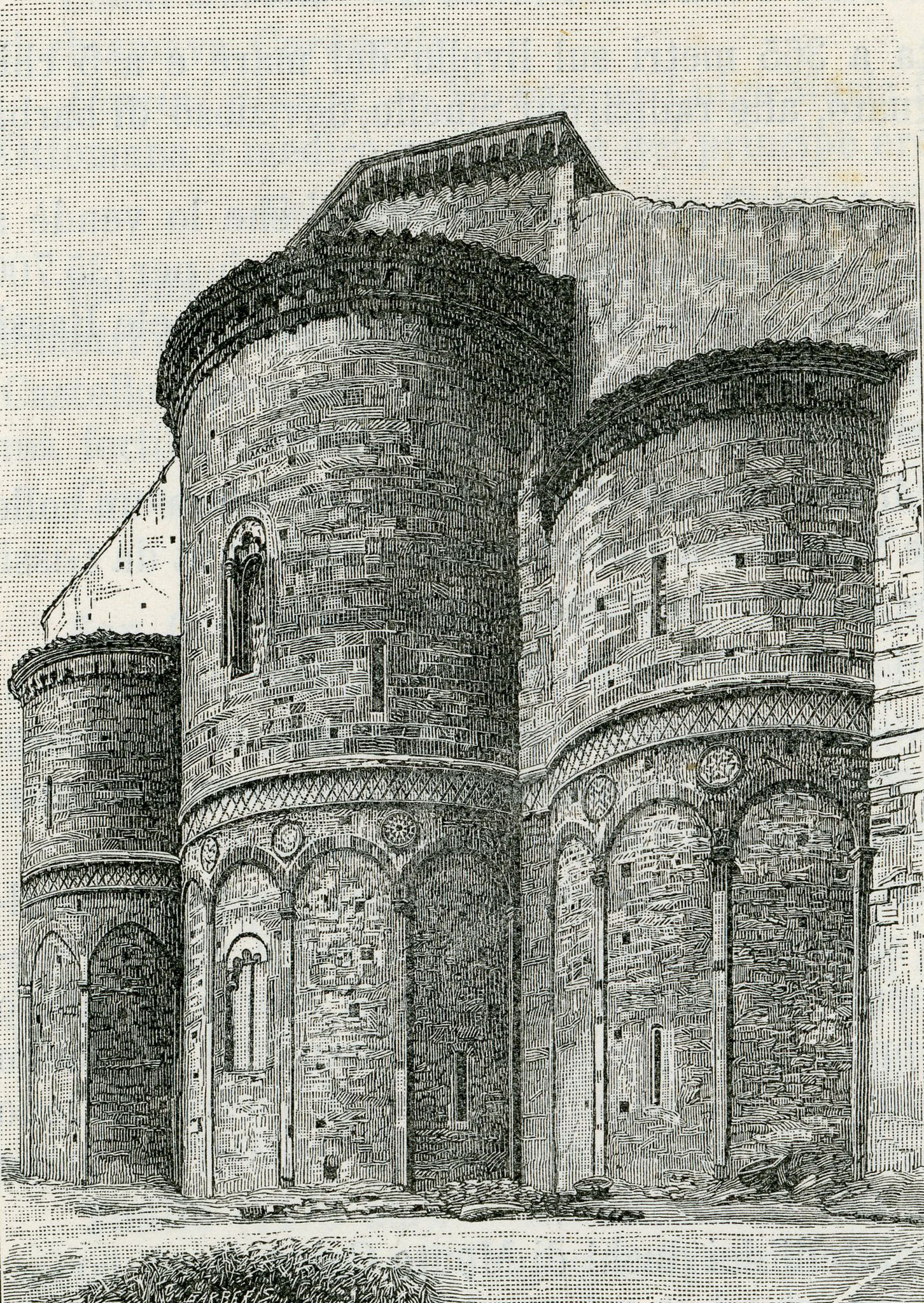
Abbazia di San Giovanni in Venere al tempo di Gavini
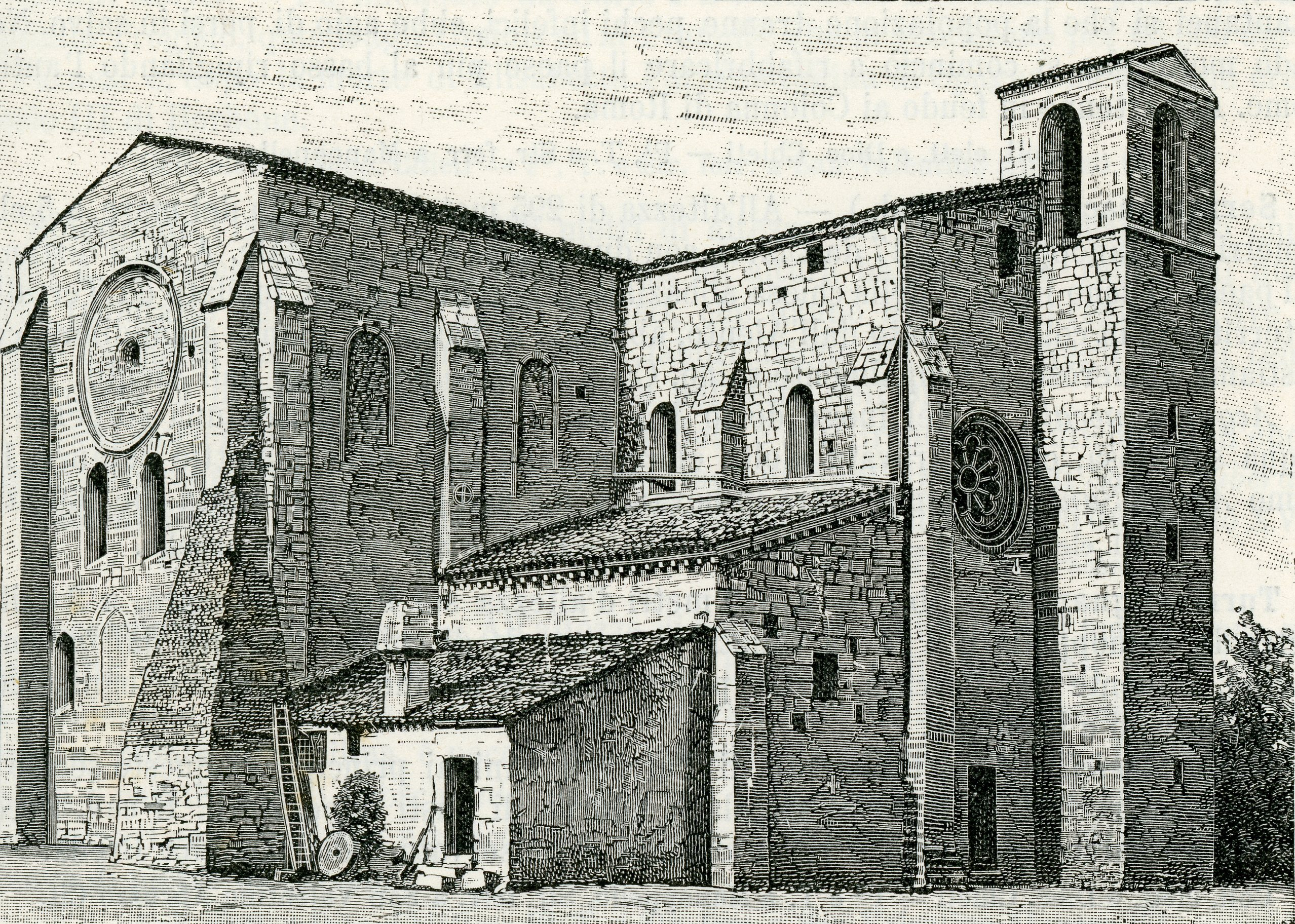
Abbazia di Santa Maria Arabona al tempo di Gavini
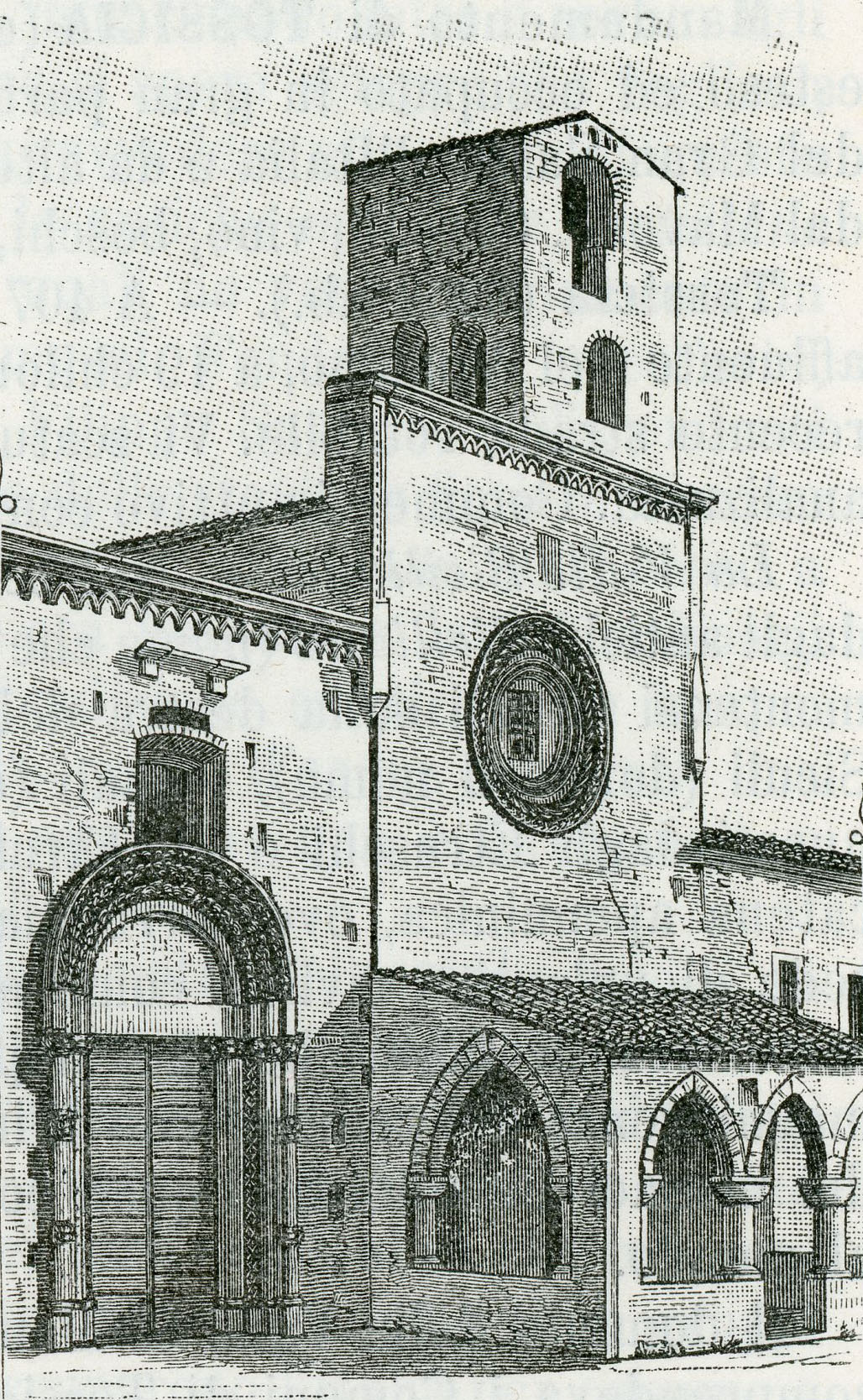
Abbazia di Santa Maria di Propezzano
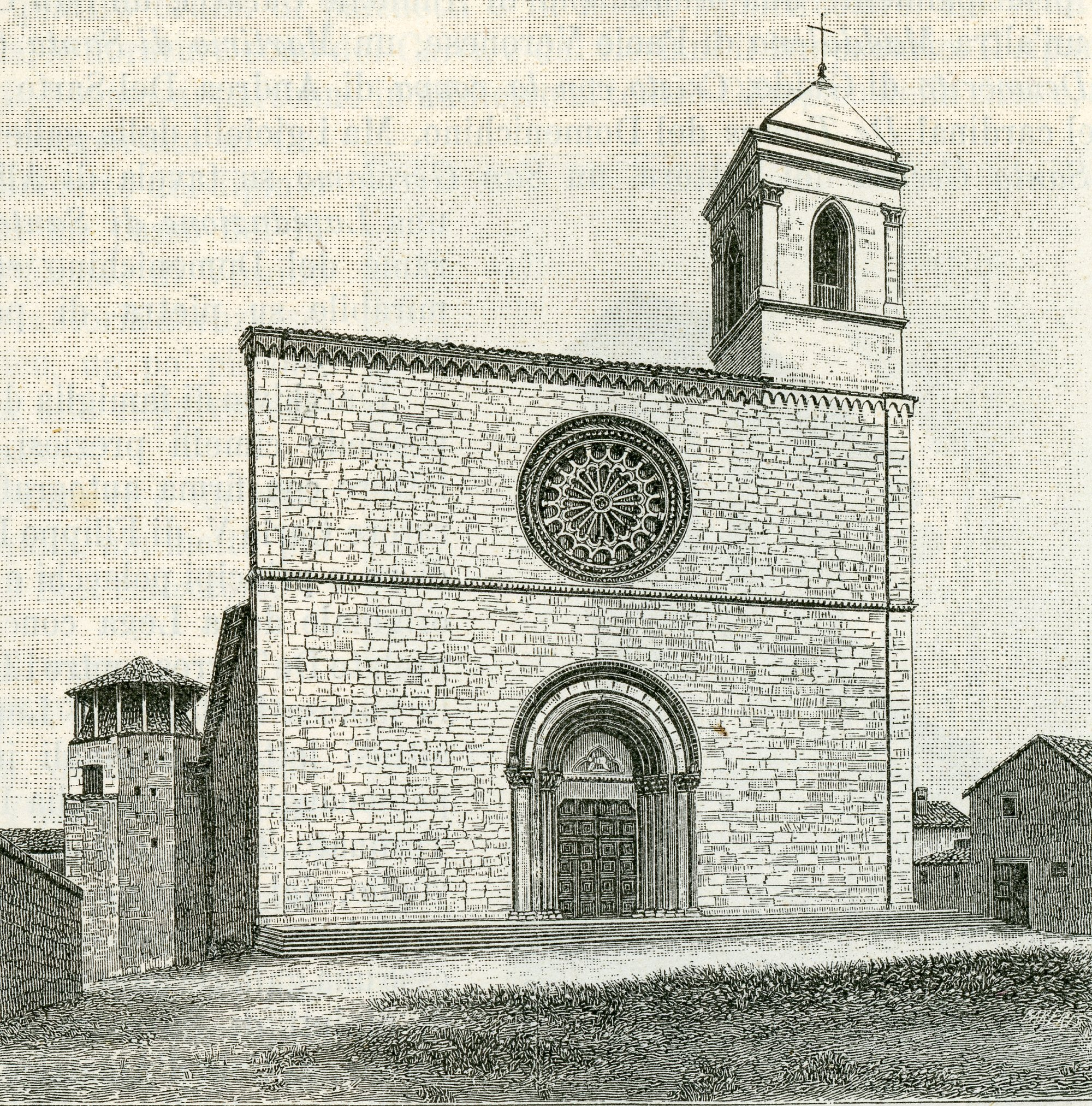
Chiesa di San Silvestro, L'Aquila
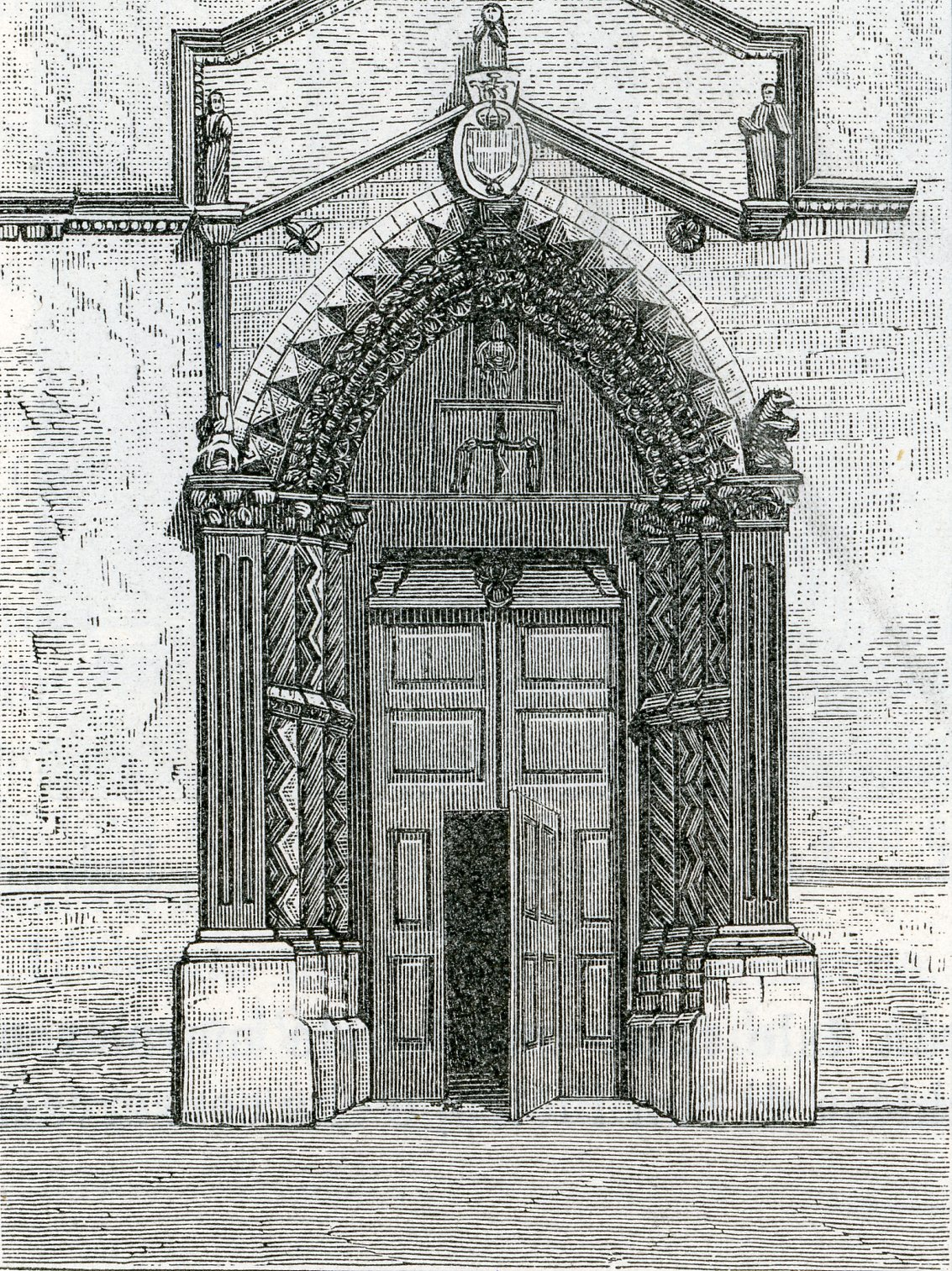
Portale della chiesa di San Pietro a Vasto
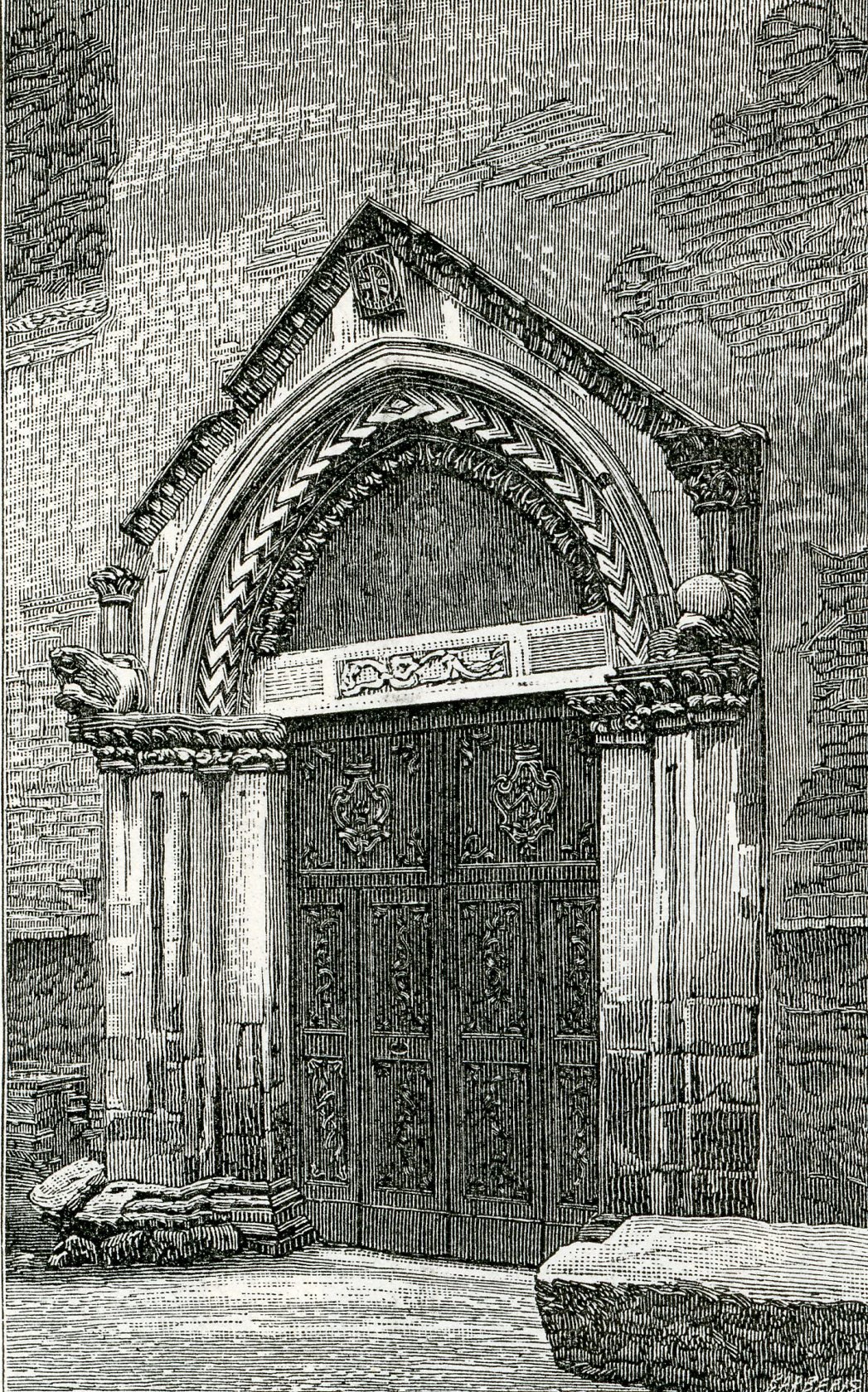
Portale della chiesa di Sant'Antonio abate a Chieti
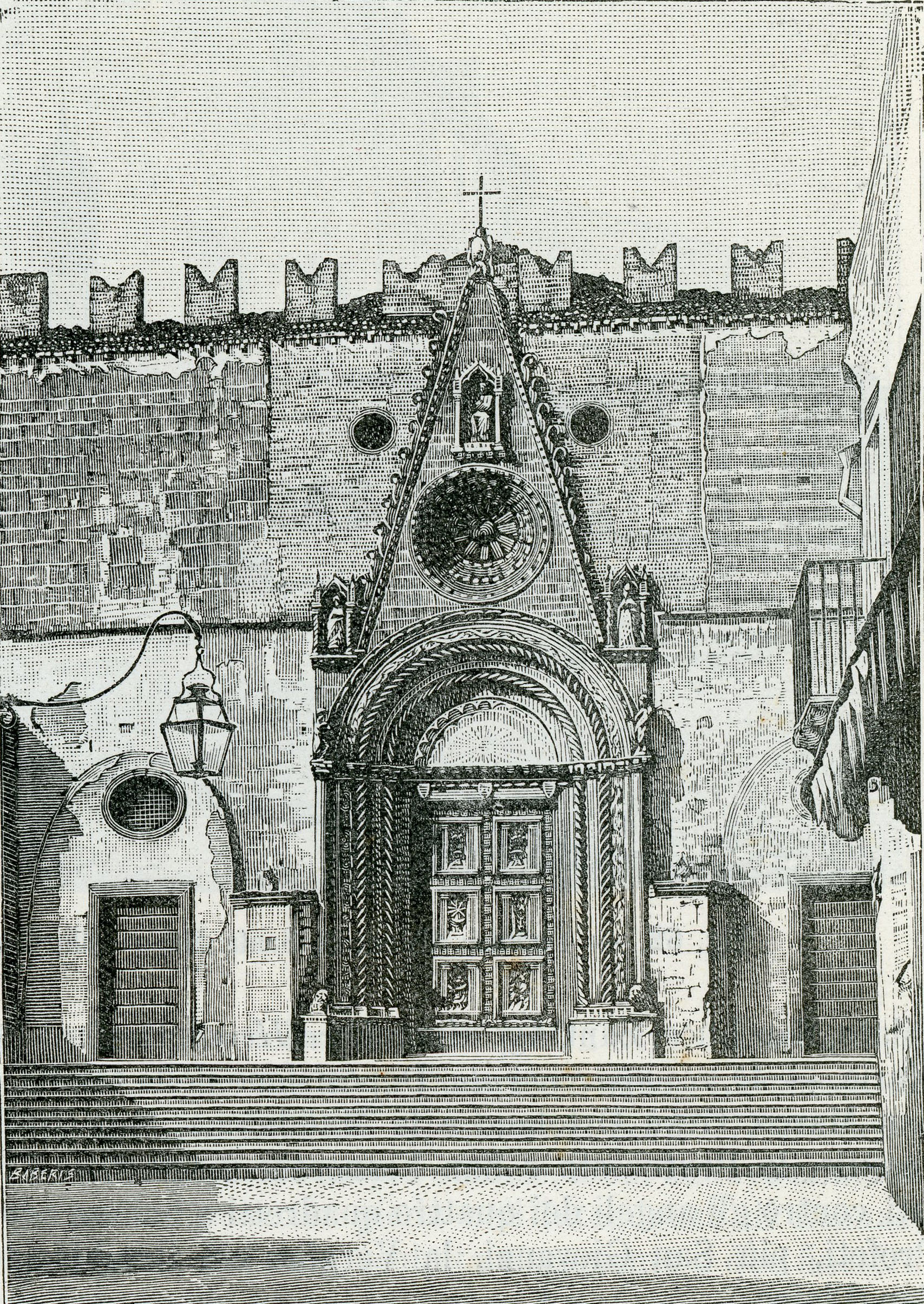
Portale della chiesa cattedrale di Santa Maria Assunta,a l tempo di Gavini dedicata solo a San Berardo

## Architettura romanica

### Le fortificazioni militari
I primi incastellamenti ufficiali dei centri d'Abruzzo ci furono con l'arrivo dei Normanni nell'XI secolo, i quali edificarono delle fortezze vere e proprie sopra i villaggi sorvegliati dalla torre di controllo longobarda. A un paesaggio costantemente mutevole, come quello abruzzese, corrisponde una non comune varietà di tipi e forme di architettura fortificata diffusi nel territorio, qualificato da singolari rielaborazioni di modelli importanti, e da espressioni del tutto originali. Si parla del castello di Rocca Calascio o del Forte spagnolo dell'Aquila, il primo sorto nell'epoca normanna come presidio centrale fortificato sopra un borgo, il cui elemento più antico è la torre quadrata centrale, o maschio, mentre le torri angolari a scarpa sono più tarde, del XV-XVI secolo, costruite durante la dominazione mediceo-farnesiana; il forte Cinquecentesco è un caso del tutto particolare per la città, poiché si adottarono tecniche innovative da parte dell'architetto Pedro Luis Escrivà (1534), e venne edificato come presidio militare per contrastare eventuali attacchi dei cittadini contro i nuovi dominatori spagnoli, piuttosto che elemento costituente del tessuto edilizio ed economico sociale della città.
Numerose sono le torri isolate nei boschi e nelle montagne abruzzesi, quasi tutte di origine medievale (Torre della Fara, Torre di Goriano Valle, Torre di Beffi Vecchio, la Torre di Sperone Vecchio, Torre di Forca di Penne), dall'impianto quadrangolare, circolare o poligonale (come la torre del Castello Piccolomini di Pescina, o del Castello Mediceo di Capestrano), usate come punti di avvistamento. Con il sopraggiungere di nuove esigenze tattiche, le torri dapprima isolate, sono divenute elementi di più ampie e articolate fortificazioni. Si parla del sistema di fortificazione militare delle coste del Regno di Napoli voluto da Carlo V d'Asburgo, e poi dal successore Duca D'Alba, che a intervalli regolari e in base alla caratteristica orografica del territorio (alture, punti aspri e difficilmente conquistabili dal mare), eresse varie torri di guardia per prevenire attacchi via mare (tipo da Venezia) da pirati turchi. In Abruzzo soprattutto nella costa teramana si hanno le torri meglio conservate (Torre della Vibrata, del Vomano, la torre Carolina di Martinsicuro); il punto divisorio dei "due Abruzzi" costituito dalla foce della Pescara,m presso l'antica città romana di Aternum rifatta nel XIII secolo attorno a un sistema fortificato bizantino-longobardo, fu ampiamente fortificato dal 1510 al 1563 ca. dal Duca D'Alba sotto il progetto di Eraldo di Balreduc, e venne così edificato il mastodontico fortino del Pescara, a pianta trapezoidale irregolare, con sette grandi bastioni lanceolati, cella stessa tecnica del Castello Cinquecentesco dell'Aquila, che racchiudeva in sostanza il piccolo abitato di Pescara, l'attuale quartiere Porta Nuova, posto a sud del fiume, benché all'epoca fosse quasi completamente abitato da una parte dai militari alloggiati nelle casermette, e dall'altro parte del forte, a nord del fiume, dalla caserma di guardia con la gabella del dazio del sale.

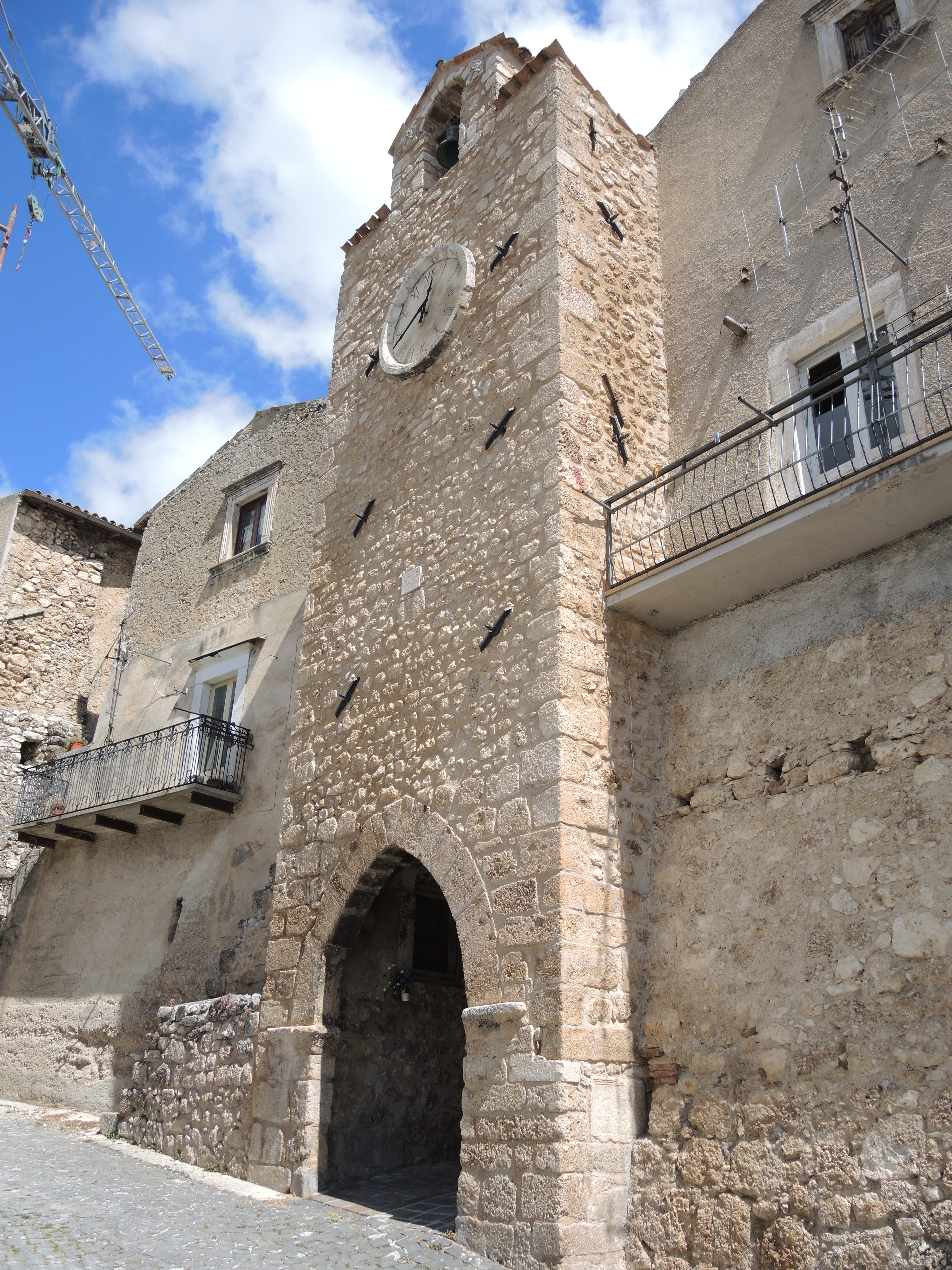
Porta San Martino, Castelvecchio Calvisio

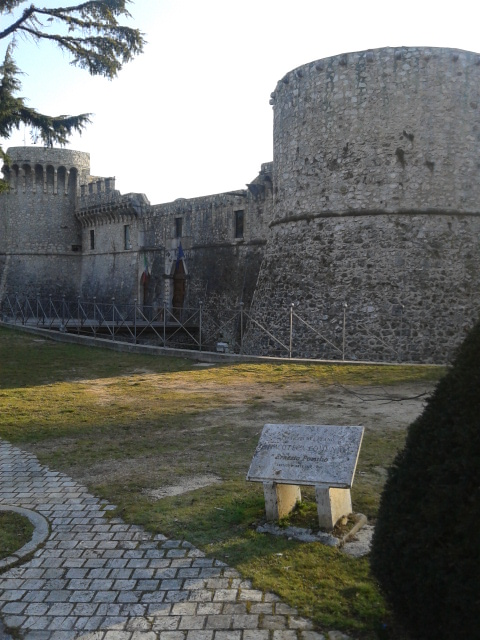
Prospetto del Castello Orsini di Avezzano

Tra le torri più antiche dell'Abruzzo c'è quella del paese di Castel di Ieri (AQ), mentre uno degli esempi più tardi di torri di guardia, anche se in questo caso a carattere monumentale e di sorveglianza del passaggio dei pastori sul tratturo, è la torre Medicea di Santo Stefano di Sessanio, eretta nel XV secolo. Più rare sono gli esempi di torri cintate, ossia "dongioni" collegati alla cerchia muraria del paese, erette per la propria estrema difesa, di cui l'esempio migliore è la Torre di Introdacqua (AQ).
La torre unita al castello-recinto invece, come si è detto, ha origini molto antiche: tale torre puntone, a pianta quadrata, irregolare o pentagonale, era posta a monte del recinto fortificato, quasi sempre a forma triangolare, benché esistano eccezioni quali il castello recinto di Fagnano, il castello di Barisciano, il castello di Ocre. L'esempio più felice, ancora in piedi benché gravemente danneggiato nel marzo 1424 dalle truppe di Braccio da Montone durante l'assedio dell'Aquila è il castello di San Pio delle Camere, a pianta triangolare, con le torri laterale, ancora in parte riconoscibili, e la grande torre puntone parallelepipeda; il castello è completamente staccato dal paese risorto nel XV secolo, quasi a pelo col terreno della piana di Navelli, e del tratturo Centurelle-Montesecco.
Nella Marsica si hanno esempi di continue sovrapposizioni architettoniche, poiché si tratta quasi sempre di ricostruzioni e miglioramento per resistere agli assedi di antiche strutture risalenti alla prima edificazione di torri-puntone di controllo nel X-XI secolo dai Conti dei Marsi, che avevano ereditato e comprato, mediante matrimoni combinati e accordi con le abbazie di Farfa e Montecassino, tutto ilo territorio dell'ex provincia Valeria, vale a dire l'attuale Marsica, dalla forca di Cocullo alla Val Sorana (il confine è Balsorano), da Tagliacozzo alla Piana del Cavaliere di Carsoli e Pereto. Questi castelli furono realizzati nella caratteristica mista, ossia alcuni si svilupparono dalla originale torre puntone a pianta triangolar,e come le rocche di Oricola, Pereto e Scurcola, e in seguito alla conquista di Gentile Virginio Orsini, e poi dei Colonna nella metà del Quattrocento, vennero ampiamente ristrutturati, pur seguendo l'antico impianto. Vennero però rifatte daccapo le torri a muratura circolare o a scarpa, modificando le storiche strutture a pianta poligonale, vennero scavati fossati, create delle piazze d'armi all'interno del cortile, create le bocche da fuoco e le archibugiere.

### Monasteri maggiori romanico-gotici in Abruzzo

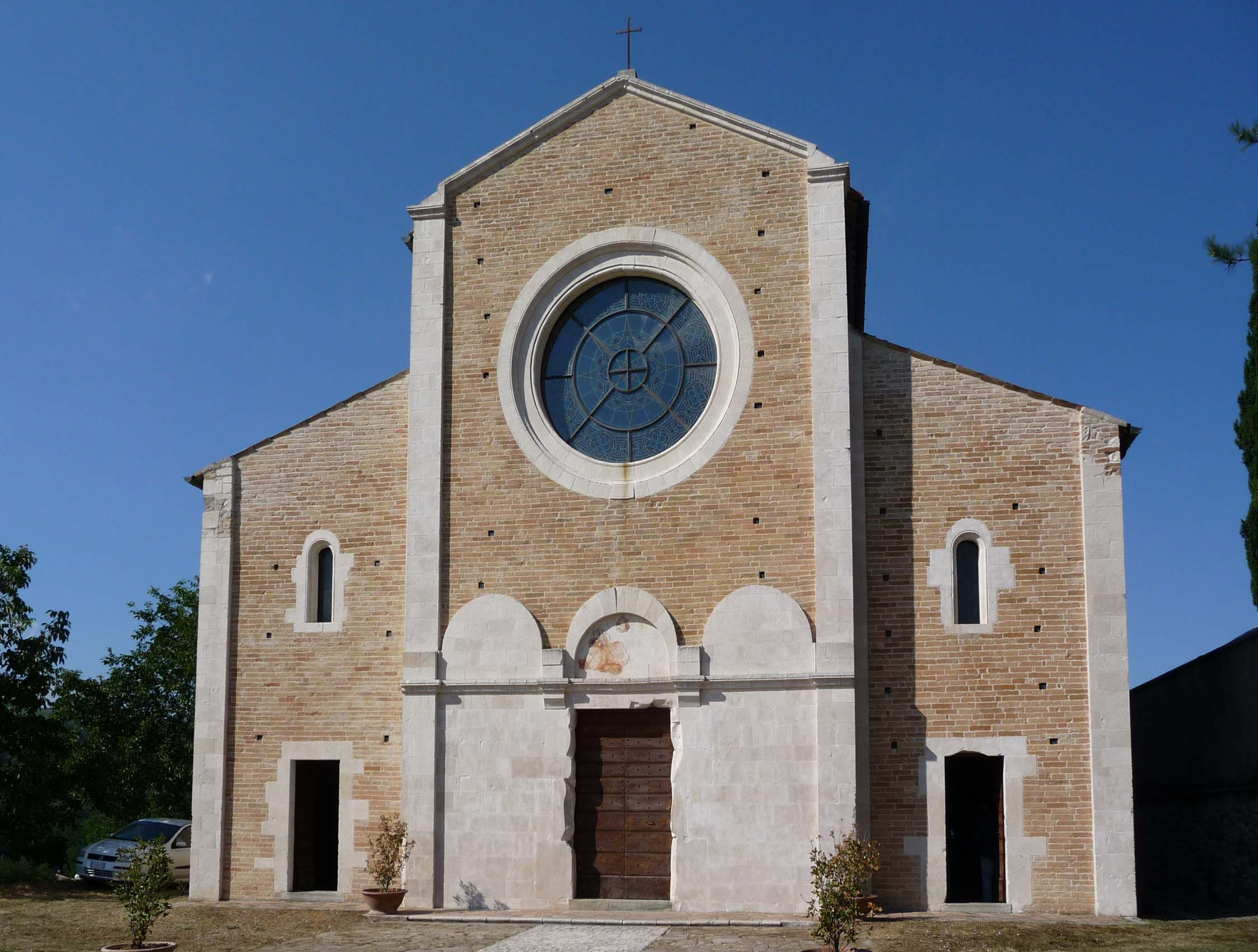
Chiesa di Santa Maria di Ronzano in Castel Castagna (TE)

La religione cristiana in Abruzzo è una delle componenti fondamentali, già dai primi tempi dei martiri, che impiegavano la propria vita per predicare la fede cattolica, venendo accettata dalla popolazione, la quale costruì all'istante edifici adibito al loro culto. Per questo esempio si ricorda la costruzione della Basilica concattedrale valvense di San Pelino da Brindisi, rifatta però nell'VIII e nel 1000 dopo il saccheggio del 937, seconda sede della diocesi di Sulmona Valva. Anche per San Panfilo da Sulmona, benché non martirizzato, in quanto primo vescovo della città, già nel VII secolo esisteva una cappella a lui dedicata, ampiamente rifatta dall'abate Trasmondo nel Mille.
Per la presenza di chiese già adibite al culto cristiano, si hanno gli esempi di Penne, Vasto e Guardiagrele. Per la prima la fondazione della diocesi è dovuta alla figura semi-leggendaria di San Patras, discepolo dell'apostolo Pietro, che in pellegrinaggio raggiunse la città dei Vestini. Tuttavia con il martirio di San Massimo Levita di Aveia nel III secolo, quando nel IX secolo le sue reliquie vennero trasportate a Penne da Castiglione della Pescara (oggi Castiglione a Casauria) presso il tempio sacro eretto sull'altura del tempio di Diana, ossia la Cattedrale della Beata Vergine degli Angeli, poi di San Massimo Levita, Penne poté avere completamente il suo punto di riferimento religioso.

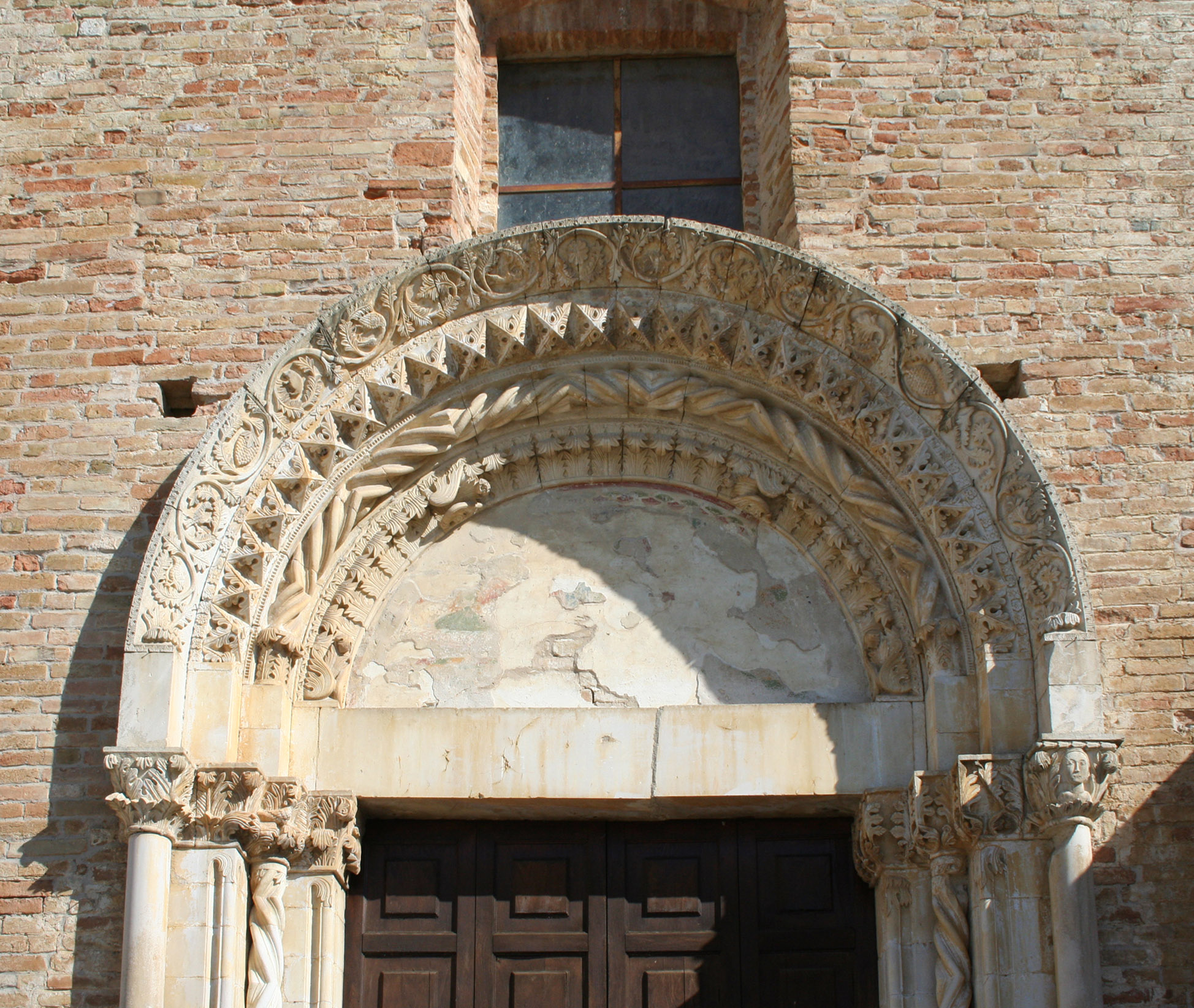
Particolare del portale maggiore dell'abbazia di Santa Maria di Propezzano

A Guardiagrele invece già dal V secolo vennero costruite, sopra templi romani, le chiese di San Donato (oggi San Nicola) e di San Silvestro, e Vasto insisteva la chiesa di Sant'Eleuterio a Castello Gisone, sopra cui oggi sorge la parrocchia di Santa Maria Maggiore. Come già spiegato, il romanico in Abruzzo procedette a fasi alterne, e sperimentò varie caratteristiche differenti in base alla conformazione territoriale. 

## Il romanico all'Aquila dopo il 1349

### Il romanico ante 1349

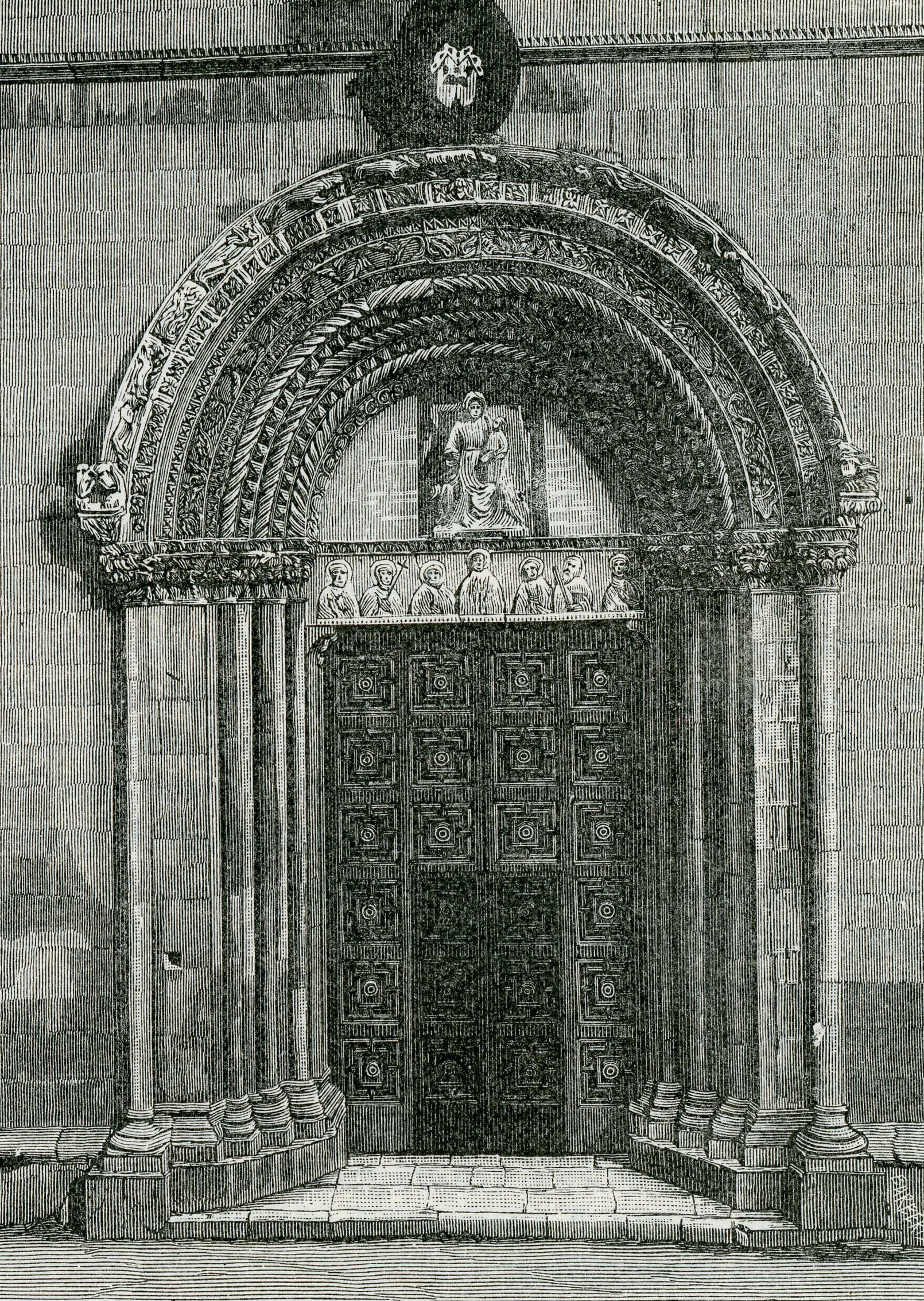
Incisione ottocentesca del portale della chiesa di Santa Maria Paganica all'Aquila, datato 1308, in alto la Madonna col Bambino, sotto nel fregio il gruppo di Cristo e gli apostoli

Ad esempio all'Aquila si utilizzò la pietra calcarea locale giallognola, o quella bianco-rossiccia di Sassa, ricorrente nelle facciate di Santa Maria di Collemaggio e della fonte delle 99 cannelle; oltretutto occorre tener conto del fatto che le chiese furono ricostruite, insieme ai palazzi, a più riprese, benché si possa notare che il romanico aveva raggiunto da subito una piena caratterizzazione, seguendo il modello romano e umbro. Il 1308 è l'anno del completamento del portale di facciata della chiesa di Santa Maria Paganica del Quarto Santa Maria, esso mostra la caratteristica forte strombatura a colonnine caratterizzate da capitelli finemente lavorati a motivi fitomorfi, e la lunetta con il bassorilievo centrale della Madonna col Bambino, mentre altri portali, come quelli di Collemaggio, Santa Giusta, San Marciano, vennero ornati da affreschi del XV-XVI secolo.

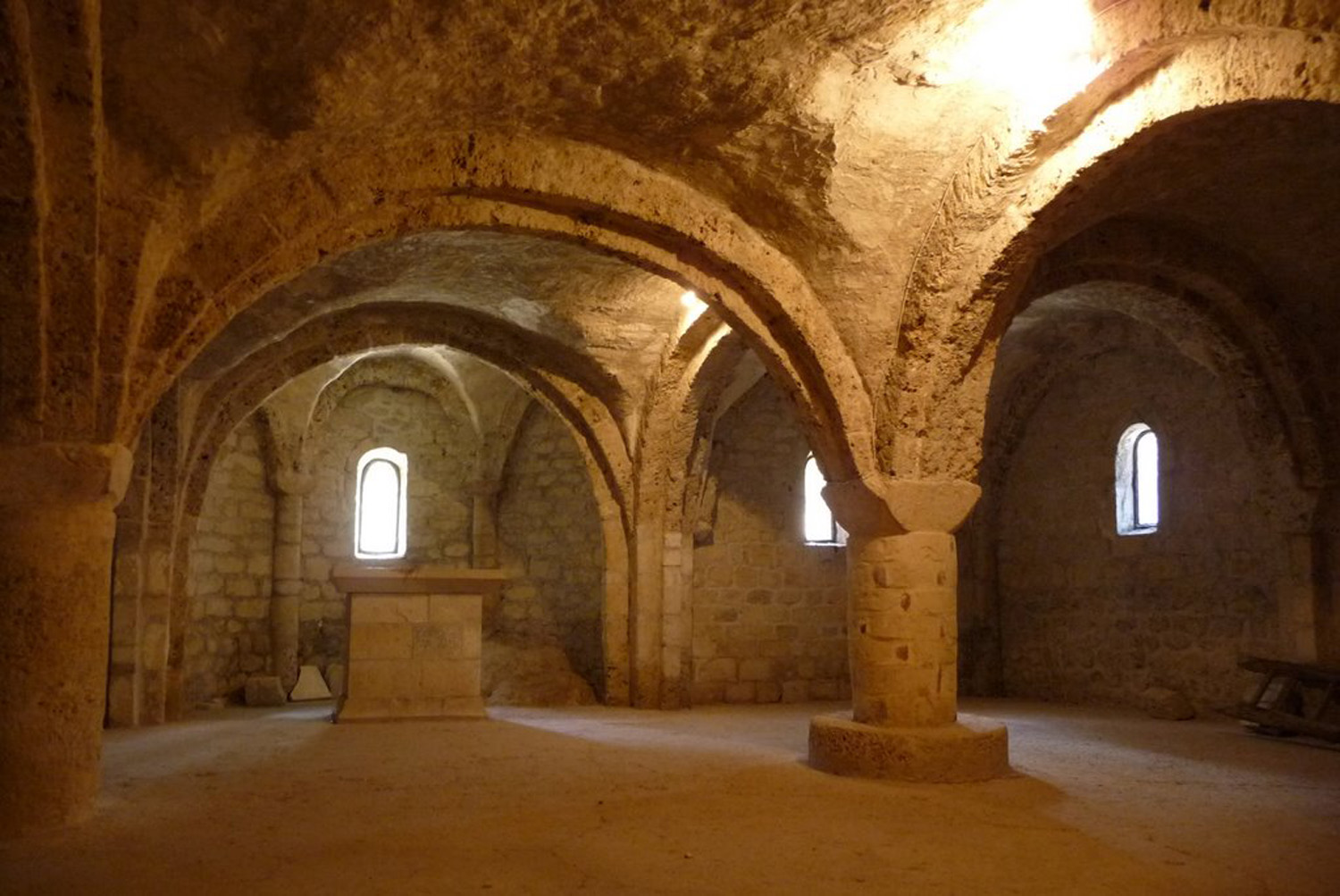
Interno della cripta della chiesa di San Giovanni ad Insulam (Isola del Gran Sasso)

Le chiese romaniche presenti all'Aquila, prima dei rifacimenti dovuti ai terremoti del '300, erano quella di Santa Maria di Acquili (oggi chiesa di Santa Chiara sotto via XX Settembre), di Sant'Apollonia, di San Nicola d'Anza, di San Flaviano o San Giorgio e Sant'Antonio fuori Porta Barete. Queste chiese oggi sono state ricostruire in vari stili, tuttavia dagli studi dell'Antonini si possono riconoscere i portali e i fregi conservatisi in collocazioni diverse e non, e si riconoscono gli esemplari maggiori del:
- Portale di Santa Maria d'Acquli, a fianco della chiesa delle Clarisse
- Portale laterale della chiesa di San Marco
- Portale della chiesa di Sant'Antonio fuori le mura
- Portale rimontato nella chiesa di San Vito alla Rivera

Evidente è l'eleganza dei girali presso le modanature dell'arco a tutto sesto, e la decorazione della lunetta, quelle che non sono state adornate nel XV secolo da affreschi. Evidentissima la povertà e la semplicità rispetto alla vera scuola aquilana che prenderà avvio dopo il 1349, con architetture più complesse e scene figurate di devozione, come il gruppo di Cristo con gli apostoli nel portal di San Pietro a Coppito e la Madonna Assunta in trono col Bambino nel portale del 1308 di Santa Maria Paganica.

## L'impianto delle chiese romaniche
Le facciate delle altre chiese risalgono alla ricostruzione post sisma del 1349, alcune come quella della chiesa di San Silvestro mostrano un'impronta decisamente più gotica, seguendo lo stile umbro del gotico internazionale italiano di Assisi.
Il romanico della Maiella e della Valle Peligna si avvalse sempre dell'uso della pietra, subendo influenze napoletane, ma anche una caratterizzazione a sé stante per quanto riguarda la lavorazione dei preziosi amboni abbaziali della bottega di Guardiagrele dei maestri Nicodemo, Roberto e Ruggero; tuttavia rimase sempre la caratteristica comune dell'impianto con facciata a salienti, croce latina o impianto rettangolare, abside semicircolare, facciata a salienti, un portale centrale, o tre, dei quali maggiore doveva essere sempre quello centrale, e in asse con uno o più rosoni radiali. Ne sono ancora esempio le abbazie di San Liberatore alla Maiella, la chiesa di San Panfilo a Sulmona prima dei sostanziali rifacimenti trecenteschi e quattrocenteschi, la chiesa di Santa Maria della Tomba e quella di San Francesco della Scarpa dei Frati Minori, di cui resta l'esempio del portale della "Rotonda" prospettante sul Corso Ovidio.

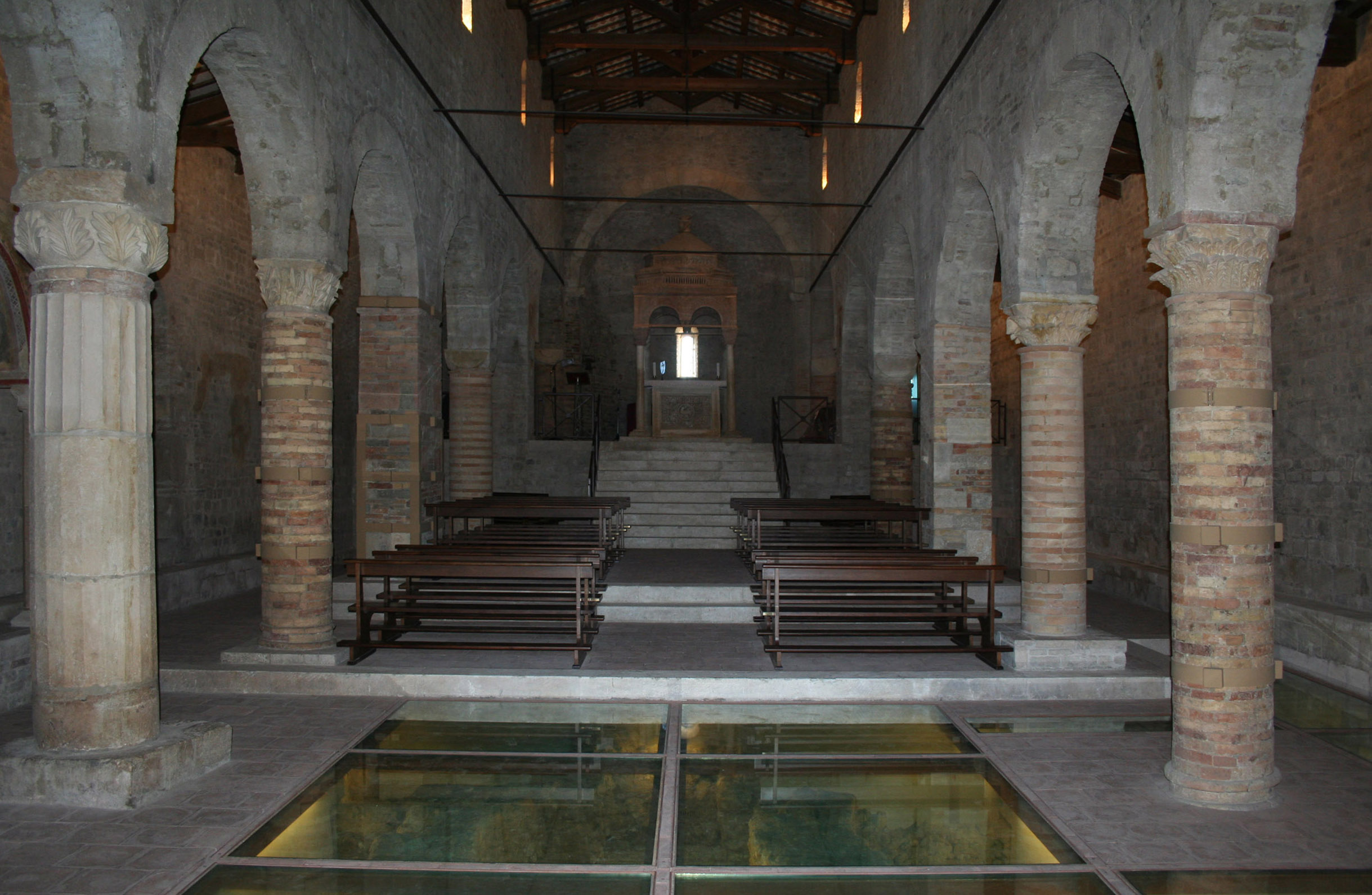
Interno della chiesa di San Clemente al Vomano (Notaresco)

Nel pescarese il romanico interessò i centri di Moscufo, Pianella, Città Sant'Angelo, Loreto Aprutino, anche se oggi soltanto alcuni esemplari sono ben riconoscibili, l'abbazia dei SS. Giovanni e Vincenzo a Turrivalignani, la chiesa di Santa Maria Maggiore fuori le mura a Pianella, e la chiesa di Santa Maria del Lago di Moscufo. L'impiantistica rimane la stessa, cambia l'uso del materiale, non più pietra calcarea, ma ciottoli di fiume e laterizio in conci lavorati, alternati alla pietra bianca per le cornici dei portali, dei rosoni, degli amboni, dei cibori e degli altari.
Stessa cosa può dirsi per il romanico teramano, di cui si conservano alcuni esempi a Teramo (Duomo di Santa Maria Assunta, chiesa di Santa Caterina, chiesa di San Luca, ex monastero di San Giovanni a Scorzone, il convento dei Cappuccini, e la facciata antica del monastero di Sant'Angelo delle Benedettine, trasformato selvaggiamente in stile neogotico da Francesco Savini negli anni '30, quando era ormai conosciuto come il santuario della Madonna delle Grazie), poi ad Atri, con la pianta del Duomo di Raynaldo d'Atri (il portale maggiore è del 1305), Morro d'Oro, Sant'Omero, Notaresco, di cui si hanno i bellissimi esemplari della chiesa di Santa Maria di Propezzano, della chiesa di San Clemente al Vomano, della chiesa di Santa Maria a Vico, insieme ad altri complessi abbaziali della Valle delle Grandi Abbazie, come Santa Maria di Ronzano, San Giovanni ad Insulam (Isola del Gran Sasso), San Salvatore di Canzano.

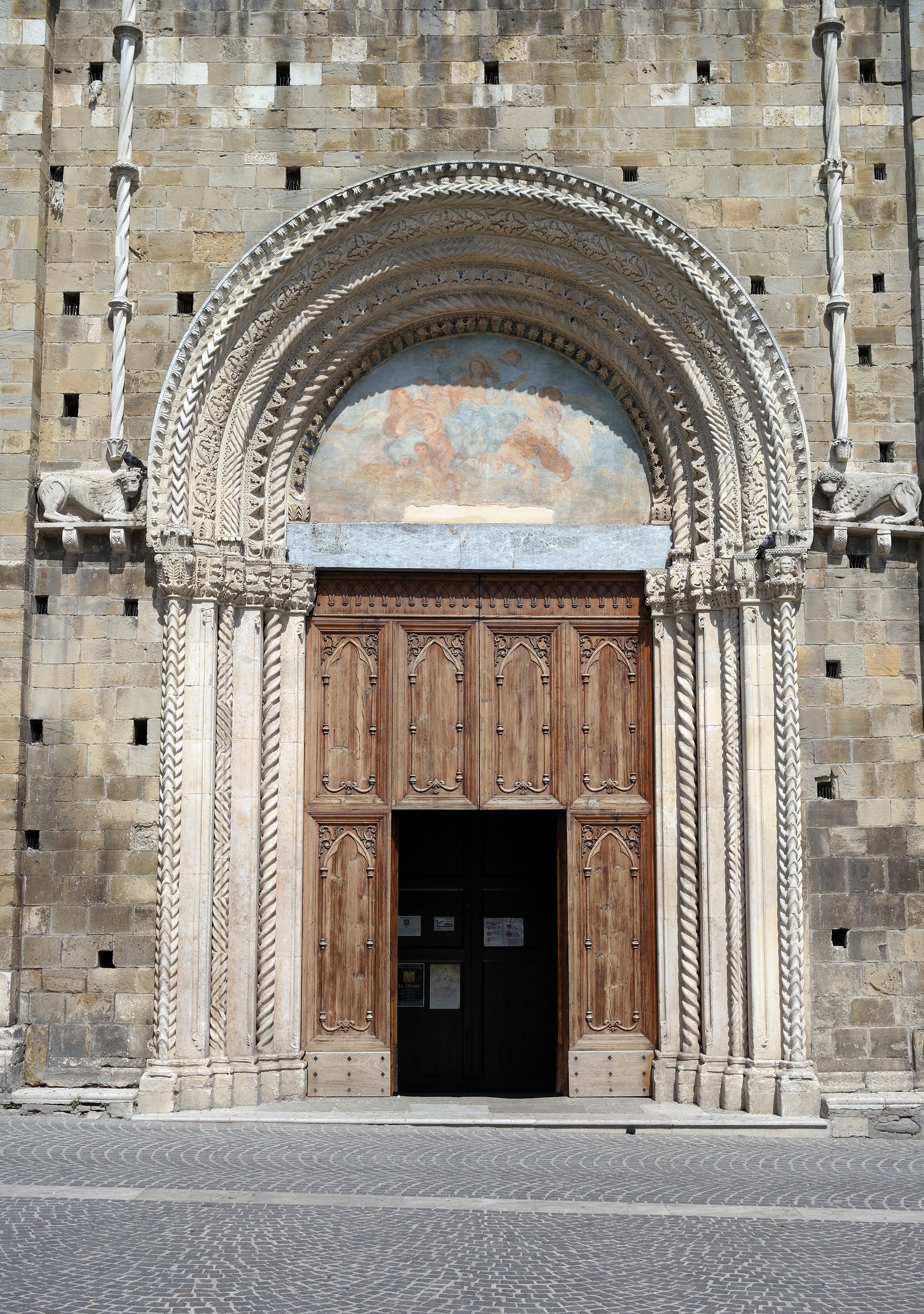
Portale romanico di Raynaldo d'Atri (1305) della Basilica concattedrale di Atri

## Architetture nel chietino
Nel chietino si conservano gli esemplari dell'abbazia di San Giovanni in Venere, fondata nel 1000, di cui Gavini ha fatto un confronto, per l'impianto voltato a crociera, con la navata maggiore della basilica concattedrale di Atri (TE); la città di Chieti doveva avere l'originario impianto della Cattedrale di San Giustino in stile romanico, ma a causa di vari rifacimenti, essa si presenta in uno stile misto, poi a Lanciano la storica facciata volta su via Garibaldi della chiesa di Santa Maria Maggiore, prima che l'asse fosse completamente ruotato verso l'abside nel 1317 dall'architetto Francesco Petrinie infine presso la Maiella orientale il borgo di Guardiagrele, di cui resta l'esempio della facciata monumentale con torre campanaria centrale del Duomo di Santa Maria Maggiore, eretta alla stessa maniera di altre chiese quali quella di San Pietro in Alba Fucens, nella Marsica, caratteristica non estranea ai primi cenobi benedettini sorti in tutto l'Abruzzo nel IX secolo, dotati di torri di guardia e di protezione dagli attacchi ungari e saraceni, che erano assai frequenti all'epoca.
L'uso della torre fortificata infatti comparve anche nei nuovi monasteri cistercensi, quali quello di Santa Maria di Casanova nella valle omonima, di Santo Spirito d'Ocre presso Fossa e Santa Maria Assunta a Bominaco.
Il Duomo di Teramo, rifatto nel 1168 e consacrato a San Berardo da Pagliara e Santa Maria Assunta dal 1933, quando si conclusero i restauri che vollero riportare alla luce il romanico dal barocco settecentesco, risale al 1158, quando iniziarono i lavori di rifacimento dopo che la storica cattedrale di Santa Maria Aprutiense in Largo Torre Bruciata venne distrutta dal Conte Roberto di Loritello. La caratteristica di questa chiesa, dallo stile misto, è l'impianto classico a pianta a croce latina, leggermente curvata, con interno a tre navate sostenute da robusti pilastri quadrati, poggianti su pulvini, e dall'arco trionfale che introduce all'altare. L'elemento principe romanico è il portale di Diodato Romano, realizzato seguendo già lo stile gotico, per la presenza della svettante ghimberga che arriva sino alla sommità della facciata, inglobando il portale romanico strombato ad arco a tutto sesto, e il rosone a oculo in asse.

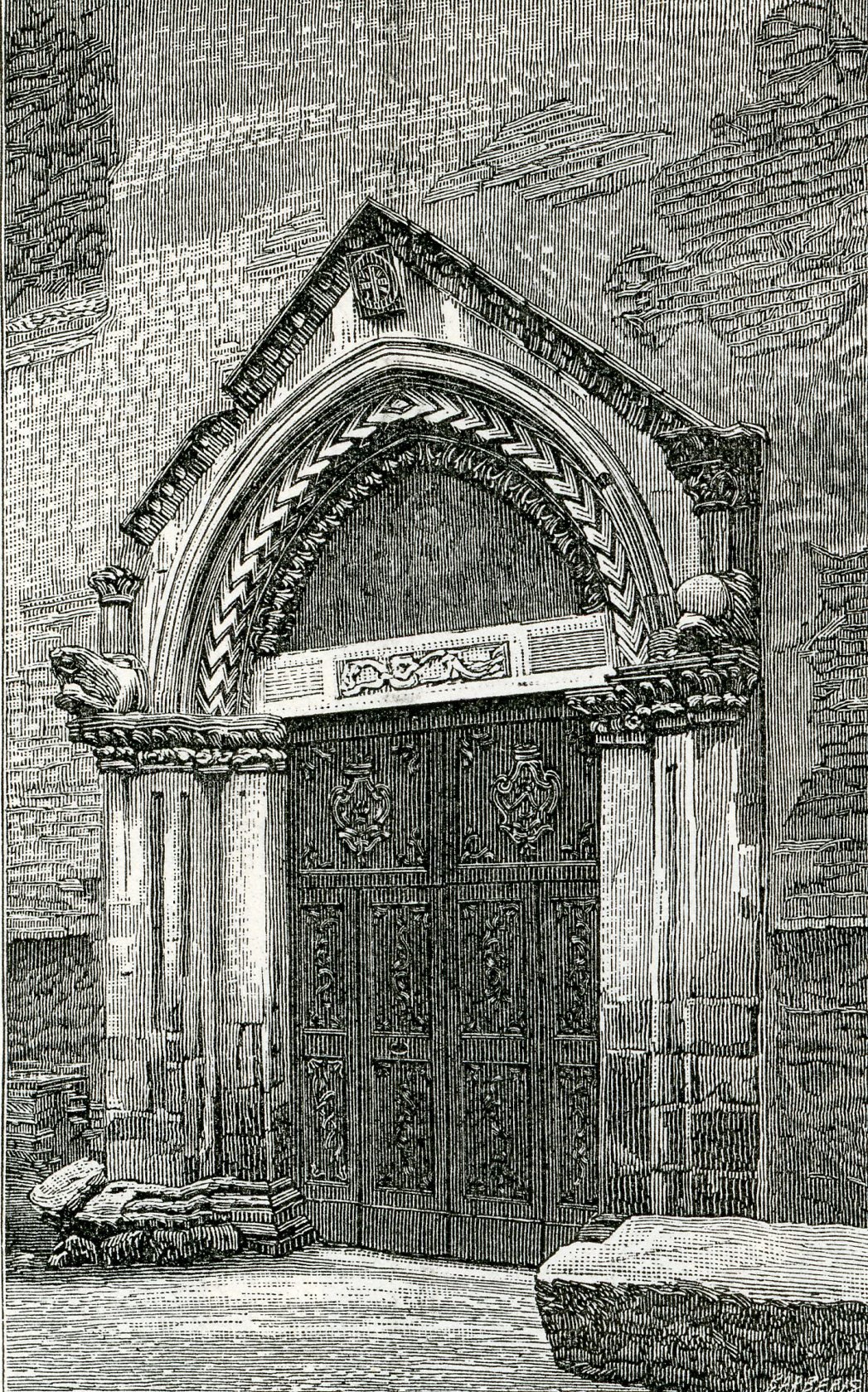
Incisione del portale gotico del 1375 della chiesa di Sant'Antonio abate in Chieti

Presso Chieti si conserva in stile romanico-gotico, benché con evidenti rifacimenti tardo ottocenteschi in stile revival, la chiesetta della Madonna del Tricalle, edificata sopra la struttura circolare del tempio di Diana Trivia (primi anni del XIV secolo). Ad Atri, come detto, c'è la Basilica cattedrale di Santa Maria Assunta consacrata nel 1100, celebre per il portale di Raynaldo d'Atri e Raimondo del Poggio, che mostra una strombatura più lieve. Alla metà del XIV secolo in città risalgono i complessi di San Domenico o San Giovanni, e di Sant'Agostino, con il portal realizzato, insieme a quello di Santa Maria Nuova di Cellino Attanasio, da Matteo Capro da Capua. 

## Tardo romanico nel teramano e a Lanciano
Presso Giulianova si conserva il notevole esemplare della chiesa di Santa Maria a Mare, con il portale sempre di Matteo Capro, decorato con segni enigmatici.
In Guardiagrele oltre al duomo con il portale strombato ad arcata ogivale e gruppo scultoreo di Nicola da Guardiagrele dell'Annunciazione, si conserva la facciata della chiesa di San Francesco, dal portale a cornice a spina di pesce e tralci vegetali, incassato in una ghimberga gotica. La chiesa di Santa Maria Maggiore di Lanciano invece risulta il complesso e articolato esito del rifacimento intorno al 1317, dell'intero impianto. L'antica facciata romanica, di cui resta un arco ogivale del portico, che precede il portale romanico vero e proprio con arco a tutto sesto e decorazione vegetale, prospetta su via Garibaldi, e la facciata trecentesca era l'abside dell'impianto di metà XIII secolo, eseguito con i contrafforti e le finestre tipiche dei cenobi cluniacensi. 
La facciata fu rifatta da Francesco Petrini da Lanciano, come testimonia l'epigrafe della lunetta del portale maggiore, che risulta essere il trionfo dell'interpretazione abruzzese dell'area Citeriore, della scultura gotica francese, che già aveva fatto la sua comparsa nell'area con Nicola Mancino da Ortona, che realizzò i portali di San Tommaso nella città, e di Santa Maria in Civitellis a Chieti.

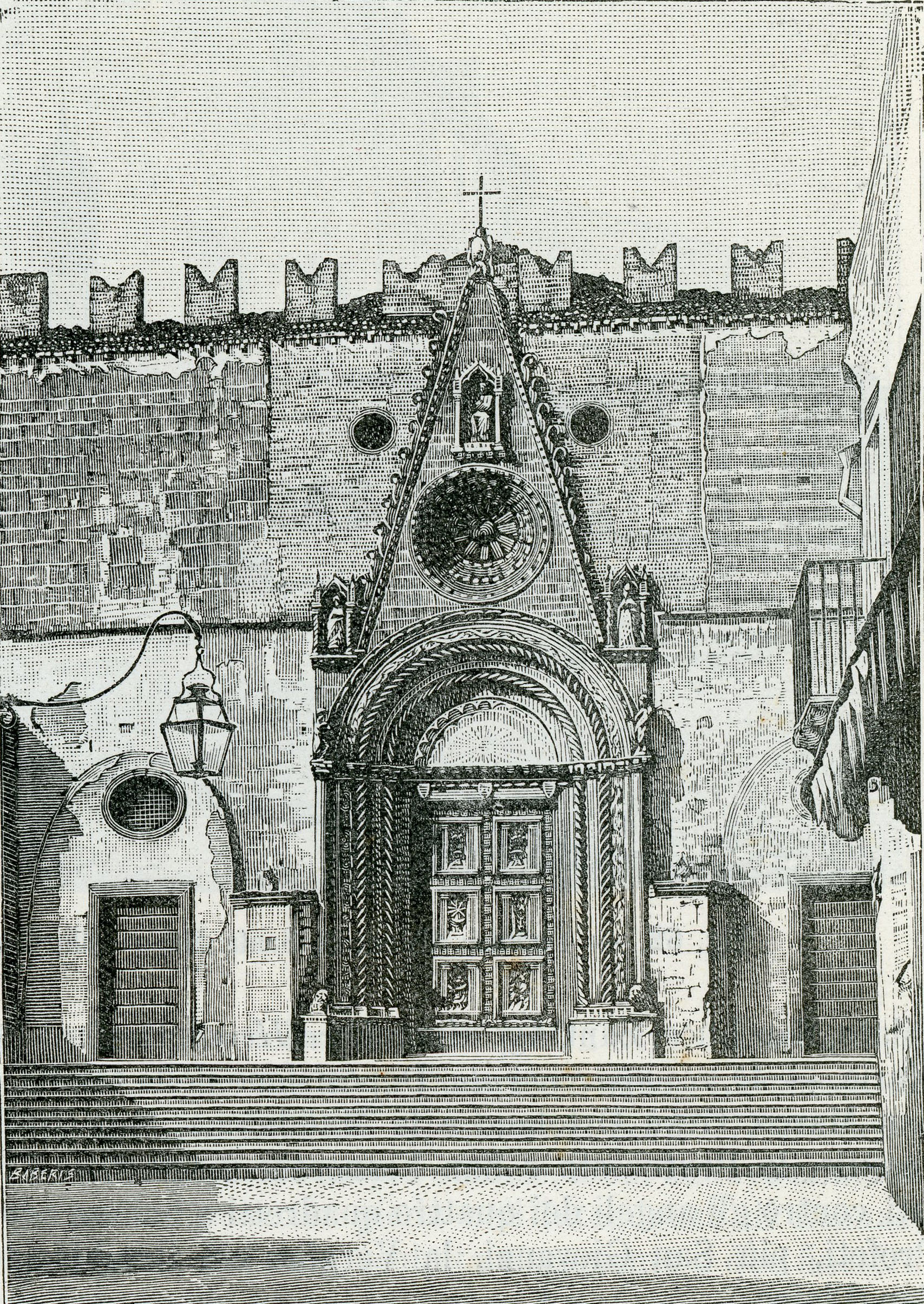
Incisione storica del portale di Diodato Romano della Cattedrale di Teramo

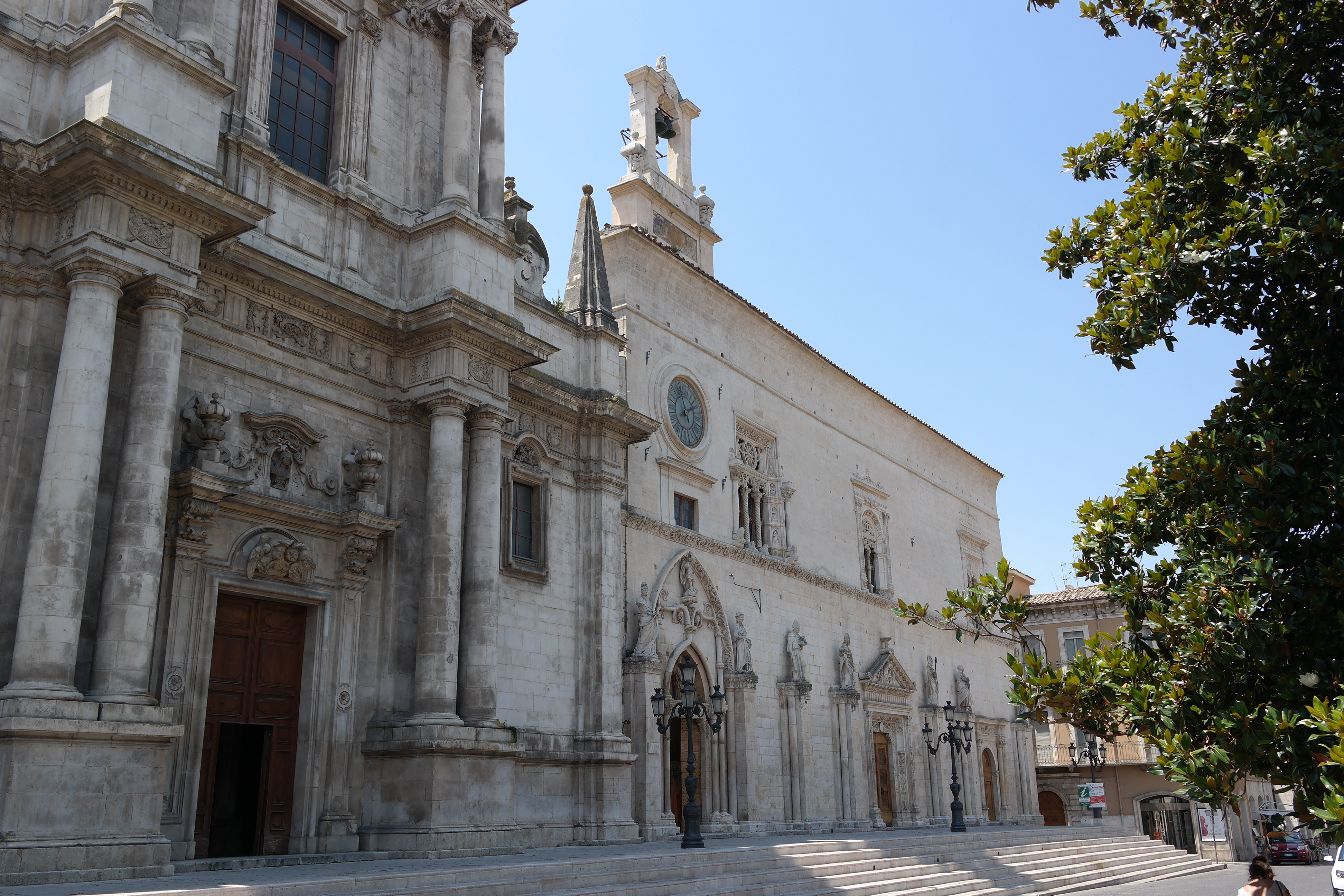
Il complesso dell'Annunziata di Sulmona

Sul fianco di via Garibaldi, è da notare anche il portale che attualmente consente l'accesso alla chiesa, frutto di maestranze pugliesi, forse di Castel del Monte, dato che l'aspetto è molto simile al castello ottagonale federiciano, segno che la città di Lanciano, essendo sin dall'epoca angioina molto importante al livello commerciale, attraesse a sé anche maestranze e culture diverse che andavano oltre il confine regionale.
Andando a Ortona, si conserva la Cattedrale di San Tommaso Apostolo, anche se in uno stile piuttosto artificioso e impoverito dell'originale fasto ante distruzione del 21 dicembre 1943. La chiesa esisteva sin dal XII secolo, fu ampliata con il portico ad archi ogivali e i due portali di Nicola Mancino, unici elementi medievali, dato che il corpo della cattedrale fu rifatto ampiamente dopo il saccheggio turco del 1566 in stile barocco.

### Monumenti architettonici romanici
Seguendo i parametri di Ignazio Carlo Gavini, aggiornati da Mario Moretti in Storia dell'architettura in Abruzzo (1927, riediz."Adelmo Polla" in 2 voll.) e Architettura medioevale in Abruzzo: dal VI al XV secolo (1968), i monumenti maggiori sono:

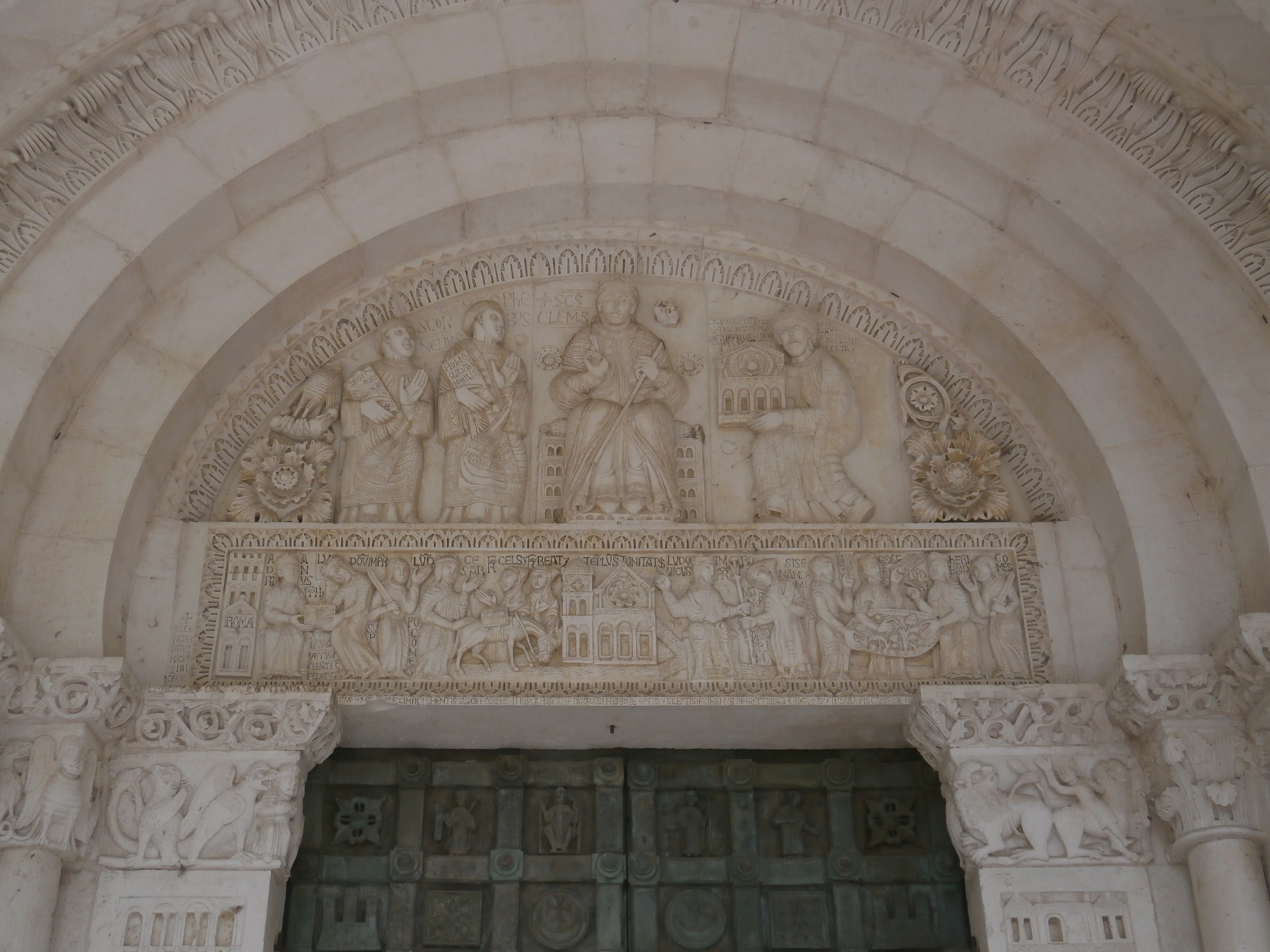
Portale dell'abbazia di San Clemente a Casauria

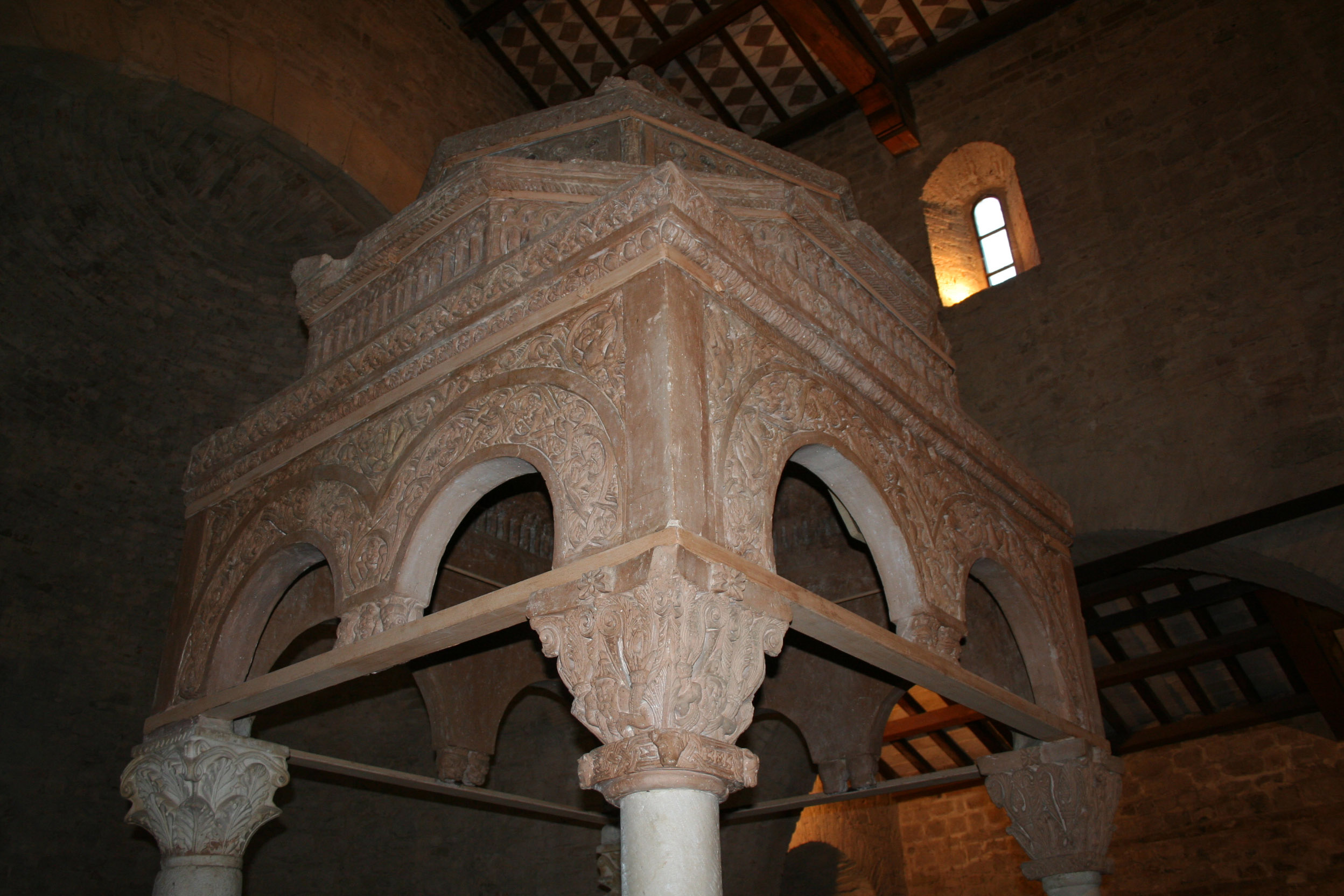
Ciborio della chiesa di San Clemente al Vomano

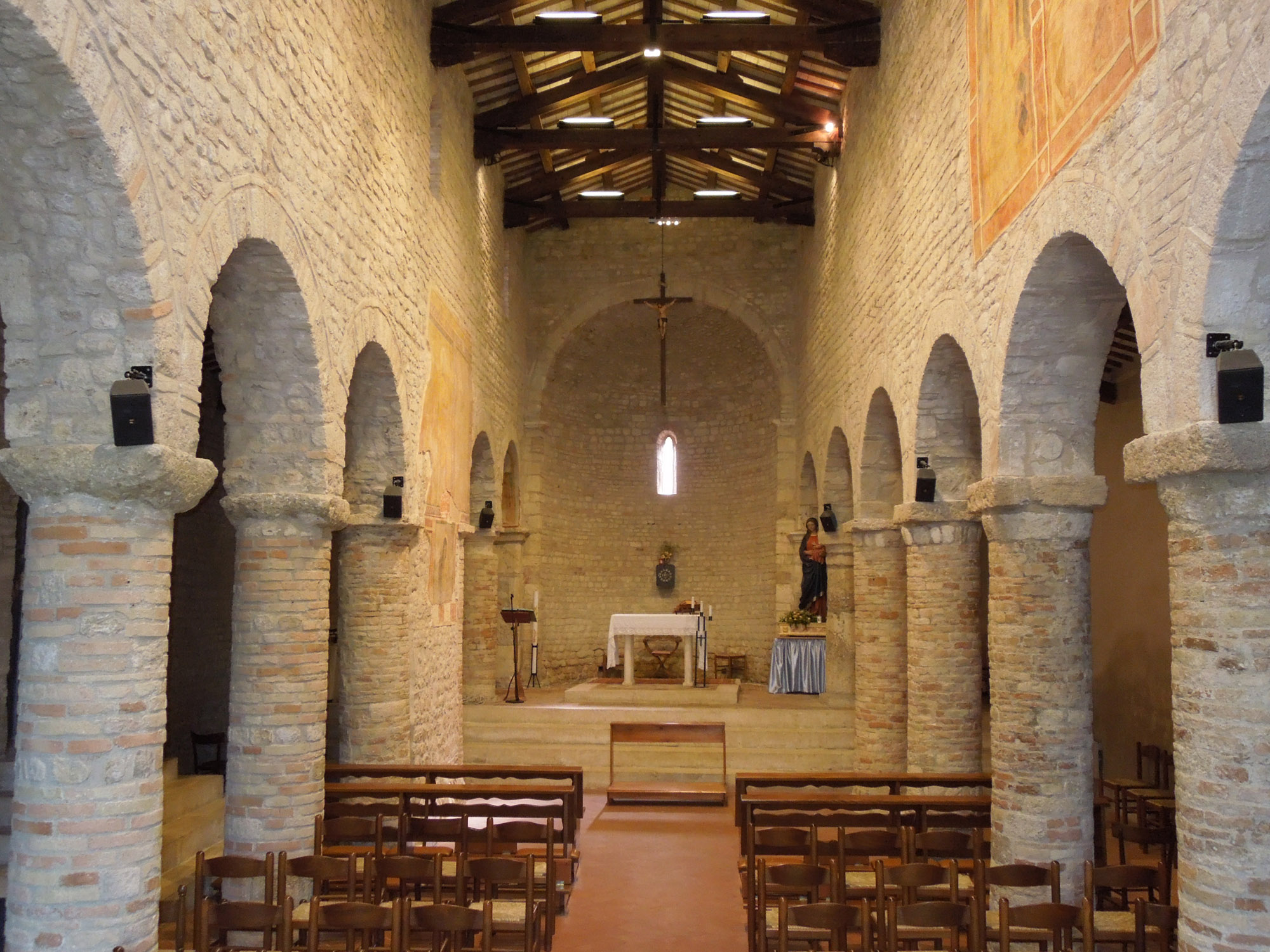
Interno della chiesa di Santa Maria a Vico a Sant'Omero

- Chiesa di Santa Maria a Vico presso Sant'Omero, dell'XI secolo
- Antica cattedrale di Santa Maria Aprutiense presso la chiesa di Sant'Anna dei Pompetti di Teramo
- Cattedrale di San Berardo a Teramo, facciata tardoromanica (portale del 1308) su piazza Orsini, facciata secondaria su piazza Martiri, impianto. La prima fabbrica è del 1178, nel XIV secolo c'è l'ampliamento a tre navate.
- Abbazia di Santa Maria Assunta a Bominaco ed oratorio di San Pellegrino, Caporciano
- chiesa di San Clemente al Vomano, Notaresco, località Guardia Vomano
- Chiesa di San Michele a Vittorito, interni, ambone
- chiesa di Santa Maria ad Cryptas di Fossa, esterni (portale proto-gotico), interno con ambone

- La Scuola Casauriense, dall'influsso dell'abbazia di Montecassino secondo l'abate Desiderio, poi papa Vittore III

- - Abbazia di San Clemente a Casauria
  - Abbazia di San Clemente al Vomano
  - Cattedrale Valvense di San Pelino a Corfinio
  - Cattedrale di San Panfilo a Sulmona, portale laterale
  - Abbazia di San Pietro ad Oratorium
  - Chiesa di Sant'Angelo o Santa Maria Maggiore di Pianella
  - San Nicola di Pescosansonesco vecchio
  - Palazzo de' Petris a Castiglione a Casauria (portale)
  - Basilica concattedrale di Santa Maria Assunta di Atri
  -  Chiesa di San Pietro di Albe vecchia (Alba Fucens)
  - Santa Maria delle Grazie a Ortona dei Marsi
  - Cattedrale di Santa Maria Maggiore di Guardiagrele, portale
  - chiesa di Santa Maria di Cartignano (Bussi)
  - Abbazia di San Bartolomeo di Carpineto
  - Santa Maria delle Grazie a Civitaquana, caso di romanico lombardo
- San Tommaso di Paterno a Caramanico

- Scuola benedettina del XII secolo
  - Santa Maria di Antrodoco
  - San Dionisio di Borgo Velino

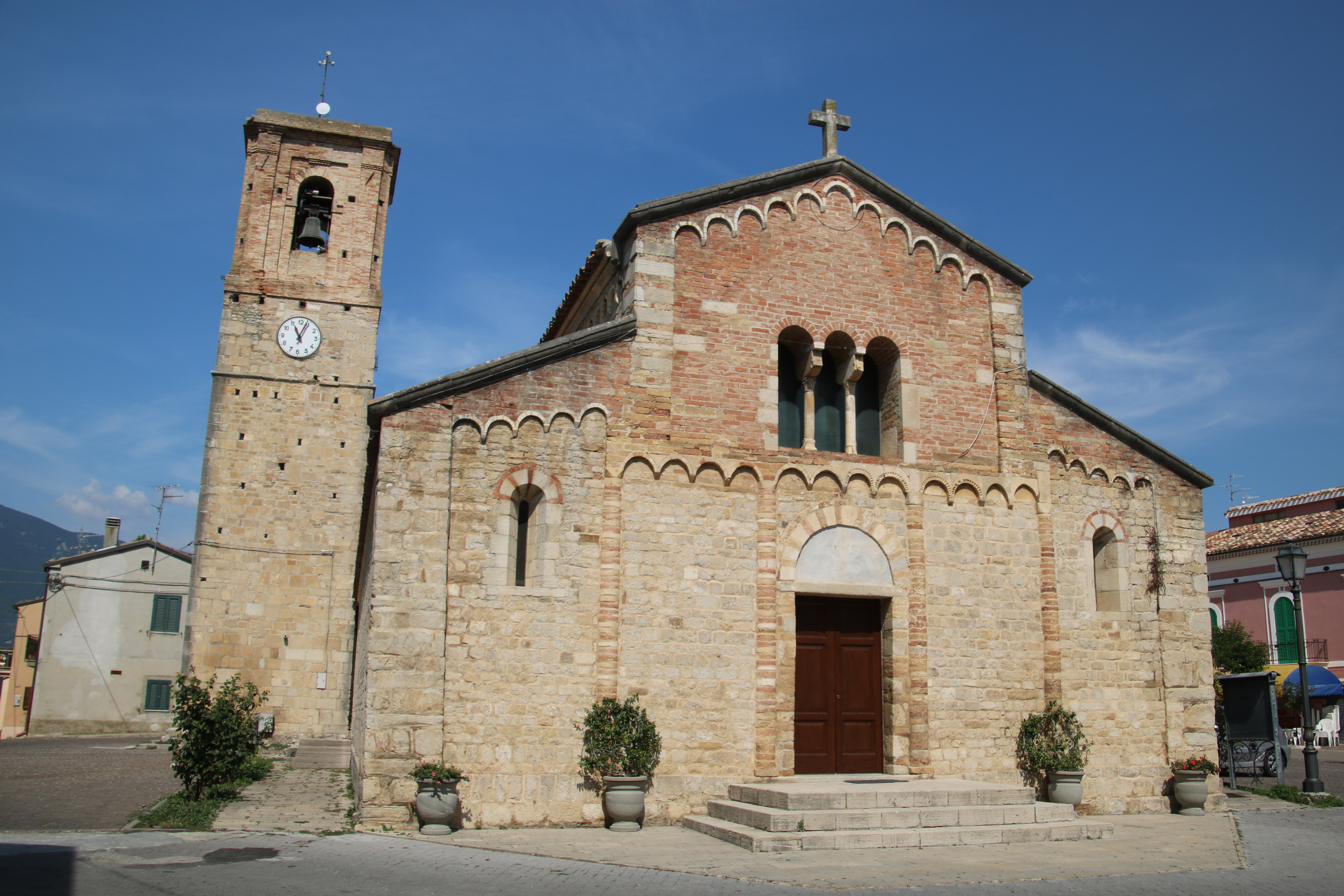
Santa Maria delle Grazie a Civitaquana (PE)

  - chiesa di Santa Giusta fuori le mura di Bazzano (L'Aquila)
  - San Giustino di Paganica
  - chiesa di San Paolo di Peltuinum (Prata d'Ansisonia)
  - chiesa di San Nicola di Atri
  - chiesa di San Giovanni ad insulam, Isola del Gran Sasso d'Italia
  - Collegiata di Santa Maria in Platea a Campli
  - abbazia di  San Martino in Valle - Fara San Martino
  - Chiesa di San Pietro in Campovalano (Campli)
- La Scuola Marsicana

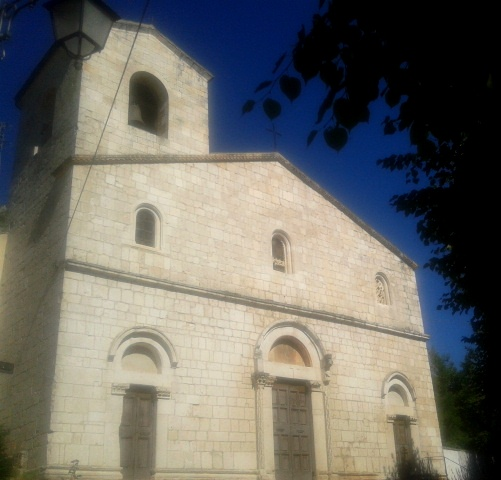
Chiesa di Santa Maria a Luco dei Marsi

- - chiesa di San Giovanni Battista di Celano
  - Santa Maria delle Grazie di Luco dei Marsi
  - San Salvatore di Paterno
  - San Nicola di Avezzano (distrutta nel 1915)
  - chiesa di Santa Maria in Valle Porclaneta a Rosciolo dei Marsi
  - basilica dei Santi Cesidio e Rufino a Trasacco
  - Parrocchia di Santa Maria delle Grazie di Rosciolo dei Marsi
  - San Giovanni in Leopardo
  - Collegiata di Santa Lucia di Magliano dei Marsi
  - Collegiata di Santa Maria del Ponte di Fontecchio (nel comune di Tione degli Abruzzi, località omonima)
- Chiesa abbaziale di Santa Maria del Lago a Moscufo, interni, ambone

- La Scuola Romano-Marsicana

- - San Pietro di Albe

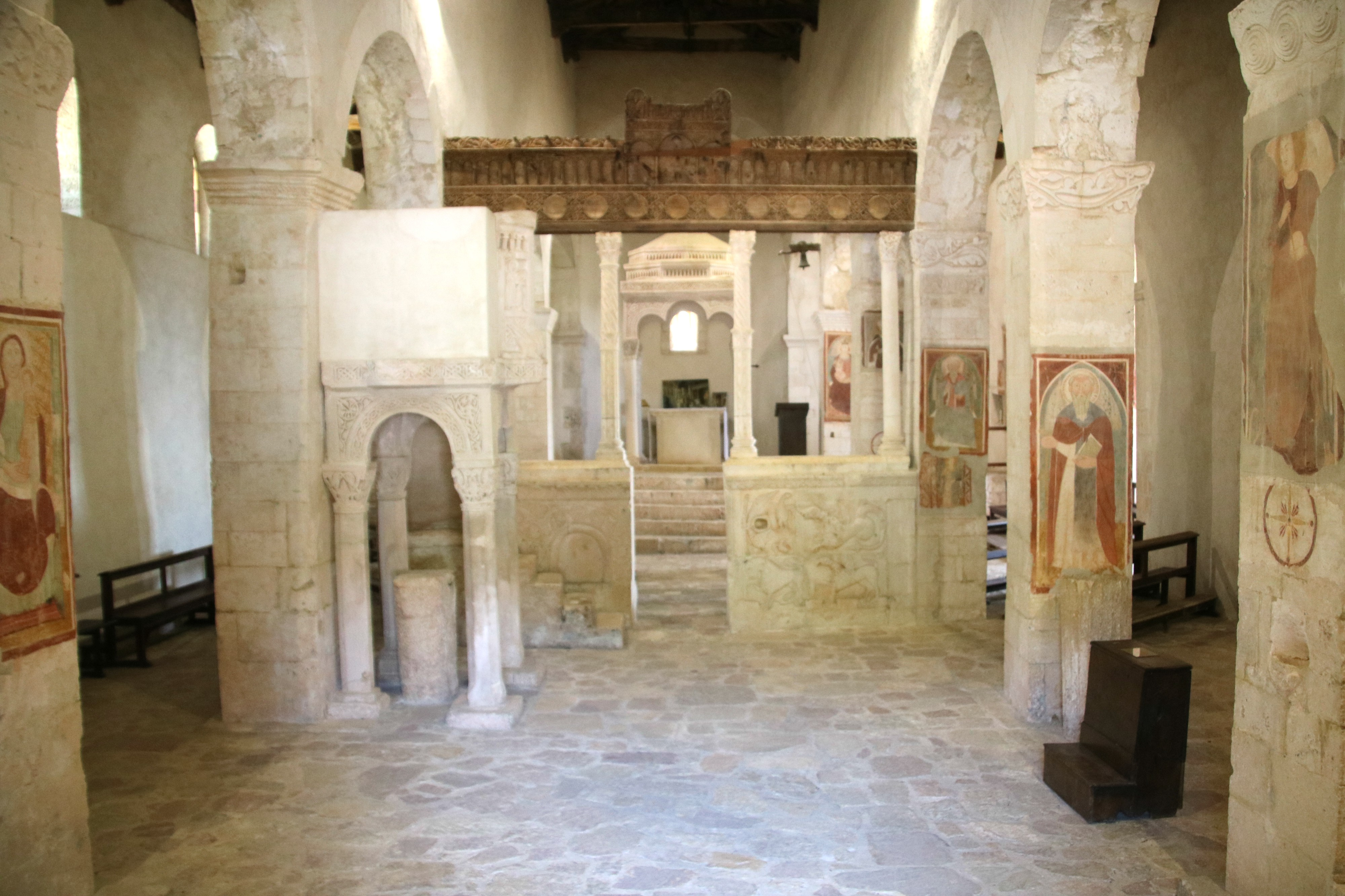
Interno della chiesa di Santa Maria in Valle Porclaneta

  - Santuario di San Pietro eremita di Rocca di Botte
  - L'Ambone di Corcumello (San Nicola)
  - L'ambone di Trasacco (San Cesidio)

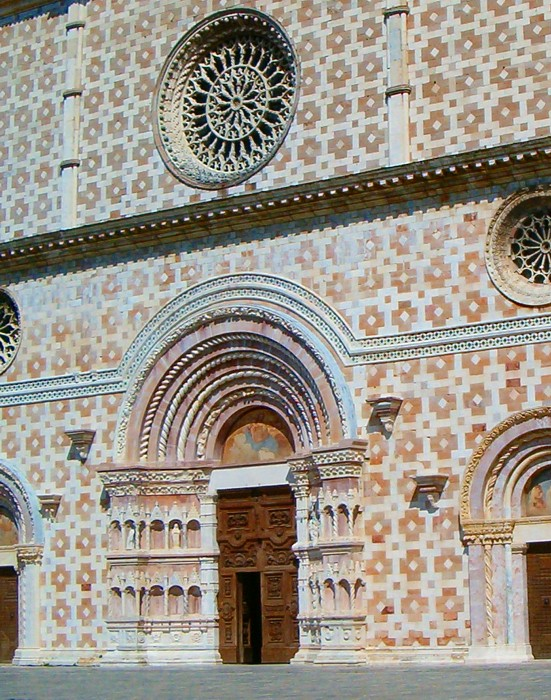
Basilica di Santa Maria di Collemaggio, portale e rosoni

- Scuola aquilana: prima fase due-trecentesca, il più antico portale è quello della chiesa di Santa Maria Paganica del 1308
  - chiesa di Santa Giusta dentro le mura
  - Chiesa di San Flaviano della Torre
  - chiesa di Santa Maria Paganica
  - chiesa di San Pietro a Coppito
  - San Martino (demolita nel 1930 ca., sorgeva in piazza Chiarino)
  - basilica di Santa Maria di Collemaggio
- Chiesa di San Pietro o della Madonna delle Grazie (località Coppito), portale e absidi

- Tardo romanico trecentesco

- - La Cattedrale di Atri

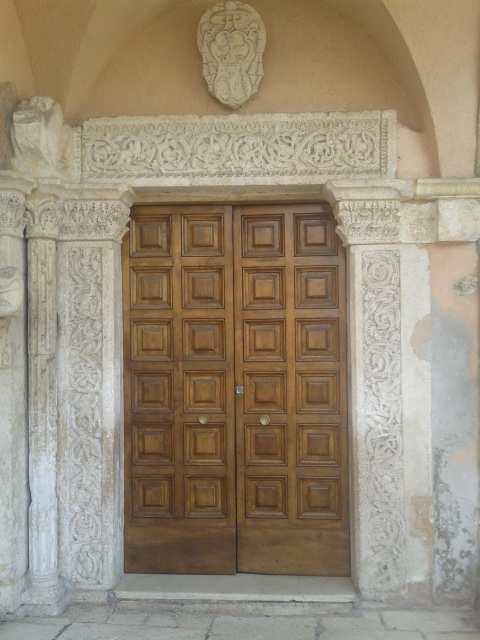
Basilica di San Cesidio a Trasacco, portale "delle donne"

  - Santa Maria di Propezzano a Morro d'Oro
  - San Salvatore a Morro d'Oro
  - Santa Maria in Colleromano (Penne), il portale
  - Santa Maria a Mare - Giulianova
  - Chiesa e convento di San Francesco in Città Sant'Angelo (portale sul corso Vittorio Emanuele)
  - Santa Maria di Paganica - L'Aquila
  - Sant'Andrea di Atri dei Gesuiti (oggi è l'attuale teatro comunale in piazza Duomo ad Atri)
  - San Domenico di Atri o San Giovanni (portale)
  - Sant'Agostino di Penne (tracce dell'ambone), la facciata è stata rifatta negli anni '60
  - Duomo di Penne: portale, rifatto nel 1954, e cripta, lastre conservate nel Museo diocesano
  - Cattedrale collegiata di Città Sant'Angelo dedicata a San Michele, portale laterale
  - San Francesco di Loreto Aprutino, portale
- chiesa di Santa Maria di Ronzano a Castelcastagna

- La Scuola Aquilana
  - Sant'Antonio abate all'Aquila (loc. Pile)

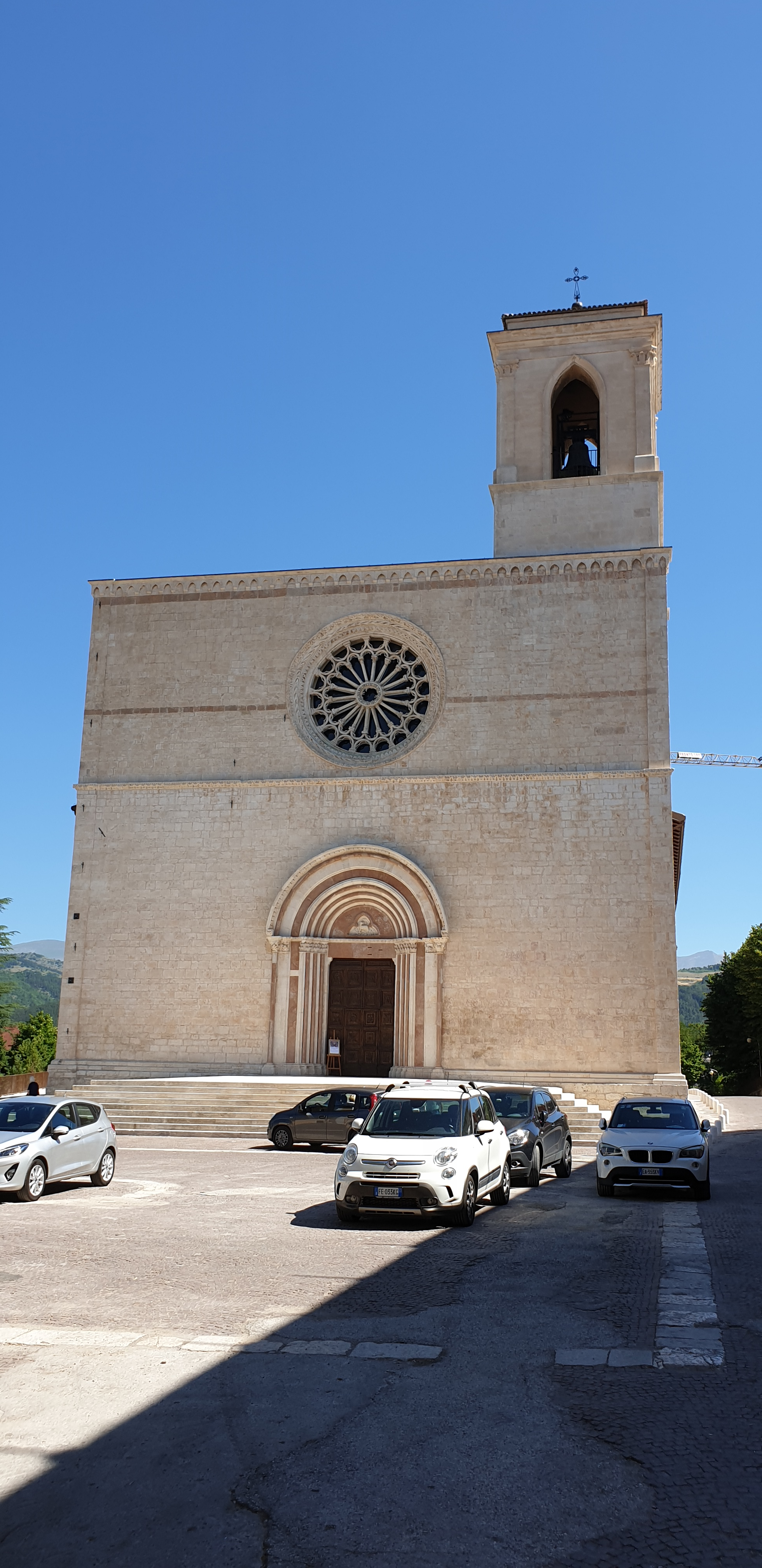
L'Aquila, chiesa di San Silvestro nel 2019

  - San Nicola d'Anza - scomparsa mediante demolizione negli anni '20, portale rimontato nella parrocchia di Antrodoco
  - chiesa di San Marciano
  - chiesa di Santa Maria di Roio
  - chiesa di San Pietro di Sassa - scomparsa dopo il 1703, portale rimontato in San Quinziano di Pile
  - San Marco di Pianola
  - Santa Giusta, portale
  - San Silvestro, portale e rosone
  - Chiesa di San Domenico, facciata inferiore
  - San Francesco di San Pio di Fontecchio (portale)
  - Santa Maria di Collemaggio, portali
  - chiesa di Santa Maria Assunta, Assergi, portale e rosone

- I monumenti di Chieti e dintorni
  - Basilica di San Tommaso di Ortona, portale di Nicola Mancino, 1312
  - Santa Maria della Civitella o dei Celestini a Chieti, portale di Nicola Mancino, 1310 ca.
  - Cattedrale di Chieti, esterni, perduti nel XVIII secolo con la ricostruzione barocca, tracce della cripta e della tribuna esterna dell'altare maggiore
  - Sant'Antonio abate di Chieti, portale
  - San Francesco di Guardiagrele, portale
  - Sant'Agata a Fara Filiorum Petri, portale rimontato nella parrocchia del Santissimo Salvatore
  - Parrocchia di San Nicola di Manoppello, portale

Architetture minori

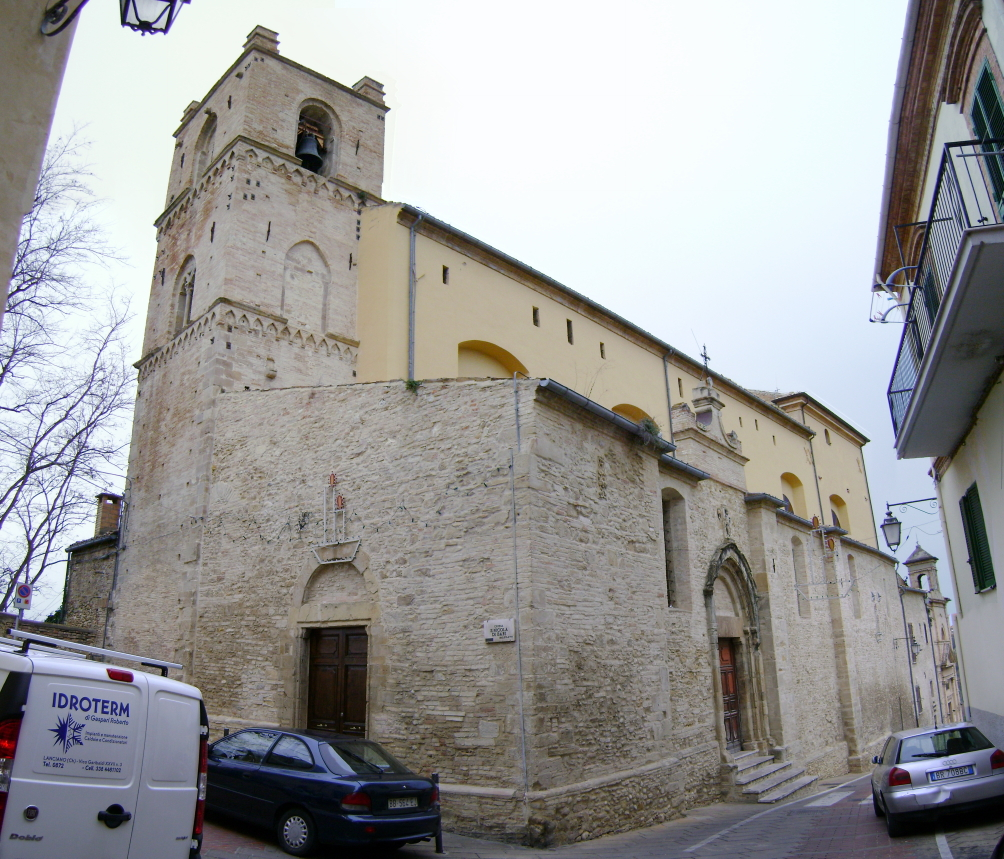
Lanciano, chiesa di San Nicola, i due portale, a sinistra romanico, a destra gotico

- Ex abbazia di Santa Maria in Monteplanizio, nel centro di Lettopalena
- Portale dell'ex abbazia di San Salvatore alla Maiella, rimontato nell'ex convento di Sant'Antonio a Rapino
- Portale di San Clemente in Badia, chiesa distrutta di Guardiagrele (loc. Comino), conservato nell'Antiquarium medievale del palazzo comunale
- Casa di Buccio di Ranallo all'Aquila, via Accursio
- Chiesa della Madonna della Mazza, Pretoro, portale tardo romanico
- Ex monastero di Santa Croce dei Celestini, dintorni di Roccamontepiano, portale trecentesco
- Chiesa di Santa Maria Maggiore di Lanciano, facciata originale in via Garibaldi con portale del primo Duecento
- Chiesa di San Nicola a Lanciano, portale di ingresso della vecchia fabbrica di San Pellegrino, laterale
- Abbazia di San Giovanni in Venere a Fossacesia, portale della Luna e portale laterale, cripta
- Ex monastero di Santo Spirito a Lanciano, ora Polo museale, portale a cavallo tra romanico e gotico (primo '300)
- chiesa di Santa Croce di Atessa, parte della facciata
- Chiesa abbaziale di San Pancrazio a Roccascalegna, tardo romanico: esterni e interni
- Ex chiesa di Santa Maria a Porta da Piedi, o di Sant'Antonio, Crecchio: facciata e rosone murato
- Chiesa di San Martino a Nereto
- Leoni stilofori presso l'ingresso della parrocchia di Santa Maria del Soccorso, Picciano, provenienti dalla scomparsa abbazia benedettina della Beata Vergine Assunta

## Scultura romanica

### Reminiscenze franco-longobarde
L'Abruzzo è ricchissimo di materiale scultoreo medievale, che testimonia l'antica vita dei suoi insediamenti religiosi urbani e monastici. Oggetto della ricerca sono essenzialmente i frammenti di arredo sacro più apprezzabili e meglio conservati, ossia amboni, cibori, paliotti, lastre di recinzione presbiteriale, candelabri. Ovverosia il materiale scultoreo più ricco e scenografico vale a dire. Di grande rilievo sono i preziosi frammenti altomedievali nelle chiese e nei musei diocesani (recinto di Santa Giusta di Bazzano, altare del duomo di Penne, Santa Maria Aprutiensis), spesso utilizzati in contesti estranei alla collocazione originaria, per via di grossolani restauri successivi. Tali pezzi rappresentano l'unica testimonianza artistica sopravvissuta dall'età longobarda e carolingia, dato che in tutto l'Abruzzo si sono conservati edifici di culto appartenenti al periodo, che va dalla tarda età imperiale del V secolo al Mille.

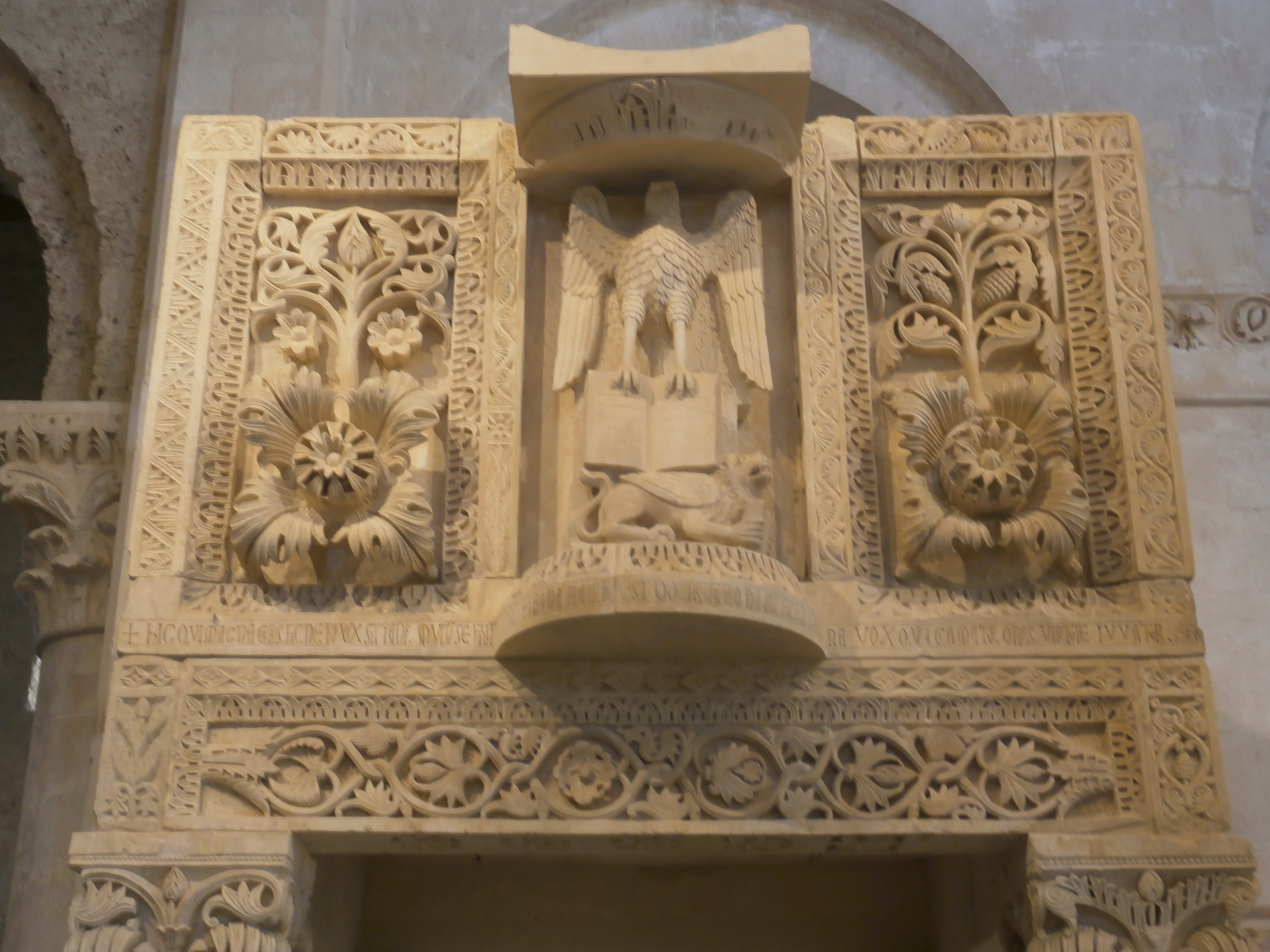
Ambone di San Clemente a Casauria.

Pertanto tutto ciò che rimane, di questo periodo storico, è un insieme piuttosto ingente e variegato di reperti scultorei provenienti per lo più delle antiche chiese diocesane o dalle grandi abbazie benedettine e cistercensi, sopravvissuti grazie alla loro "trasportabilità", come dimostrano elementi scultorei di alcune chiese oggi non più esistenti, rimontati in altre parrocchie.

### Sculture rimontate nelle chiese
A partire dall'XI secolo incomincia la stagione del romanico abruzzese, che lascerà testimonianze in tutto il territorio regionale, e conferirà all'Abruzzo quel suo carattere monastico e benedettino, monumentale e possente. Vengono ricostruite le storiche abbazie del IX-X secolo, arricchite da un fantasioso e variegato arredo liturgico. Tra le opere di età normanno-sveva riguardano soprattutto l'operato della bottega di Guardiagrele di Nicodemo, Roberto e Ruggero, maestri scalpellini che realizzarono gli splendidi amboni delle principali abbazie abruzzesi di San Clemente a Casauria, Santa Maria in Valle Porclaneta, Santa Maria del Lago, San Paolo di Peltuino, Santa Maria di Bominaco, San Bartolomeo di Carpineto e Santo Stefano di Cugnoli. Quest'ultimo esempio, insieme con San Paolo di Peltuino, fa riferimento al fenomeno di rimontaggio delle sculture, prelevati da chiese in decadenza e rimontati (San Paolo fu rimontato nella parrocchia di San Nicola, quello di Santo Stefano proviene dalla chiesa di San Salvatore). 
Questi amboni rappresentano il manifesto scultoreo del romanico abruzzese, nonché incarnano la fase storico-artistica più tipica dell'Abruzzo, ovverosia il fatto che l'Abruzzo avesse assimilato e digerito sempre tardi le principali correnti artistiche d'Europa e d'Italia; ma ciò non significa che le maestranze, spesso esterne dalla regione, eccettuando i maestri di Guardiagrele, avessero riproposto delle pallide imitazioni di modelli quali quelli d'Umbria, Lombardia e Toscana. Anzi, è stato riconosciuto che l'Abruzzo, malgrado la necessità di ricostruzione delle strutture per via di devastazioni e terremoti, più che per dare sfoggio di nuovi stili, seppe dare un tocco di originalità a ciascuna corrente artistica della storia dell'arte, le cui peculiarità convogliarono nella ricercatezza e nel particolarismo delle figure, soprattutto in ambito scultore, per quanto riguarda la tipica decorazione fantasiosa a motivi arabeschi, fitomorfi, animaleschi e vegetali dell'arte romanica. Ugualmente l'Abruzzo dette slancio vitale con la propria originalità alla pittura sia gotica sia rinascimentale, incominciando con gli esempi di San Pellegrino di Bominaco e Santa Maria ad Cryptas di Fossa, fino all'arte pittorica di Andrea De Litio ad Atri e Saturnino Gatti all'Aquila.

## Gli amboni romanici

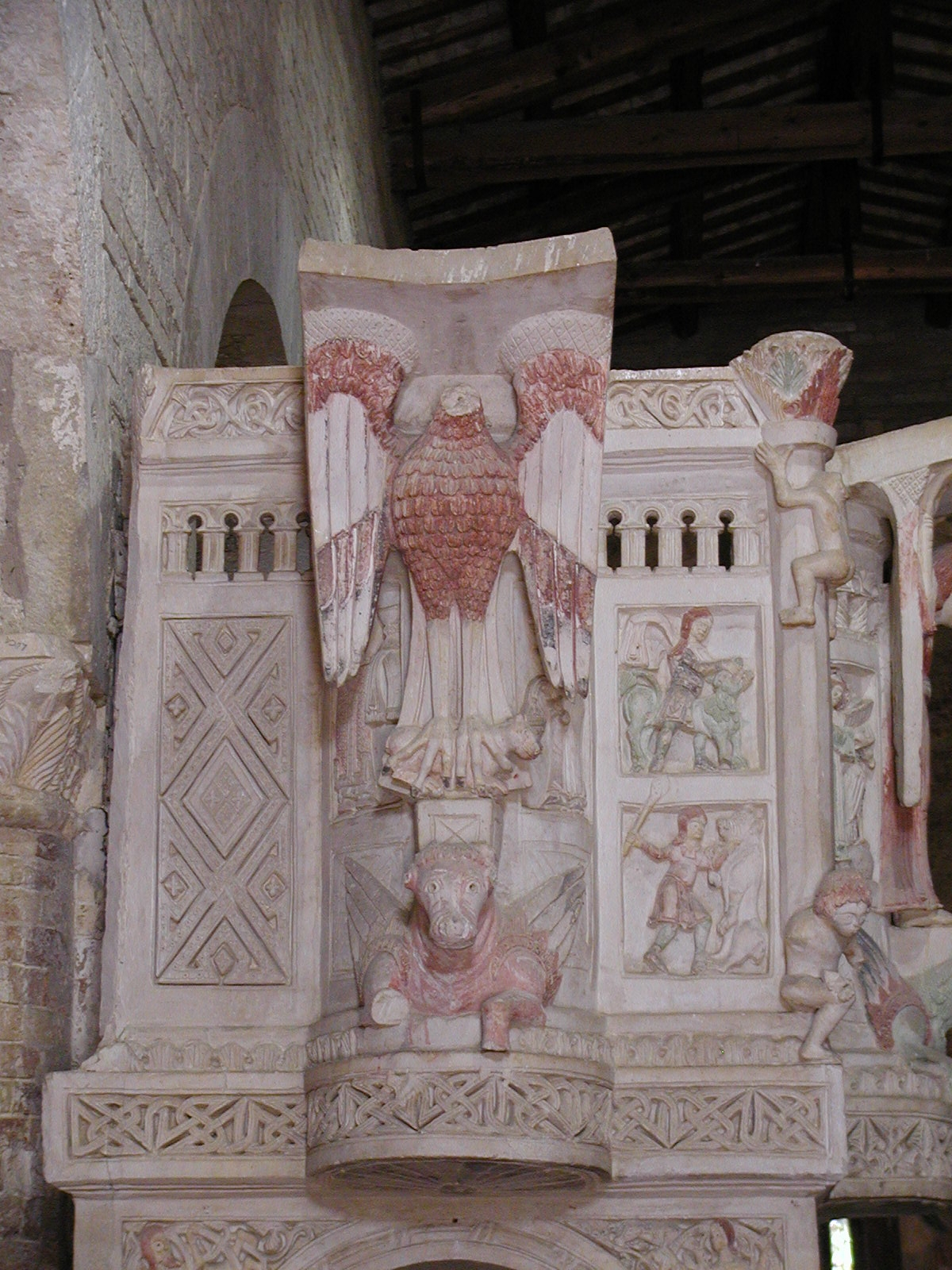
Ambone di Santa Maria del Lago a Moscufo.

Il particolarismo abruzzese consiste principalmente nell'abbondanza di decorativismo nelle scene rappresentate, e nell'inclusione di alcuni elementi caratteristici della propria identità culturale, come paesaggi, vestiti, volti, ornamenti femminili, quasi gli artisti locali avessero voluto imprimere un segno distintivo della propria cultura per caratterizzare l'identità non tanto regionale, ma di quella particolare fascia territoriale dove operavano, come ad esempio nell'altopiano di Navelli, nella Marsica, nel teramano, tutte fasce territoriali ben distinte l'una dall'altra, benché dal 1233 fossero rientrate, con Federico II di Svevia, in un solo Giustizierato con capitale Sulmona. In questo contesto, sia dal punto di vista scultoreo sia pittorico dunque, nacquero gli amboni abbaziali e i cicli rappresentativi di Fossa, Rocca di Cambio e Bominaco, che verranno seguiti da altri esemplari nell'epoca gotica, rinascimentale e così via, nell'ambito ormai consolidato del particolarismo abruzzese.

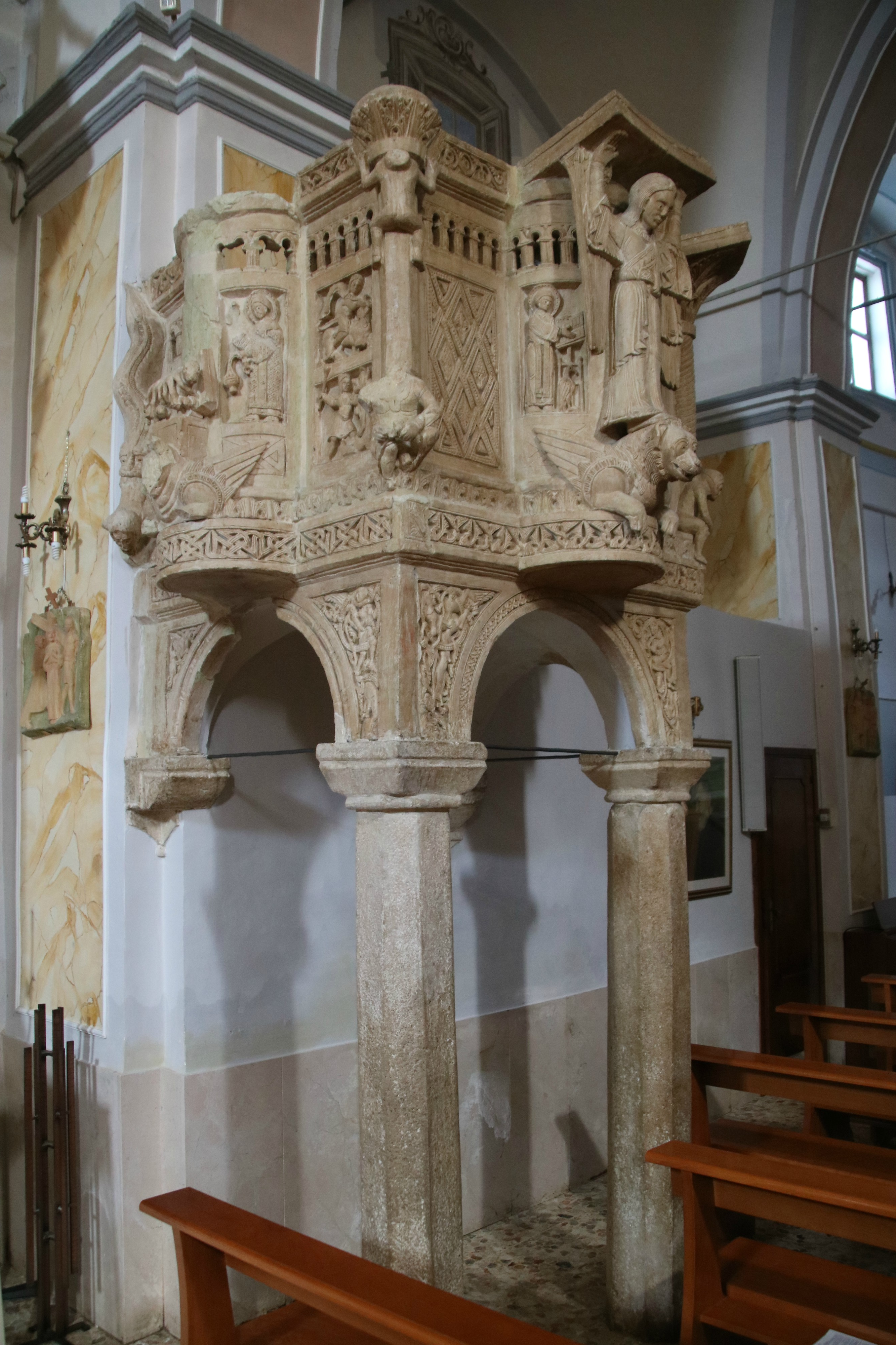
Ambone della chiesa di Santo Stefano a Cugnoli.

## Scuola di maestro Nicodemo

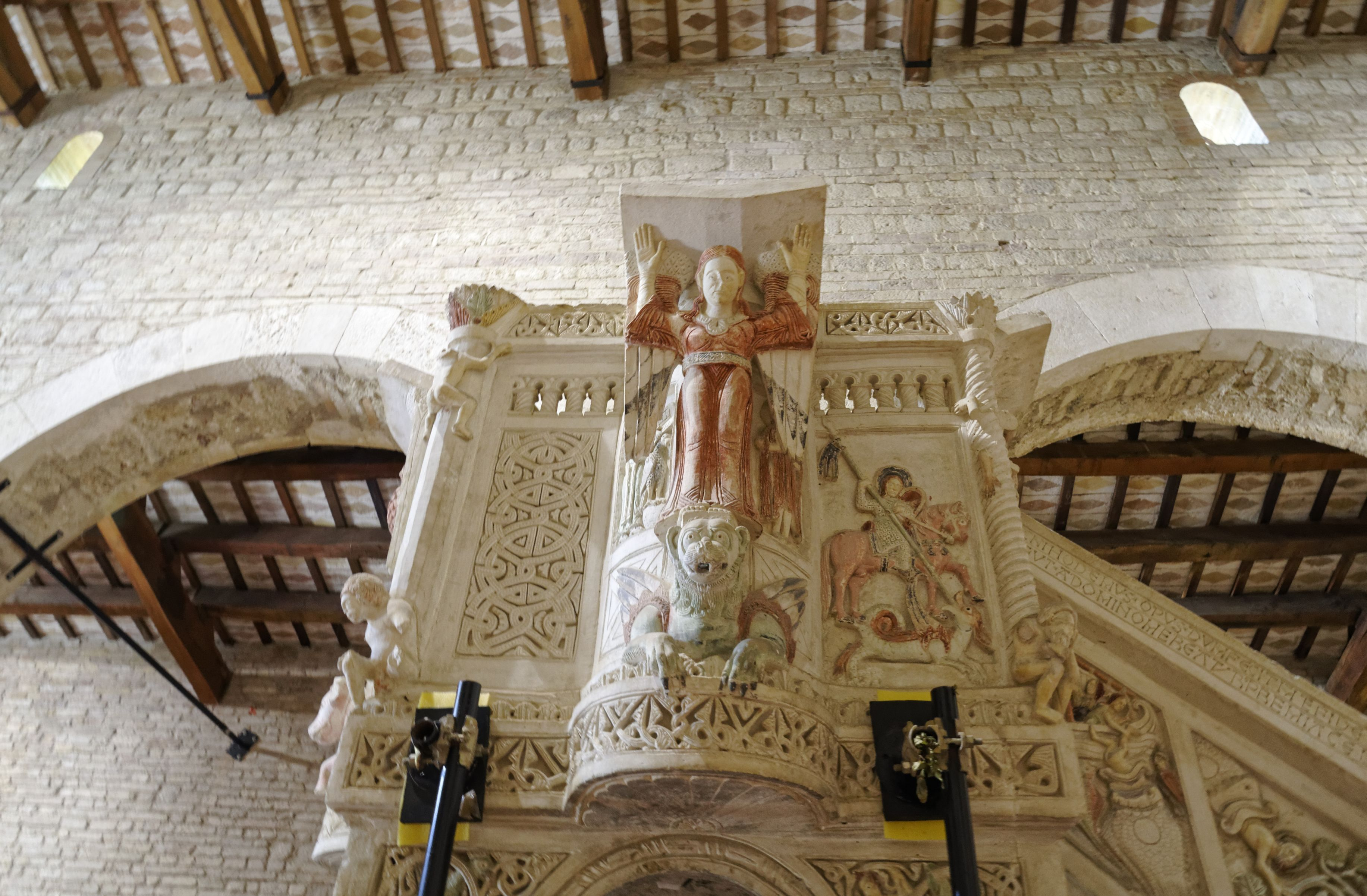
Ambone della chiesa di Santa Maria del Lago, Moscufo

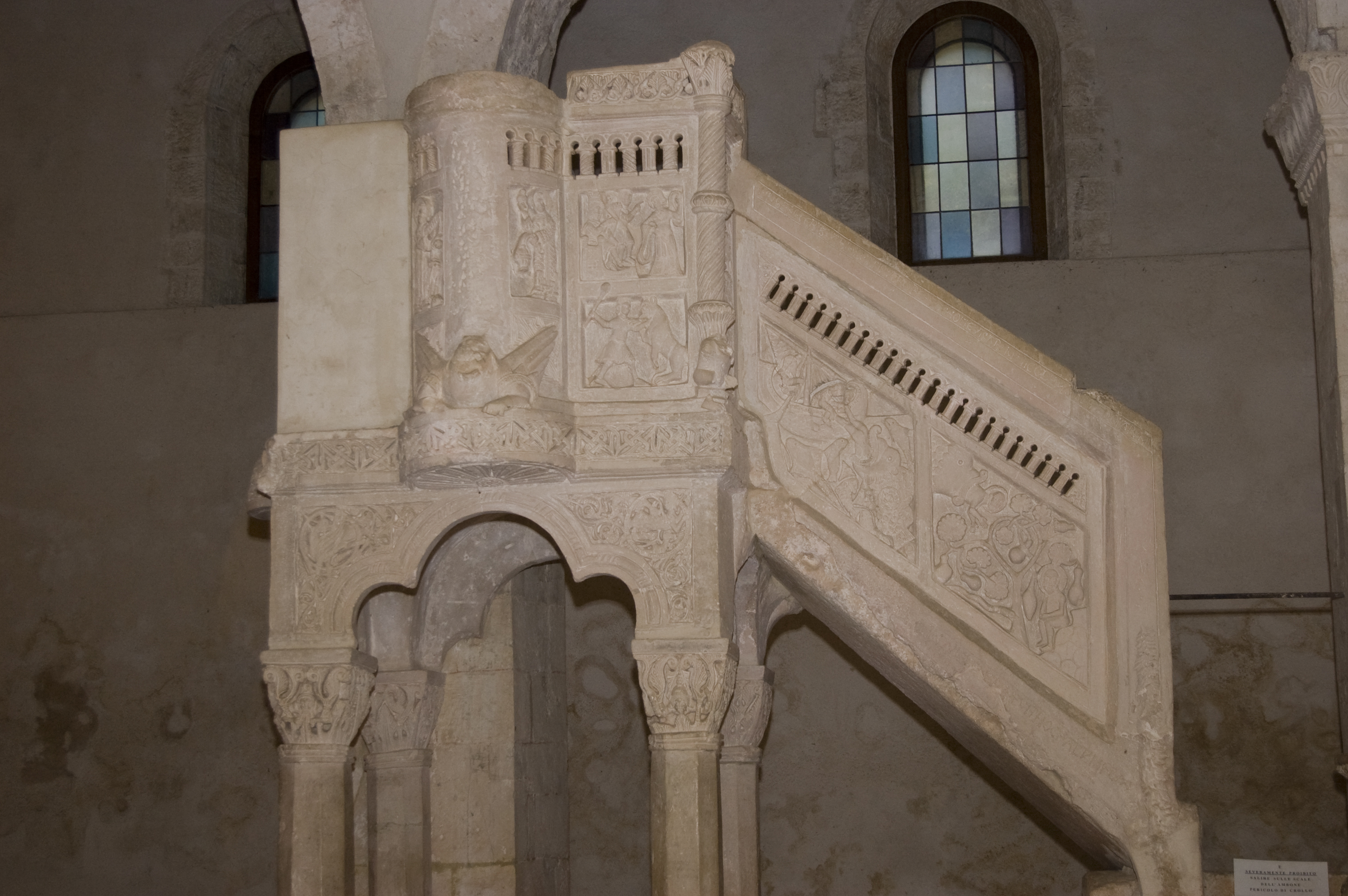
Ambone della chiesa di Santa Maria in Val Porclaneta, Rosciolo

In merito, sempre al fatto che l'Abruzzo avesse recepito tardi le correnti artistiche scultoree e architettoniche, la trasformazione e l'amalgamazione dei modelli già consolidati nel resto d'Italia del nord con la tradizione variegata e prettamente popolare abruzzese, gli amboni dei maestri dimostrano la sintesi della fusione di vari elementi fantastici del romanico tradizionale unito alla tradizione locale, e ciò è dimostrato da elementi longobardi, arabi, celtici, figure animate da ermetici programmi iconografici tesi alla rappresentazione simbolica della liberazione dell'uomo dal peccato. Le opere di Nicodemo, Roberto e Ruggero, nella loro singolarità, rimarranno senza seguito, per essere soppiantate preso dallo "stile fiorito", che si diffonderà nello stesso periodo, metà del XII secolo, come dimostra l'ambone della basilica di San Pelino a Corfinio) (1180), segnato dal ripetersi del motivo a fiorone, per altro presente anche a San Clemente a Casauria, dalle cornici a motivi vegetali stilizzati, dai tralci che disegnano anse ritmiche, tutti elementi della natura che rimarranno tipici nell'epoca, in vista dello stretto legame dei popoli abruzzesi con la natura della Maiella e del Gran Sasso.

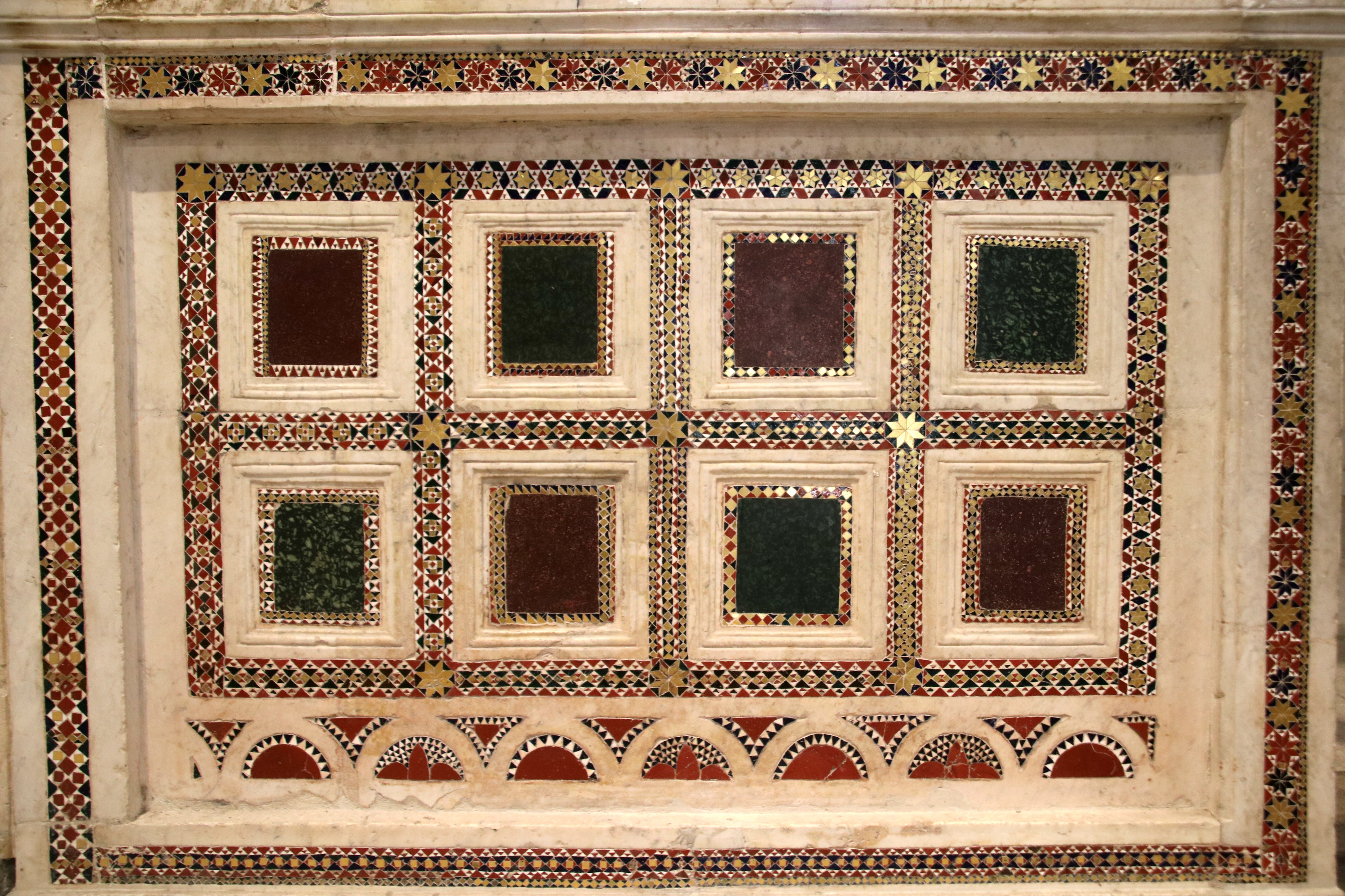
Particolare dell'iconostasi cosmatesca di San Pietro in Alba Fucens.

Lo stile della bottega dunque è apparso come una meteora del romanico locale, poiché lo slancio creativo fu molto più originale del secondo stile, come dimostrano le figure dell'uomo che sorregger il Vangelo del lettorino, affiancata dalla rappresentazione del Tetramorfo, solitamente presente in tutti gli amboni, e da scene dell'Antico Testamento, come mostra l'ambone della chiesa di Santa Maria del Lago a Moscufo, uno dei più belli della bottega, con il Tetramorfo e la scena di Giona inghiottito dalla balena, e San Giorgio che uccide il drago. L'ambone di San Paolo di Peltuino invece, conservato nella chiesa di San Nicola di Prata d'Ansidonia, mostra una figura femminile in vesti campestri, fatto del tutto inedito nel romanico, che testimonia l'eclettismo del particolarismo abruzzese nel voler lasciare una testimonianza della vita quotidiana pastorale.
Gli amboni abruzzesi romanici
- Ambone e ciborio della chiesa di Santa Maria in Valle Porclaneta a Rosciolo dei Marsi, 1150; maestro Nicodemo
- Ciborio nella chiesa badiale di San Martino di Tour a San Martino sulla Marrucina, 1151; maestro Nicodemo, come riporta l'iscrizione alla base. Il Gavini la colloca l'opera erroneamente nella parrocchiale martinense di S. Cristinziano  annota che l'ambone stava presso l'altare maggiore della chiesa, e denunciava il fatto che fosse un'opera minore o almeno non finita dal maestro. L'opera purtroppo è andata distrutta nel 1919, quando un forte vento ha fatto crollare il campanile sopra la vecchia chiesa, distruggendo l'opera, la cui base con iscrizione era stata collocata da Francesco Verlengia nella Biblioteca provinciale di Chieti, e dal 2005 era stata ricondotta a San Martino, nell'atrio del palazzo comunale[27].

- Pulpito di Santa Maria del Lago a Moscufo, 1159; maestro Nicodemo
- Pulpito della chiesa di Santo Stefano a Cugnoli, 1166; maestro Nicodemo, proveniente dall'abbazia scomparsa di San Salvatore sul Pescara
- Pulpito della chiesa di San Clemente al Vomano (Notaresco) e San Clemente a Casauria - metà XII secolo; magister Ruggero con Roberto (secondo altri l'ambone Casauriense andato distrutto con il terremoto del 1456, restaurò nel XV secolo frate Giacomo da Popoli)
- Ambone e pulpito di San Paolo di Peltuino (anonimo) metà XII secolo
- Ambone di San Pelino a Corfinio (anonimo) metà XII secolo. Non di Nicodemo
- Ambone di San Liberatore alla Maiella (metà XII secolo) anonimo
- Ambone di Santa Maria Assunta di Bominaco (metà XII secolo) di anonimo
- Pulpito e cero pasquale della chiesa di Santa Maria in Cellis di Carsoli (ante XII secolo) anonimo
- Ambone cosmatesco di San Pietro in Alba Fucens (ante 1150) di anonimo

## Decorazioni cosmatesche marsicane
Alla seconda tendenza dei fioroni, a cui hanno fatto riferimento gli amboni di San Clemente al Vomano, Santa Maria di Bominaco, Santa Maria di Pianella e via dicendo, lo stile si è limitato nel mostrare raffigurazioni tratte dai bestiari, con animali reali e altri fantastici, in pose innaturali. Il maestro Acuto di Pianella, che firmò l'ambone di Santa Maria Maggiore (XIII secolo), realizzò una scultura interessante poiché mostra le tendenze del primo gotico abruzzese, dando un aspetto tardoromanico all'opera.
Nei secoli successivi la scultura abruzzese, specialmente quella in pietra, dal XIV secolo in poi venne soppiantata dalle influenze esterne del Lazio, e gli ultimi esempi del romanico riguardano le decorazioni cosmatesche tipiche del romanico di Roma, che a sua volta prendeva ispirazione dagli ornati delle antiche basiliche paleocristiane, nonché dalle opere dell'età augustea. Questi sono i casi di San Pietro ad Alba Fucens, Santa Maria dei Bisognosi a Rocca di Botte, l'ambone di San Nicola a Corcumello e le sculture dell'abbazia di Santa Maria Arabona a Manoppello, con mosaici scintillanti vitrei e modelli decorativi romanici tipici dell'Urbe.